# Salomé Zourabichvili
Pour les articles homonymes, voir Zourabichvili.
Pour les autres membres de la famille, voir Famille Zourabichvili.
Salomé Nino Zourabichvili (en géorgien : სალომე ნინო ზურაბიშვილი), née le 18 mars 1952 à Paris, est une femme d'État géorgienne et ancienne diplomate française, présidente de la Géorgie de 2018 à 2024.
Fille d’immigrés géorgiens installés en France depuis l'invasion soviétique de la Géorgie en 1921, elle entre dans le service diplomatique français dans les années 1970, occupant divers postes à Paris, New York, Rome, Washington, Vienne, N'Djaména et Bruxelles avant d'être nommée ambassadrice de France en Géorgie par Jacques Chirac en 2003. Quelques mois plus tard, l'arrivée au pouvoir d'un nouveau gouvernement en Géorgie, après la révolution des Roses, lui permet d'obtenir la citoyenneté géorgienne : elle devient ainsi la première personne à posséder les deux nationalités. À la suite de l'accord du gouvernement français, elle devient ministre des Affaires étrangères de Géorgie.
Elle change radicalement la structure du ministère et remplace de nombreux ambassadeurs. Elle mène la politique étrangère durant la nouvelle orientation pro-occidentale de la Géorgie, négociant les premiers pas de l'intégration de la Géorgie au sein de l'Union européenne et de l'OTAN. Sous son impulsion, Tbilissi signe plusieurs accords avec l'Alliance nord-atlantique et négocie le Plan d'Action UE-Géorgie. Elle joue un rôle important durant la crise d'Adjarie qui voit la chute du régime d'Aslan Abachidzé dans la région autonome. Elle est également connue pour avoir négocié avec Sergueï Lavrov le retrait des bases militaires russes lors de l'accord du 30 mai 2005. Ses tentatives de normaliser les relations russo-géorgiennes doivent toutefois faire face à une large opposition du fait des initiatives russes auprès de l'OSCE pour régler le conflit d'Ossétie du Sud.
Limogée par le gouvernement de Mikheïl Saakachvili en octobre 2005, elle rejoint l'opposition et forme le parti Voie de la Géorgie, à la tête duquel elle se présente à la mairie de Tbilissi en 2006. Par la suite, elle s'implique dans l'organisation de manifestations massives contre un gouvernement qu'elle accuse d'autoritarisme. Présente lors des manifestations du 7 novembre 2007, elle est nommée candidate au poste de Première ministre par l'Opposition unie lors de l'élection présidentielle anticipée de janvier 2008. En 2010, elle quitte la politique géorgienne pour retourner dans la diplomatie, cette fois-ci auprès de l'ONU.
De retour en Géorgie, elle est élue en 2016 comme députée sans étiquette représentant la circonscription de Mtatsminda. Toujours sans parti, mais soutenue par le parti Rêve géorgien au pouvoir depuis 2012, elle est élue cinquième présidente de la Géorgie lors de l'élection présidentielle de 2018, devenant la première femme à être élue à la tête de ce pays.
Elle donne alors la priorité à l'intégration de la Géorgie au sein de l'UE et de l'OTAN, et devient l'architecte de la déclaration de Petra, qui tente d'unifier les efforts de la Géorgie, de l'Ukraine et de la Moldavie dans cette orientation. Elle doit faire face, comme ses prédécesseurs, à des conflits séparatistes en Abkhazie et en Ossétie du Sud et, dans le même contexte, à un conflit diplomatique avec la Russie : elle propose la création d'un format de négociations politiques entre Moscou, Tbilissi et les pouvoirs occidentaux pour supplémenter les discussions internationales de Genève.
Au cours de sa présidence se déroule une crise politique profonde qui commence par la dispersion violente de manifestants anti-russes le 20 juin 2019. Face à une fracture nationale, elle tente de jouer un rôle de médiatrice, dans un premier temps en facilitant l'implication du président du conseil européen Charles Michel, puis, lorsqu'une solution soutenue par l'UE échoue, en lançant un processus d'accord national. Elle fait également face à la pandémie de Covid-19, contre laquelle elle déclare l'état d'urgence national et soutient de fortes mesures restrictives.
L'invasion russe de l'Ukraine en 2022 l'amène à adopter une position pro-européenne farouche, en contraste frappant avec la position pro-russe du gouvernement du Premier ministre, Irakli Garibachvili. Cette opposition conduit à une série de tensions persistantes entre la présidente et le gouvernement, qui culmine lorsque ce dernier menace de poursuivre la présidente devant la Cour constitutionnelle quand elle met son veto à un projet de loi sur la surveillance. L'année suivante, le parti au pouvoir, Rêve géorgien, tente en vain de la destituer après lui avoir reproché d'outrepasser ses pouvoirs en matière de politique étrangère. En 2024, peu avant la fin de son mandat, elle fait l'objet d'une nouvelle tentative de destitution. Elle conteste ensuite la régularité des élections législatives, remportées par Rêve géorgien, et annonce sa volonté de se maintenir au pouvoir jusqu'à la tenue d'un nouveau scrutin. L'élection présidentielle de 2024, qui se déroule selon un nouveau mode scrutin indirect avec un seul candidat, Mikheïl Kavelachvili, place ce dernier à la présidence du pays[réf. nécessaire] : cette situation est contestée[Par qui ?].

## Situation personnelle

### Origines familiales

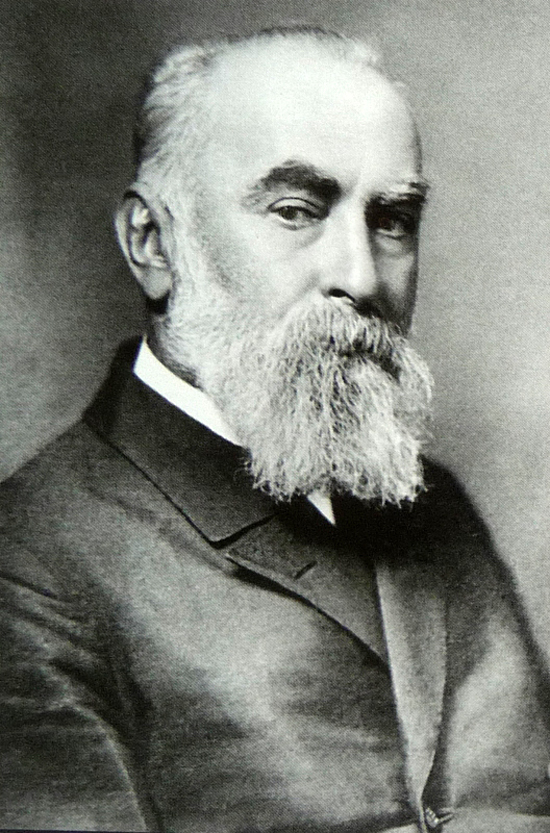
Niko Nikoladzé, arrière-grand-père de Salomé Zourabichvili.

Salomé Zourabichvili est née dans une famille d'émigrants géorgiens qui ont fui vers la France et devenue française après l'invasion soviétique de la république démocratique de Géorgie en 1921.
Son père, Lévan Zourabichvili, ingénieur de carrière, a servi pendant de nombreuses années comme président de l'Association géorgienne de France (AGF). Levan est le petit-fils maternel de Niko Nikoladzé (1843-1928), homme d'affaires, philanthrope et homme politique géorgien de la fin du XIXe siècle et dirigeant influent de l'intelligentsia libérale géorgienne durant la Russie impériale. Le frère de Lévan, Georges Zourabichvili (1899-1944), était un philosophe et interprète qui fut dénoncé pour collaboration avec les occupants allemands en France et disparut probablement lors d'une épuration sauvage en 1944.
Sa mère Zeïnab Kedia (1921-2016) est la fille de Melkisedek Kedia, chef du Service de sécurité de la république démocratique de Géorgie. Elle est également la sœur de Mikhaïl Kedia (1902-1954), figure de premier plan de la Légion géorgienne, qui a collaboré avec l'Allemagne nazie pendant la Seconde Guerre mondiale,.
Salomé Zourabichvili a un frère, Othar Zourabichvili, médecin, écrivain et président de l'AGF depuis 2006. Elle est la cousine de l'historienne Hélène Carrère d'Encausse, membre puis secrétaire perpétuel de l'Académie française, et du compositeur Nicolas Zourabichvili, enfants de son oncle Georges.

### Jeunesse
Salomé Nino Zourabichvili est née à Paris le 18 mars 1952 et a grandi au sein de la communauté géorgienne en France, installée entre Paris et Leuville-sur-Orge depuis la chute en 1921 de la république démocratique de Géorgie. Élevée dans une influente famille d'émigrés ayant des liens étroits avec le gouvernement en exil de Géorgie, elle a pour seul contact avec le pays la diaspora géorgienne, et dira plus tard : 
« Dans les années qui ont précédé la chute du rideau de fer, il n'y avait aucun contact avec la Géorgie - pas de lettres, pas de journaux, pas de visites. Pour nous, c'était un pays mythique, qui n'existait que dans les livres. »
À 8 ans, elle rencontre son premier visiteur géorgien lors d'une visite à Paris d'une troupe de ballet géorgienne, rencontre tenue secrète en raison du caractère répressif des autorités soviétiques organisant la visite. Dans une interview accordée au Washington Post, elle a déclaré qu'elle se sentait « à cheval sur les deux cultures », fréquentant les écoles françaises tout en se rendant à l'église géorgienne de Paris en fin de semaine, où elle est chanteuse de chœur.

### Éducation supérieure
À 17 ans, Salomé Zourabichvili obtient des résultats au baccalauréat qui lui offrent le « privilège d'une admission directe dans la terrible année préparatoire » de l'Institut d'études politiques de Paris en septembre 1969, un programme dont seulement la moitié des participants entre dans l'Institut un an plus tard. En mai 1970, son choix de sujet d'examen final sur la « Révolution et contre-révolution en Europe entre 1917 et 1923 » lui assure une place à Sciences Po. En 2019, l'école décrira ses résultats sur des questions sur le Rerum Novarum, le Kulturkampf et les réformes d'Alexandre II comme un « triomphe », tandis qu'un professeur la décrit alors comme une « étudiante très intelligente qui a rapidement appris la méthodologie et le savoir » du programme.
En 1970, elle rejoint la Section internationale de Sciences Po, une voie vers le service diplomatique à laquelle accède seulement une minorité des 4 000 étudiants de l'Institut et qui n'est composée que d'un tiers de femmes. Elle étudie sous de nombreux professeurs français de renom, tels que les historiens Jean-Baptiste Duroselle, Louis Chevalier, sa cousine Hélène Carrère d'Encausse et la professeure de droit international Suzanne Bastid, ces deux dernières étant les seules femmes à enseigner à Sciences Po. Salomé Zourabichvili concentre ses études sur le monde soviétique et obtient son diplôme en juillet 1972.

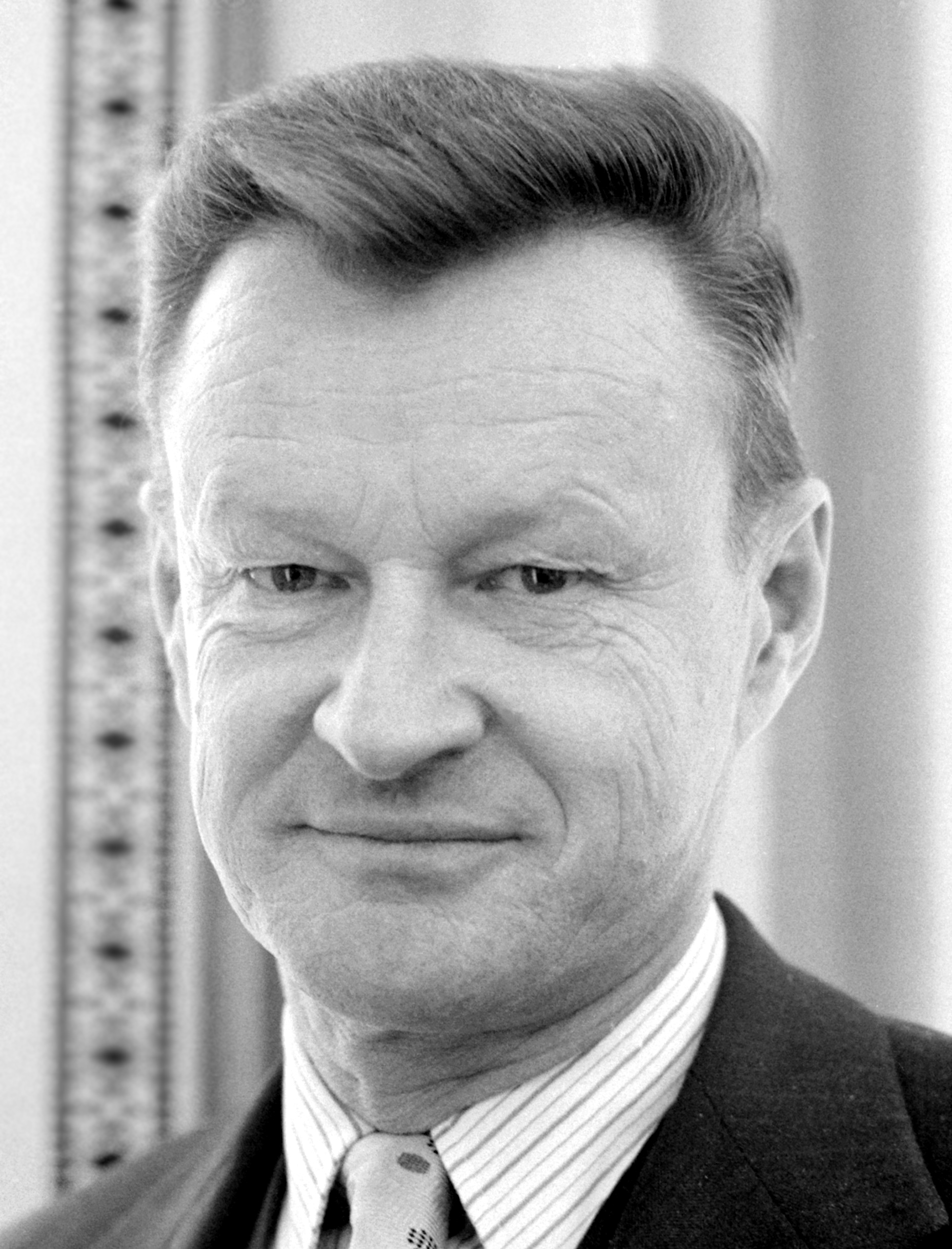
Zbigniew Brzeziński a été professeur de S. Zourabichvili à l'université Columbia, New York.

Dans une lettre de recommandation du secrétaire général de Sciences Po, René Henry-Gréard, ce dernier la décrit comme une étudiante qui, malgré sa « timidité », possède des « qualités exceptionnelles » et lui prédit un « bel avenir ». Elle rejoint l'université Columbia pour l'année académique 1972-1973, où Zbigniew Brzeziński la forme sur le régime soviétique et la diplomatie de la guerre froide.
Elle a déclaré que le choix d'une carrière dans la diplomatie fut lié à l'espoir de contribuer un jour à « aider la Géorgie ».

### Carrière dans l'enseignement
Salomé Zourabichvili retourne à Sciences Po en 2006, cette fois comme professeur, peu de temps après son départ du ministère géorgien des Affaires étrangères. Elle travaille jusqu'en 2014 à l'École de Paris des Affaires internationales, enseignant la politique étrangère des grands pouvoirs, l'espace post-soviétique, le développement de l'Eurasie depuis la chute de l'URSS et les causes de cette chute. De même, elle analyse académiquement les progrès accomplis par l'Union européenne en temps de crise. Un étudiant décrira ses cours comme « encourageant des débats importants ».
Elle est la première étudiante et professeur de Sciences Po à devenir cheffe d'État.

### Famille et vie privée
D'un premier mariage à l'économiste irano-américain de la Banque mondiale Nicolas Gorjestani (lui-même descendant de Géorgiens d'Iran), elle a deux enfants, Kéthévane (journaliste pour France 24) et Théïmouraz (diplomate français). Elle épouse en secondes noces Janri Kachia, un influent journaliste et écrivain géorgien et réfugié politique en France en 1982, qui meurt en 2012.
Outre le français et le géorgien, Salomé Zourabichvili parle couramment l'anglais et l'italien.

## Carrière en France

### Débuts diplomatiques
Salomé Zourabichvili abandonne ses études pour rejoindre le service diplomatique français en 1974. Elle devient rapidement une diplomate de carrière et est envoyée comme troisième secrétaire de l'ambassade de France à Rome jusqu'en 1977, sous les ambassadeurs Charles Lucet et François Puaux, à la suite de quoi elle devient deuxième secrétaire à la mission permanente de la France auprès des Nations unies à New York jusqu'en 1980. Travaillant sous Jacques Leprette, elle voit la France présider le Conseil de sécurité des Nations unies à deux reprises (octobre 1978 et janvier 1980).
Après un retour à Paris où elle travaille comme agent au centre d'analyses du ministère des Affaires étrangères, elle retourne aux États-Unis en 1984 comme première secrétaire de l'ambassade de France à Washington sous l'ambassadeur Emmanuel de Margerie. À ce poste, elle visite pour la première fois en 1986 la Géorgie. Entre 1988 et 1989, elle est envoyée à Vienne comme première secrétaire auprès de la Conférence pour la sécurité et la coopération en Europe.
En 1989-1992, elle devient seconde conseillère à l'ambassade de France à N'Djamena. Son mandat coïncide avec la prise de pouvoir d'Idriss Déby dans un coup d'État soutenu par la France.

### Bruxelles et retour à Paris

Zourabichvili est représentante permanente de la France auprès de l'Union de l'Europe occidentale en 1993-1996.

En 1992, Zourabichvili est nommée première secrétaire à la mission permanente de la France auprès de l'OTAN à Bruxelles avant d'être représentante permanente de la France auprès de l'Union de l'Europe occidentale, toujours à Bruxelles, de 1993 à 1996.
En 1996 et 1997, elle occupe le poste de conseillère technique au cabinet du ministre des Affaires étrangères à Paris puis, en 1997-1998, elle est inspectrice au ministère des Affaires étrangères à Paris. En 1998, elle est nommée sous-directrice des Affaires stratégiques à la direction des Affaires stratégiques, de la Sécurité et du Désarmement au ministère des Affaires étrangères à Paris, poste qu'elle quitte en 2001 pour devenir directrice des Affaires internationales et stratégiques au sein du secrétariat général de la Défense nationale. Elle collabore également au bureau des Affaires stratégiques pour l’OTAN.

### Ambassadrice en Géorgie
De 2003 à 2004, Salomé Zourabichvili est ambassadrice extraordinaire et plénipotentiaire de France en Géorgie.

## Carrière politique en Géorgie

### Ministre des Affaires étrangères

#### Nouveau gouvernement

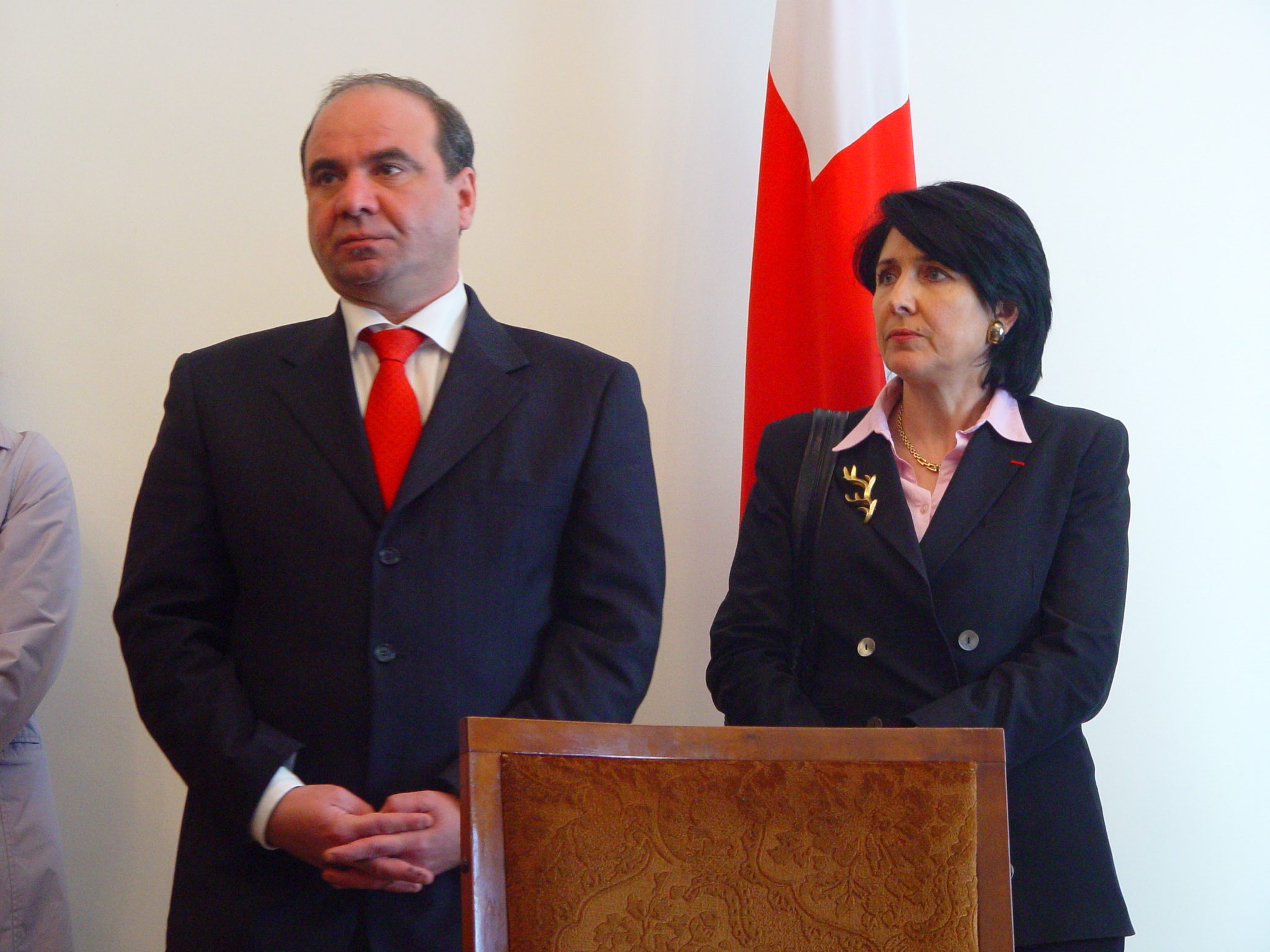
Zourabichvili et le premier ministre Zourab Jvania.

À la suite de l'arrivée au pouvoir d'un nouveau gouvernement en novembre 2003 issu de la révolution des roses et l'élection de Mikheïl Saakachvili comme président de la Géorgie deux mois plus tard, Salomé Zourabichvili est considérée comme membre potentiel de la nouvelle direction du pays. Des rumeurs sur sa nomination comme ministre des Affaires étrangères apparaissent en janvier 2004 mais sont atténuées par la nomination de Tedo Djaparidzé.
Néanmoins, en mars 2004, Saakachvili, alors en visite à Paris, rencontre le président Jacques Chirac et Dominique de Villepin, qui lui accordent le droit de nommer Zourabichvili, malgré son statut d'ambassadrice française. Le 11 mars, Saakachvili annonce publiquement la nomination de la diplomate comme ministre des Affaires étrangères et lui accorde la citoyenneté géorgienne, faisant d'elle la première personne à bénéficier de la double citoyenneté selon la nouvelle constitution géorgienne.
Le 20 mars 2004, Zourabichvili est officiellement nommée ministre des Affaires étrangères de Géorgie, devenant la première femme à occuper ce poste, tandis que sa nomination est approuvée par le parlement après les élections parlementaires du 28 mars. Lors de son discours d'introduction devant le corps diplomatique géorgien le 22 mars, elle souligne l'intégration de la Géorgie au sein de l'Union européenne et de l'OTAN comme sa priorité. En tant que ministre, elle doit faire face à un service diplomatique corrompu et désorganisé et s'engage à un changement radical. Le 23 juin, elle nomme huit nouveaux ambassadeurs en Turquie, en Iran, en Lituanie, en Lettonie, en Estonie, en France, en Roumanie, en Ouzbékistan, au Kazakhstan et au Vatican, tandis qu'elle demande au Parlement de limoger les ambassadeurs géorgiens en Italie, en Turquie, en Autriche, au Kazakhstan, au Turkménistan et auprès de l'OTAN. Dans une reconfiguration des priorités diplomatiques nationales, elle ouvre des nouvelles ambassades en Roumanie et en Pologne. Zourabichvili inaugure la pratique d'informer régulièrement les diplomates étrangers sur les questions nationales. Le 2 septembre 2005, Zourabichvili organise à Batoumi la première conférence diplomatique géorgienne depuis 1996.
En octobre 2004, elle annonce l'ouverture d'une ambassade géorgienne en Chine, inaugurant le début des relations économiques de proximité entre Tbilissi et Beijing. Deux mois plus tard, la Chine fait don de 5 millions de yuans au gouvernement géorgien, puis finance la subvention de meubles pour le ministère des Affaires étrangères pour une somme de 475 000 dollars.
Afin de libéraliser les visas géorgiens et d'encourager le tourisme, elle annonce le 9 septembre 2004 la possibilité d'obtenir un visa géorgien à la frontière géorgienne. De même, elle réduit les prix des visas (coûtant alors 200 dollars) : 10 dollars pour un visa d'un mois, 30 dollars pour un visa de trois mois et 100 dollars pour un visa d'un an.

#### Crise d'Adjarie

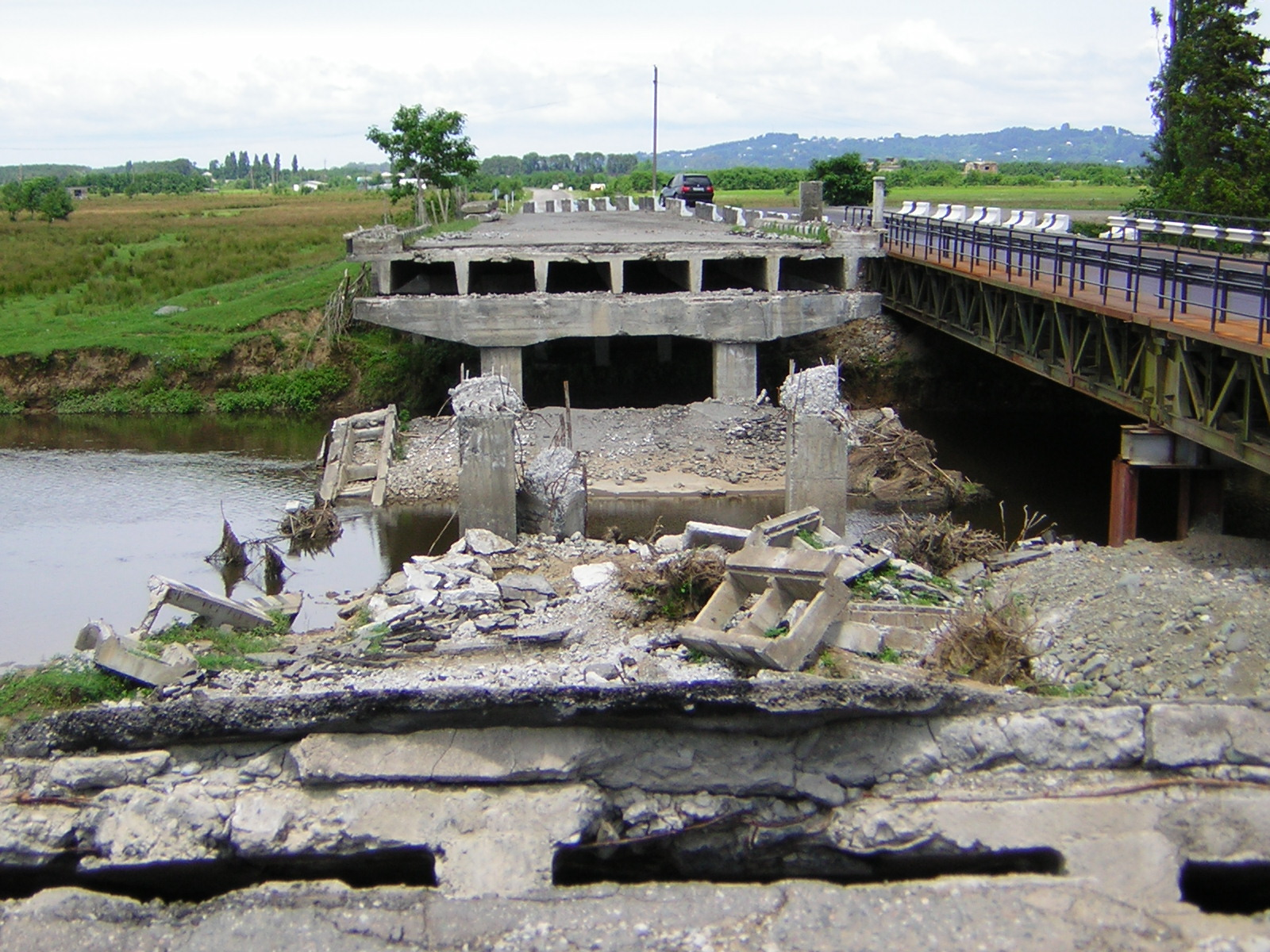
Pont en Adjarie détruit lors de la crise.

L'un des premiers défis du gouvernement de Saakachvili est la crise d'Adjarie, durant laquelle le dirigeant autocratique de la république autonome d'Adjarie, Aslan Abachidzé, menace de faire sécession avec la région maritime, en réactions aux nouvelles autorités en place. Le 23 mars 2004, quelques jours après sa nomination, le ministère de Zourabichvili annule les passeports diplomatiques de plusieurs hauts dignitaires adjariens mais son implication dans l'affaire reste nébuleuse. Sous les ordres du Premier ministre Zourab Jvania, elle nomme le 14 avril un groupe pour informer les organisations internationales de la situation en Adjarie et organiser leur assistance pour mettre un terme aux tensions. Dans ce cadre, elle reste en communication avec les corps diplomatiques étrangers durant l'ensemble de la crise : les États-Unis condamnent Abachidzé, la Turquie appelle au calme et la Russie demande au gouvernement géorgien d'éviter l'utilisation de la force. Dans un discours, elle déclare : « Le régime d'Abachidze et le trafic de drogue en Adjarie constituent une menace pour toute la région et nous devrions concentrer l'attention de nos amis étrangers sur ce problème particulier. »
Aslan Abachidzé quitte l'Adjarie le 6 mai 2004. Le même jour, Zourabichvili se rend à Moscou, dont le rôle durant la crise a, selon elle, « créé une atmosphère favorable pour des négociations. » Et, tandis que le président Saakachvili déclare le début de la réunification de la Géorgie, Zourabichvili souligne le manque de parallèle entre la crise adjare et les conflits d'Abkhazie et d'Ossétie du Sud.
Durant la crise, Walter Schwimmer, secrétaire général du Conseil de l'Europe, critique le manque de dialogue entre Tbilissi et Batoumi, une déclaration lourdement critiquée par le gouvernement géorgien. Zourabichvili demande une correction de cette déclaration et, à la suite du départ d'Abachidzé, enclenche le processus d'expulsion de Plamen Nikolov, représentant spécial de Schwimmer en Géorgie. Le 9 mai, Saakachvili critique ouvertement le secrétaire général, le désignant comme un « bureaucrate bien payé » et se rend à Strasbourg le 12 mai pour rencontrer Schwimmer et tenter d'atténuer les tensions. L'expulsion de Nikolov est annulée, mais la Géorgie vote pour la nomination du Britannique Terry Davis en juin, contre Schwimmer.

#### Russie: entre détente et conflit

##### Groupes de travail
Les relations russo-géorgiennes, des liens complexes depuis la chute de l'URSS et rendues plus compliquées depuis la révolution des roses, sont au centre de l'agenda de Salomé Zourabichvili, qui tente de gérer une série de problèmes bilatéraux dans le cadre de l'orientation euro-atlantique de la Géorgie, tout en travaillant à la normalisation des relations entre Tbilissi et Moscou. Dans plusieurs aspects, et ce durant les négociations russo-géorgiennes pour le retrait des bases militaires russes, elle encourage une coopération amicale entre les deux pays dans plusieurs secteurs. Ainsi, elle propose d'organiser des jours culturels russes à Tbilissi en octobre 2004, et annonce le début d'une « nouvelle phase » dans les relations bilatérales suivant le sommet de la Communauté des États indépendants d'Astana du 16 septembre 2004, et encore critique la « rhétorique agressive » des deux côtés (dont le ministre géorgien de la Défense Irakli Okrouachvili), et enfin décrit la CEI comme une organisation portant une « certaine importance économique ».
Dans l'espoir d'une détente, elle invite le ministre russe des Affaires étrangères Sergueï Lavrov à faire une visite officielle en Géorgie le 17 février 2005. En route vers Tbilissi, celui-ci retire de son planning le dépôt de gerbe de fleurs au Mémorial des héros déchus, menant Zourabichvili à rétrograder le statut de visite officielle à visite de travail. La visite se termine par un accord sur la formation de groupes d'experts russo-géorgiens pour négocier les six directions au cœur des problèmes bilatéraux : la signature d'un accord-cadre pour la coopération bilatérale, le départ des bases militaires russes, la création d'un centre conjoint anti-terroriste en Géorgie, la délimitation de la frontière bilatérale, la résolution des conflits en Abkhazie et Ossétie du Sud et le régime des visas.
Le 21 avril 2005, la Commission bilatérale pour la délimitation de la frontière russo-géorgienne s'accorde sur la démarcation des 120 kilomètres de la section daghestanaise de la frontière, tandis que le 25 avril, Lavrov et Zourabichvili activent à Moscou des négociations sur le reste de la frontière et sur le régime des visas. Malgré ses tentatives de sécuriser la signature de l'accord-cadre par les présidents Saakachvili et Vladimir Poutine au 60e anniversaire de la fin de la Seconde Guerre mondiale le 9 mai 2005, les négociations échouent ; en octobre, elle déplore le manque de progrès vers la signature d'un accord. Après son limogeage en octobre 2005, les négociations entre les six groupes d'experts cessent.

##### Veto russe de l'OSF

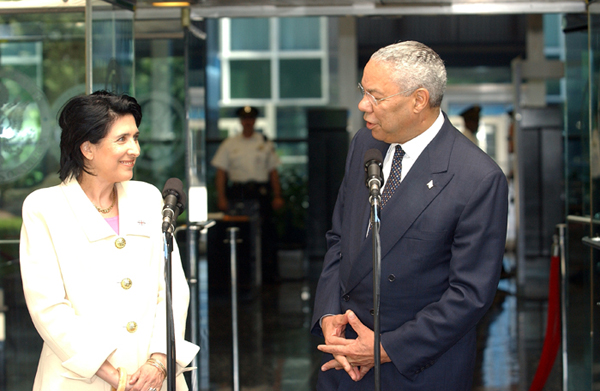
Zourabichvili et le secrétaire d'État américain Colin Powell en 2004.

Le blocage par la Russie de l'extension de l'Opération de surveillance de la frontière russo-géorgienne (OSF) de l'OSCE en décembre 2004 est un autre point de tensions entre les deux pays. À la suite du vote russe, elle voyage avec le secrétaire d'État américain Colin Powell à Sofia pour faire appel au Comité des ministres des Affaires étrangères de l'OSCE, en vain, et critique la position russe, qui se met contre l'OSF tout en accusant la Géorgie d'abriter des terroristes tchétchènes dans sa vallée de Pankissi. Le 9 décembre, elle voyage à Bruxelles pour demander à Javier Solana le remplacement de l'OSF par une mission de l'Union européenne, ce qui est critiqué par Moscou, qui accuse Zourabichvili de vouloir une confrontation entre Moscou et Bruxelles. En mars 2005, l'Union européenne accepte d'envoyer trois observateurs civils pour analyser la situation sur la frontière, tandis que ses efforts garantissent la présence d'observateurs lituaniens et ukrainiens. En avril, l'UE refuse formellement de prendre en charge l'OSF mais accepte de financer un programme d'entraînement pour les gardes-frontières géorgiens.

##### Retrait des bases militaires russes
Quand Salomé Zourabichvili devient ministre, la Russie maintient toujours des bases militaires datant de l'époque soviétique à Akhalkalaki et Batoumi, ainsi qu'à Goudaouta en Abkhazie, malgré la Déclaration du Sommet de l'OSCE d'Istanbul de 1999. Pour la ministre, le retrait de ces bases, qu'elle décrit comme n'ayant « aucune valeur stratégique pour la Russie », devient une priorité et les négociations entre Tbilissi et Moscou commencent le 31 mai 2004 par son initiative. Elle arrange l'aide des pouvoirs occidentaux durant les pourparlers, notamment durant sa rencontre avec Colin Powell le 1er juin 2004 à Washington, et briefe les diplomates euro-atlantiques à travers le processus. La ministre propose de même la création d'un centre joint anti-terroriste en Géorgie et les discussions commencent le 23 juin à Moscou. Au cœur des différends est l'emploi du temps du retrait des bases, la Géorgie réclamant trois ans et la Russie demandant huit ans.

Durant ces négociations, Zourabichvili doit aussi atténuer les voix bellicistes du côté géorgien : Irakli Okrouachvili la critique pour la lenteur des négociations et elle doit éviter un vote parlementaire imposant des mesures restrictives sur la Russie en mars 2005. De l'autre côté, une division est claire dans les positions de Lavrov et d'Igor Ivanov, ministre russe de la Défense, menant Zourabichvili et Lavrov à s'accorder en septembre 2004 lors d'une rencontre à New York d'éviter une politique de doubles standards. Au début de 2005, après un progrès dans les négociations, elle déclare : 
« Nous, au niveau des ministères des Affaires étrangères, avons analysé en détail les raisons qui ont déclenché de nombreux malentendus dans les relations entre nos pays. Je peux dire que non seulement en Géorgie, mais aussi en Russie, la vision de nos problèmes communs a changé. Ces choses, qui auparavant pouvaient être considérées comme des défaites et même des humiliations, sont maintenant perçues comme un processus commun, ce qui est dans notre intérêt commun. Nous pouvons parler de plusieurs facteurs. Ce peut être la dure déclaration du Parlement géorgien adoptée en mars, qui envisageait la proclamation des bases russes illégales en cas d'échec des pourparlers. Il n'est pas exclu que le facteur américain ait également joué son rôle, notamment la visite de la secrétaire d'État américaine Condoleezza Rice [en Russie] : Moscou a probablement pris en considération sa vision des relations russo-géorgiennes. Ou peut-être la Russie a-t-elle voulu démontrer à la communauté internationale, à la veille des grandes célébrations commémoratives du Jour de la Victoire [de la Seconde Guerre mondiale le 9 mai], que Moscou est capable de normaliser ses relations avec une Géorgie « problématique » »
Zourabichvili et Lavrov atteignent un accord informel le 25 avril 2005 sur le retrait des bases avant le 1er janvier 2008 (Tbilissi insiste alors sur  le départ des troupes russes avant les élections présidentielles et parlementaires de 2008), mais Moscou change sa position rapidement, réclamant de rester dans sa base de Batoumi pendant au moins quatre ans. Le 6 mai, Zourabichvili se rend à Moscou pour rencontrer Lavrov mais ces discussions sont de nouveau sans résultat et elle annonce que le président Saakachvili ne visitera pas la Russie pour le Jour de la Victoire. Les deux se rencontrent à Varsovie le 16 mai pour relancer les négociations. Un dernier point de friction est l'insistance par la Russie que la Géorgie adopte un engagement légal à ne pas abriter d'autres troupes étrangères sur son territoire après le départ des Russes, Zourabichvili s'oppose à cette position et la décrit comme une « expression de relations inégales entre les deux pays ».
Une déclaration finale est signée par Zourabichvili et Lavrov à Moscou le 30 mai 2005 envisageant le départ des troupes russes avant 2008 et le premier équipement militaire quitte le port de Batoumi le 30 juillet. Cet accord sera plus tard décrit par la ministre comme le seul accord dans l'histoire des relations bilatérales qui n'a pas été violé par la Russie.

##### Conflits séparatistes
Les relations entre la Géorgie et la Russie sont plus tendues dans le cadre des conflits en Abkhazie et en Ossétie du Sud, deux régions séparatistes hors du contrôle géorgien depuis 1994 et sous le protectorat de Casques bleus russes (dans un format mixte avec les Géorgiens en Ossétie du Sud et sous l'égide de la CEI en Abkhazie). La tenure de Salomé Zourabichvili comme ministre correspond au développement d'une nouvelle stratégie nationale lancée par le gouvernement de Mikheïl Saakachvili, qui fait de la « réunification nationale » une priorité, mais elle doit faire face à une situation explosive, comme le démontre l'attaque dans la zone de conflit sur le député russe Andreï Kokochine (une attaque que Tbilissi dénonce comme une opération sous fausse bannière).
Lors de l'élection présidentielle abkhaze de 2004, remportée par Sergueï Baghapch contre le candidat pro-Kremlin Raoul Khadjimba, elle déclare que la stratégie russe en Abkhazie « a échoué ou n'existe pas » et que « la démocratie infiltre tout endroit, même dans les régions les plus isolées », et ce malgré le fait que la Géorgie ne reconnait pas les résultats de ces élections et que Zourabichvili dit n'avoir pas interféré dans les résultats. Dans une volonté de coopération, elle offre à Moscou de servir comme médiateur dans la résolution des conflits, mais la Russie déclare être prête à intervenir en cas de crise constitutionnelle en Abkhazie suivant l'annulation de la victoire de Baghapch par les autorités abkhazes, obligeant Zourabichvili à faire appel au Groupe d'amis de la Géorgie du secrétaire général des Nations unies (GAG) de répondre à la Russie. Quand la Russie déploie des Casques bleus à Sokhoumi le 14 novembre, elle convoque l'ambassadeur russe et demande à l'Union européenne de réagir à la crise ou faire face à une interprétation russe d'approbation. Le 30 novembre, elle condamne la visite de dignitaires russes à Sokhoumi sans l'accord de Tbilissi, puis refuse de suivre la Russie dans son projet de rétablir le chemin de fer transcaucasien durant la crise électorale abkhaze. La visite de Sergueï Lavrov en Géorgie de février 2005 n'est confirmée par Zourabichvili qu'à la suite de sa déclaration reconnaissant la souveraineté nationale et l'intégrité territoriale de la Géorgie. Le 23 mars 2005, elle annonce une rencontre entre Saakachvili et Baghapch, mais ce développement en Abkhazie cesse après le limogeage de Zourabichvili.
Zourabichvili essaie de travailler directement avec la Russie en Ossétie du Sud : le 25 juin 2004, elle propose au vice-ministre russe des Affaires étrangères Valeri Lochtchinine l'établissement d'un point de contrôle russo-géorgien au Tunnel de Roki pour combattre le trafic à la frontière russe mais cette offre est rejetée par le gouvernement séparatiste de Tskhinvali. Là aussi, elle doit faire face à une direction russe ambiguë et proteste contre le refus par Mikhaïl Mironov, représentant de Moscou dans les négociations sur l'Ossétie du Sud, de confirmer la présence du Tunnel de Roki en Géorgie et contre la nomination du Russe Anatoli ILrovoï comme chef du FSB d'Ossétie du Sud.

Néanmoins, Zourabichvili maintient une position moins belliciste que les députés nationaux du Parlement géorgien sur le sujet des Casques bleus russes, tout en critiquant la présentation de nombreux plans de paix par son propre gouvernement sans le support d'organisations internationales. Dans une entrevue avec Regnum, elle dit : 
« Dans une certaine mesure, ce n'est pas à nous mais à la Russie de faire un choix de quel côté elle doit être - un pays voisin, qui a des relations normales avec la Géorgie et peut, comme d'autres partenaires de la Géorgie, maintenir une force de maintien de la paix et participer à divers formats [de négociations] à l'ONU… ou un participant à ces conflits en s'ingérant directement en soutenant une partie à certains moments et l'autre à d'autres moments. »
 Suivant l'accord russo-géorgien du 30 mai 2005 sur le retrait des bases militaires russes, elle fait de la résolution des conflits une priorité des relations bilatérales de la Géorgie avec la Russie et envisage 2006 comme une année « cruciale ».
Zourabichvili tente d'internationaliser le processus de résolution des conflits, qui se prouve difficile dans le contexte de l'attention internationale portée sur les Balkans et le Moyen-Orient. Le 29 juillet 2004, elle demande au Conseil permanent de l'OSCE d'étendre le mandat de la mission d'observation de l'Organisation jusqu'à Djava et le Tunnel de Roki mais la Russie impose son véto. En réponse, elle obtient de Roy Reeve, chef de la mission de l'OSCE en Géorgie, de lancer des négociations directes entre Tbilissi et Tskhinvali sur ce sujet puis organise à Sofia une rencontre des ministres européens des Affaires étrangères sur le conflit, sous l'égide de Solomon Passi (alors président en exercice de l'OSCE). Le 18 août, suivant la bataille de Tskhinvali de 2004 qui finit en une défaite géorgienne, elle fait appel, encore une fois devant le Conseil permanent de l'OSCE, à l'organisation d'une conférence internationale sur le conflit d'Ossétie du Sud, une proposition aussi bloquée par la Russie malgré des promesses géorgiennes vers la démilitarisation, un cessez-le-feu et un dialogue direct. En septembre 2004, elle visite la Bulgarie, propose Sofia comme le lieu de rencontre entre les différents côtés du conflit osséto-géorgien et demande au gouvernement de Gueorgui Parvanov de se concentrer sur la résolution du conflit. Elle tente, également en vain, d'ouvrir un bureau des droits de l'homme par l'OSCE à Gali en Abkhazie.
Le 28 septembre 2004, Salomé Zourabichvili critique ouvertement l'OSCE pour son échec dans sa capacité d'apporter une aide dans la résolution des conflits séparatistes et tourne son attention vers l'Union européenne, demandant à Bruxelles de négocier directement avec la Russie sur la sécurité du Tunnel de Roki. Elle travaille de même avec la Commission de Venise sur la rédaction d'un nouveau plan de paix du gouvernement géorgien et négocie le début des discussions abkhazo-géorgiennes de Genève en avril 2005.

#### Chemin pro-occidental
Sous sa tenue, Salomé Zourabichvili mène un changement radical de la diplomatie géorgienne qui évolue vers une orientation solidement pro-occidentale, la Géorgie de Mikheïl Saakachvili demandant d'intégrer à l'Union européenne et à l'OTAN. C'est ainsi qu'elle mène le ministère des Affaires étrangères lors de l'intégration de la Géorgie dans la politique européenne de voisinage, la confirmation du Plan d'action individuel de partenariat par l'OTAN, la nomination d'un représentant spécial du Secrétaire général de l'OTAN pour le Caucase du Sud et l'Asie centrale, le lancement d'une mission européenne en Géorgie pour la réforme judiciaire, le début d'un nouveau niveau de coopération avec les États-Unis et la contribution géorgienne à la coalition internationale anti-terroriste.
Le 14 juin 2004, l'Union européenne annonce l'inclusion de la Géorgie au sein de sa politique de voisinage, ce qui est décrit par la ministre comme une étape en avant vers l'accession de la Géorgie au sein de l'UE ;  et Zourabichvili insiste sur l'inclusion de programmes financiers dans ce cadre. Elle passe sa tenure à développer le Plan d'action UE-Géorgie de la politique européenne de voisinage et, quelques jours avant son limogeage, critique la lenteur des négociations entre Tbilissi et Bruxelles, réclamant au gouvernement britannique (qui tient la présidence du Conseil de l'Union européenne dans la seconde moitié de 2005) de porter plus d'attention au développement du plan d'action. Son ministère joue également un rôle important dans le lancement d'EUJUST THEMIS en 2004, la mission européenne pour assister le gouvernement géorgien dans ses réformes judiciaires.
Le Sommet d'Istanbul de l'OTAN de juin 2004 ouvre les portes vers une nouvelle collaboration entre la Géorgie et l'Alliance nord-atlantique grâce à la création du poste de Représentant spécial du secrétaire général pour le Caucase du Sud et l'Asie centrale. C'est le 29 octobre de la même année que le Conseil nord-atlantique confirme le Plan d'action individuel de partenariat (PAIP) et Zourabichvili sera nommée par le Premier ministre Zourab Noghaïdeli chargé des réformes politiques et de sécurité du pays. Le 2 mars 2005, elle signe avec Jaap de Hoop Scheffer un accord pour l'utilisation de l'infrastructure de transport géorgien (dont l'espace aérien, les chemins de fer et les routes) par l'OTAN dans le cadre de son opération en Afghanistan.
Sous le ministère Zourabichvili, la Géorgie développe une plus proche coopération avec les États-Unis et c'est ainsi qu'elle signe le 12 septembre 2005 un accord avec le Millenium Challenge Account envisageant 295,3 millions de dollars sur cinq ans pour financer le développement de l'infrastructure régionale et des petites et moyennes entreprises. Le 7 avril 2004, Tbilissi annonce une augmentation de sa présence militaire en Irak, décrit comme un « symbole de solidarité avec les États-Unis qui nous ont aidé quand nous en avions besoin ».
La ministre se lance aussi dans une politique de rapprochement direct avec les États membres des organisations occidentales. Elle est la première ministre géorgienne à faire une visite officielle en République tchèque, elle signe un accord abolissant la double imposition avec l'Autriche, elle signe une déclaration jointe avec la Pologne pour sécuriser le soutien de Varsovie envers les ambitions euro-atlantiques de la Géorgie, puis signe une lettre avec son homologue lituanien Antanas Valionis demandant la création d'une « plateforme de coopération » entre les États baltes et transcaucasiens. Elle mène les efforts qui contribuent à la création du « Nouveau groupe d'amis de la Géorgie », composé de l'Ukraine, la Lituanie, la Lettonie, l'Estonie, la Roumanie, la Bulgarie, la République tchèque et la Pologne, pays soutenant l'intégration de la Géorgie au sein de l'UE et de l'OTAN.
Zourabichvili jette les bases de la réorganisation du GUUAM, l'organisation qui rassemble dans un format de coopération régional la Géorgie, l'Ukraine, l'Ouzbékistan, l'Azerbaïdjan et la Moldavie. Sous son ministère, l'Ouzbékistan se retire du format et Tbilissi et Kiev travaillent ensemble à la formalisation de cette alliance. Le sommet de Chișinău du 22 avril 2005 ouvre les portes d'un élargissement de l'organisation pour la première fois. Sous l'égide du GUAM, Zourabichvili et son homologue ukrainien Borys Tarassiouk visitent le Kyrgyzistan afin de soutenir la révolution des Tulipes.

#### Politique de voisinage
Durant sa tenue, Zourabichvili continue la politique de ses prédécesseurs de rapprochement régional entre les pays du Caucase. Elle visite Bakou le 30 avril 2004 dans le cadre du sommet des ministres des Affaires étrangères de l'Organisation de coopération économique de la mer Noire, une visite durant laquelle elle rencontre le président azéri Ilham Aliyev et son homologue Elmar Mamedyarov.

#### Conflit avec Saakachvili et limogeage
Les relations entre Salomé Zourabichvili et le parti MNU au pouvoir sont tendues au bout de quelques mois de sa tenue. La première dispute publique éclate dans l'affaire de la dette envers l'ONU, quand elle est convoquée par le Comité parlementaire des affaires étrangères pour expliquer la perte par la Géorgie de son droit de vote à l'Assemblée générale des Nations unies. Le conflit entre Zourabichvili et le président du comité Konstantine Gabachvili culmine durant la visite de la ministre à l'ONU en octobre 2004 quand elle critique le député pour mettre en question le travail des diplomates géorgiens durant une visite officielle. La convocation de la ministre au Parlement est annoncée malgré une négociation qui mène la Géorgie à reprendre son droit de vote en échange d'un paiement annuel de 766 299 dollars au budget de l'ONU jusqu'en 2014.
Gabachvili, un proche allié du président Saakachvili, critique de nouveau la ministre en décembre 2004 quand elle ordonne aux ambassades géorgiennes de briefer son ministère avant d'entrer en communication avec le Parlement dans le but de faciliter la coordination diplomatique géorgienne. Le 18 avril 2005, elle est de nouveau convoquée au Parlement, cette fois-ci par la présidente parlementaire Nino Bourdjanadze, suivant le limogeage de l'ambassadeur Konstantine Zaldastanichvili (couvrant le Benelux) durant la visite de Bourjanadzé à Bruxelles. Un mois plus tard, la nomination de son adjoint Guiorgui Gomiachvili comme ambassadeur en Suisse est opposée publiquement par le vice-président du parlement Mikheïl Matchavariani et la cheffe de la majorité parlementaire Maïa Nadiradzé, qui accusent Gomiachvili d'inexpérience. Quand Bourdjanadzé retire le vote de confirmation de Gomiachvili de l'agenda parlementaire, celui-ci démissionne, annonce son entrée dans l'opposition et accuse le MNU de vouloir dissimuler des informations financières en Suisse. En réponse, Zourabichvili demande au MNU de respecter l'indépendance du ministère des Affaires étrangères. Durant la conférence diplomatique géorgienne de septembre 2005, Saakachvili menace directement chaque ambassadeur de limogeage dans le cas où ils échouent à importer de nouveaux investissements internationaux en Géorgie.
Le choc final débute le 12 octobre dans l'affaire de la ratification de la Convention-cadre pour la protection des minorités nationales, une convention internationale du Conseil de l'Europe signée par le président Edouard Chevardnadzé et devant être ratifiée par le Parlement géorgien avant le 1er septembre 2005. Le document est approuvé par la législature le 13 octobre mais le député Davit Kirkitadzé (MNU) accuse la ministre de négligence pour ne l'avoir pas soumis dans les délais légaux, enclenchant une guerre de paroles. Le 18 octobre, elle est convoquée par les Comités des affaires étrangères et de l'intégration européenne et est critiquée par Bourdjanadzé et Nika Gvaramia (MNU). Durant l'audition parlementaire, les députés révèlent des lettres des ambassadeurs géorgiens à l'ONU (Revaz Adamia), en Russie (Irakli Tchoubinichvili) et en Ukraine (Grigol Katamadzé) se plaignant de la tenue de Zourabichvili. Le député Guia Tortladzé quitte le MNU par solidarité envers la ministre.

Le 19 octobre, le Premier ministre Zourab Noghaïdeli annule sa visite aux États-Unis et elle rencontre le président Saakachvili, à qui elle demande de dissoudre le Parlement pour éviter ce qu'elle considère alors comme une révolte législative contre le gouvernement. Dans la soirée, elle est néanmoins limogée par Noghaïdeli. Avant de quitter son bureau, elle organise une entrevue avec la chaîne télévisée Rustavi 2 durant laquelle elle fait appel à une manifestation contre le MNU : 
« Personne ne devrait croire que des désaccords personnels sont à l'origine de ce scandale. Il s'agissait d'une campagne bien planifiée, qui a commencé dès le premier jour après ma prise de fonction du ministère des Affaires étrangères. Les mines ont été placées dès le premier jour, dès le premier scandale, quand on m'a reproché un retard de paiement de la dette de la Géorgie envers l'ONU – qui s'accumulait depuis de nombreuses années déjà… Cela a été suivi de nombreuses autres accusations sans fondement.

Il semble que ma position, mes discours, mes déclarations, mes tentatives de démanteler les systèmes de corruption dans un certain nombre d'ambassades créaient des obstacles pour de nombreuses personnes. Et je tiens à dire que cette agressivité bien planifiée – je dirais une mutinerie – est dirigée non seulement contre moi, mais contre le président. J'ai informé le Président aujourd'hui que j'avais l'intention de faire ce discours ce soir, ce ne sera donc pas une surprise pour lui, bien que cela ne signifie pas qu'il partage pleinement mes opinions.
C'est un moment très difficile pour le président Saakachvili, car il n'a pas d'outils pour résoudre correctement cette crise. La seule bonne façon de surmonter la crise actuelle est de dissoudre le Parlement et de convoquer des élections anticipées.
Aujourd'hui, nous assistons à un moment historique. C'est la dernière galère de l'ancien système, du cancer du communisme. Ces gens représentent l'ancien système, qui essaie de survivre. Nous devons soit rester fermes, soit prendre du recul. Si nous prenons du recul, un mouvement de recul sera lancé, ce qui signifie se détourner de la voie démocratique du développement. C'est donc un moment historique non seulement pour la Géorgie, mais pour toute la région, car la Géorgie est un parfait exemple de la façon dont le pays essaie de surmonter son passé totalitaire… Si nous ne matérialisons pas pleinement les idées de notre Révolution, tout reculera et tout le monde, y compris les États-Unis et l'Europe devraient s'en rendre compte. Dans ce cas, le néo-communisme aura une nouvelle forme et l'ancien système gagnera, donc la Russie gagnera.

Si vous croyez à ce que j'ai dit, si vous pensez que la démocratie géorgienne est en danger, s'il vous plaît, rassemblons-nous à l'hippodrome de Tbilissi demain à 13 h juste pour cinq minutes. Bien sûr, ce n'est pas un appel à une nouvelle révolution. »
Zourabichvili, ayant quitté le service diplomatique français peu de temps avant afin de ne plus recevoir un salaire de l'État français, annonce son entrée en politique. Son limogeage est critiqué par des membres du gouvernement, tel que le ministre d'État pour la résolution des conflits Guiorgui Khaïndrava, ainsi que par l'opposition parlementaire, malgré d'anciens différents,. La France la remercie pour son service comme ministre géorgienne, tandis que les gouvernements des États-Unis et de Russie doivent émettre des communiqués pour confirmer qu'ils continueront de collaborer avec le nouveau ministre. Saakachvili critique Zourabichvili pour ce qu'il décrit comme « chaos et désorganisation » au sein du ministère, convoque le Conseil de sécurité nationale (CSN) et doit, à la suite d'allégations par les Nouvelles droites (ND), nier une nouvelle orientation pro-russe du gouvernement géorgien. Guela Bejouachvili, secrétaire du CSN, est nommé comme nouveau ministre des Affaires étrangères et plusieurs ambassadeurs sont rapidement remplacés,.

### En opposition

#### Voie de la Géorgie et élections municipales de 2006
Le 20 octobre 2005 (au lendemain de son départ), des milliers de partisans se rejoignent à l'hippodrome de Tbilissi pour protester contre le limogeage de Salomé Zourabichvili et contre le gouvernement de Mikheïl Saakachvili, marquant la première grande manifestation contre le président. Dans son discours, elle surnomme les dignitaires du MNU des « démons », tout en s'opposant à tout renversement gouvernemental, choisissant un « système européen et démocratique ». Critiqué par la majorité des partis d'opposition, le limogeage de Zourabichvili mène de nombreuses figures à demander une alliance politique avec elle, notamment Davit Oussoupachvili du Parti républicain (PR), Konstantine Gamsakhourdia du Parti pour la liberté (PL) et Guia Maïsachvili, mais elle refuse de rejoindre un autre parti et le 1er novembre, elle lance le Mouvement Salomé Zourabichvili et ouvre son quartier-général à Tbilissi.
Son mouvement organise plusieurs manifestations contre le gouvernement, tel que le 13 novembre 2005 pour protester contre les violences policières et le ministre des Affaires intérieures Vano Merabichvili et le 27 novembre contre la réforme des gouvernements locaux qui abolit 1 100 conseils municipaux. En décembre, un sondage de GORBI fait d'elle la troisième personnalité politique la plus populaire dans le pays, derrière Saakachvili et le conservateur Koba Davitachvili (avec 4 % des voix) et quelques mois plus tard, un sondage de Kviris Palitra pour l'élection présidentielle de 2008 lui donne un score de 23,1 % (en seconde place, derrière les 33 % de Saakachvili). Les autorités la critiquent pour sa tenue comme ministre et l'Audit d'État l'accuse d'abus financier pour avoir couvert les coûts des voyages de journalistes la suivant en voyages officiels.
En décembre 2005, Zourabichvili s'engage dans un voyage européen de six semaines, visitant la France, l'Allemagne, l'Autriche, Monaco et la Belgique afin de participer à plusieurs conférences internationales, rencontrer le Haut représentant de l'Union pour les affaires étrangères et la politique de sécurité Javier Solana et organiser des évènements avec les fondations allemandes Konrad Adenauer et Heinrich Böll. Elle rentre en Géorgie le 30 janvier 2006 et annonce la formation de l'Initiative pour la démocratie, un parti politique qui devient la « Voie de la Géorgie » (VG) le 12 mars lors de son congrès inaugural qui voit 2 000 membres se rassembler à la Salle philharmonique de Tbilissi. Avec son nouveau parti, Zourabichvili critique ce qu'elle décrit comme un « système de facto à parti unique », le manque de dialogue entre gouvernement et société civile, la politique ambiguë de Tbilissi envers la Russie, les réformes électorales qui affaiblissent les petits partis, le boycott gouvernemental envers les chaînes télévisées d'opposition et la faiblesse du Parlement et du système judiciaire face au pouvoir exécutif. L'ancienne ministre critique de même les partis d'opposition pour leur manque de programmes électoraux, leur boycott parlementaire, leur demande de coopération sans idéologie et leur politisation des réformes universitaires entreprises par le gouvernement de Saakachvili. Durant l'affaire de Sandro Guirgvliani, un jeune banquier tué par des dignitaires du ministère des Affaires étrangères, elle fait appel à l'opposition de porter son attention sur le sujet au lieu de « thèmes populistes » et organise des consultations avec les ND, le Parti républicain, le Parti pour la liberté, le Parti conservateur et le Parti travailliste vers une unification de leurs efforts vers la démission de Merabichvili.
Aux commandes de la VG, elle supporte une « démocratie réelle et effective fondée sur les droits de l'homme, le système juridique, l'État de droit et une séparation adéquate des pouvoirs », la protection du droit de propriété privée et le marché libre, le renforcement du rôle de la Géorgie comme centre de la Transcaucasie, l'intégration géorgienne à l'OTAN et l'UE et l'implication de la diaspora géorgienne dans le développement économique et culturel du pays. En juillet 2006, durant l'opération géorgienne pour reprendre contrôle de la vallée de Kodori contre le seigneur de guerre Emzar Kvitsiani, elle est la seule membre de l'opposition à se déclarer en faveur de la campagne et est soutenue par le député MNU Nika Gvaramia.
Lors de la création de son parti, Salomé Zourabichvili annonce la formation d'un conseil politique mené par le député Guia Tortladzé, ainsi que des plans qui ne se matérialiseront pas sur la formation d'un cabinet fantôme. Elle se voit proche du Parti pour la liberté, des Nouvelles droites et du Parti républicain (ce dernier la considérant comme candidate pour maire de Tbilissi) mais garde ses distances vis-à-vis des partis conservateur et travailliste, tout en s'opposant à tout lien avec le pro-russe Parti pour la Justice. Elle recrute de nombreux jeunes activistes sans passé politique.
Le 28 mai 2006, elle annonce sa candidature pour la mairie de Tbilissi dans les élections municipales d'octobre, causant une fracture au sein de l'opposition qui envisage alors soutenir Koba Davitachvili pour la position. Elle s'oppose aux appels à unifier l'opposition, préférant une coopération basée sur les problèmes individuels. Tandis qu'elle ne s'oppose pas clairement aux élections indirectes du maire de Tbilissi (le système alors envisageant un suffrage universel pour le conseil municipal qui élirait par la suite le maire), elle soutient un appel par l'opposition vers des élections entièrement proportionnelles, sans pour autant signer une lettre jointe annonçant un boycott électoral. Suivant la formation du Groupe des 7 (la coalition unifiant sept partis d'opposition), elle continue son refus de s'unifier au reste des forces d'opposition et ne participe pas dans les consultations du 6 août pour développer une stratégie électorale unie. Le G7 s'effondre bientôt quand Konstantine Gamsakhourdia et les ND annoncent un boycott des élections municipales, les Industrialistes nominent l'homme d'affaires Gogui Topadzé comme candidat à la mairie de Tbilissi et les Républicains et Conservateurs s'unifient derrière Koba Davitachvili.
Sa position durant les évènements de 2006 pousse Tortladzé à quitter son parti (la VG perd ainsi son seul député). Durant les élections municipales, elle critique Saakachvili pour son interférence dans le processus et se présente comme candidate pour la circonscription de Nadzaladevi du conseil municipal de Tbilissi contre le footballer Guiorgui Nemsadzé (MNU) et Chalva Natelachvili (Parti travailliste). Elle est la seule candidate d'opposition à accepter de participer dans des débats sur la chaîne Roustavi 2. Le 5 octobre, Salomé Zourabichvili obtient 2,77 % des votes, vaincue par Nemsadzé. La VG ne dépasse pas la barrière nationale de 4 %, menant à aucun siège remporté à travers le pays. Elle reconnaît sa défaite mais nomme les élections « anti-démocratiques » dans une rencontre avec des diplomates américains, encourageant Washington à pousser vers des réformes démocratiques avant les élections parlementaires de 2008.

#### Manifestations de 2007

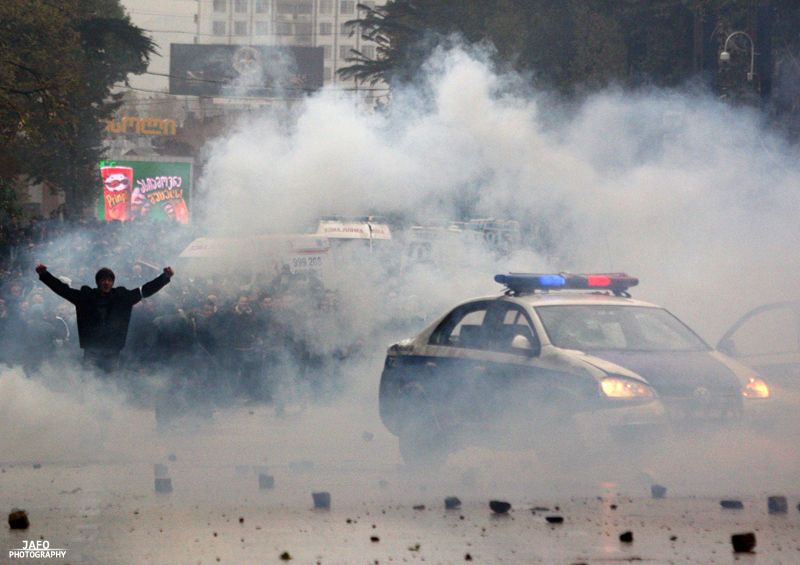
Scène des manifestations du 7 novembre 2007.

Suivant les élections municipales d'octobre 2006, Salomé Zourabichvili augmente ses critiques envers le gouvernement de Saakachvili. Elle accuse le président de « pseudo-patriotisme » dans sa politique belliciste vis-à-vis la Russie, demande au gouvernement la création d'un fonds spécial pour aider les déportés géorgiens retournant de Russie à la suite de la crise diplomatique russo-géorgienne de septembre 2006, critique la formation de l'Entité provisoire d'Ossétie du Sud sous la gouvernance de Dimitri Sanakoev, condamne l'ouverture d'un camp patriotique pour les jeunes dans la zone de conflit d'Abkhazie comme une étape « irresponsable et dangereuse », une critique qui sera répétée dans un rapport du secrétaire général de l'ONU de juillet 2007, questionne la version officielle du gouvernement géorgien dans l'affaire du missile de Tsiteloubani (Tbilissi dit alors avoir découvert un missile russe dans une campagne géorgienne) et désapprouve les dépenses militaires en hausse. De même, Zourabichvili se pose contre le chemin de fer Bakou-Tbilissi-Kars comme une concurrence sur les ports de Batoumi et de Poti, accuse le gouvernement de vandalisme lors de la démolition d'une église orthodoxe à Khelvatchaouri et refuse l'offre de Saakachvili de participer à la rédaction d'une nouvelle constitution, jugeant un plus grand besoin de discussion sur les problèmes sociaux.
Le 28 septembre 2007, l'arrestation de l'ancien ministre de la Défense Irakli Okrouachvili par les autorités enclenche une large vague de manifestations anti-gouvernementales qui pousse l'opposition à s'unifier. Elle rejoint le Groupe des 8, une nouvelle coalition de l'opposition qui est rapidement critiquée par l'administration pour la présence du Parti travailliste et du Forum national, deux partis politiques maintenant des liens avec Moscou et contre l'intégration de la Géorgie dans l'OTAN. Ensemble, le G8 organise des manifestations à travers le pays pour demander la démission de Mikheïl Saakachvili et l'organisation d'élections parlementaires anticipées au printemps 2008. Quand le catholicos-patriarche géorgien Ilia II propose l'établissement d'une monarchie constitutionnelle en Géorgie, elle fait partie des figures politiques qui soutiennent la proposition.
Parallèlement, Zourabichvili continue de faire campagne auprès de la communauté internationale. En septembre 2007, elle visite Washington pour rencontrer des think-tank et diplomates américains. Le 11 octobre, elle commence une tournée entre Paris, Bruxelles et Washington avec Davit Oussoupachvili et Konstantine Gamsakhourdia pour se plaindre du caractère totalitaire du gouvernement géorgien auprès des partenaires occidentaux de la Géorgie et le 25 octobre, elle rencontre Javier Solana. À Paris, elle rencontre des diplomates français afin de convaincre la France de retirer son véto sur l'attribution d'un Plan d'action pour l'adhésion à l'OTAN (MAP) à la Géorgie.
Le 2 novembre, dans une tentative de sortir le pays de sa crise politique, Zourabichvili et cinq autres chefs de l'opposition entament des négociations avec Nino Bourdjanadzé en vain et la crise culmine le 7 novembre, quand la police disperse violemment les manifestants de l'avenue Roustaveli, blessant plus de 500 personnes, ferme plusieurs chaînes télévisées et déclare l'état d'urgence. Quand Saakachvili annonce sa décision d'organiser une élection présidentielle anticipée, elle remercie les pouvoirs occidentaux pour avoir fait pression sur le gouvernement géorgien. Citant le besoin de dialogue, elle retourne sur la table des négociations avec Bourdjanadzé le 10 novembre sous les auspices de l'Église orthodoxe géorgienne, mais ces discussions sont encore sans résultat.

#### Élection présidentielle de 2008

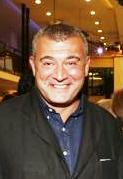
Levan Gatchetchiladzé.

Salomé Zourabichvili annonce pour la première fois ses ambitions présidentielles en février 2007, tandis qu'un sondage de Rezonansi la place en quatrième position en septembre (derrière Saakachvili, Irakli Okrouachvili et l'activiste Levan Berdzenichvili). La constitution géorgienne obligeant une résidence en Géorgie de 15 ans, elle porte plainte le 3 septembre 2007 auprès de la Cour municipale de Tbilissi, arguant que cette obligation ne devrait pas être imposée sur les réfugiés géorgiens sortant de l'invasion soviétique de 1921, un procès qu'elle perd.
Le 12 novembre, la VG, le Parti républicain, le Parti conservateur, le Parti du peuple, le Mouvement pour une Géorgie unie et le Forum national s'unifient pour former l'Opposition unie, une coalition anti-Saakachvili qui nomme le député sans étiquette Levan Gatchetchiladzé comme candidat aux élections présidentielles anticipées du 5 janvier 2008. Salomé Zourabichvili est annoncée comme Première ministre potentielle en cas de victoire et le programme de l'opposition envisage l'abolition de la présidence et l'établissement d'un système parlementaire. Durant la campagne présidentielle, elle visite l'Europe avec Guiorgui Khaïndrava, un autre ancien ministre de Saakachvili désormais dans l'opposition, et déclare que les chances de la Géorgie de recevoir le MAP vers l'OTAN en 2008 sont « presque zéro ». Le 27 novembre, elle fait appel à Nino Bourdjanadzé, alors présidente par intérim, de mettre fin à l'interdiction sur Imedi TV, la principale chaîne télévisée soutenant l'opposition et fermée durant l'élection présidentielle.
L'élection présidentielle est tenue le 5 janvier 2008 mais les résultats ne sont pas annoncés avant le 13 janvier, menant à de nombreuses allégations de fraude. Dans la matinée du 6 janvier, Zourabichvili déclare un second tour entre Saakachvili et Gatchetchiladzé mais elle se heurte à Matthew Bryza, diplomate américain qui félicite Saakachvili pour une victoire qui n'est pas encore faite officielle, l'ancienne ministre attribuant le commentaire de Bryza à une amitié personnelle avec le président géorgien. Quand Saakachvili est finalement déclaré victorieux, elle déclare avoir « échoué de protéger les votes » et refuse de le reconnaître comme président légitime, tout en admettant la défaite de l'Opposition unie. Le 29 janvier, elle est l'une des signataires d'une déclaration de l'opposition demandant un recompte des voix, des enquêtes sur les fraudes électorales et les évènements du 7 novembre 2007, la libération des prisonniers politiques, la démission de Vano Merabichvili et du procureur général Zourab Bibilachvili, la réorganisation du ministère des Affaires intérieures, des élections parlementaires anticipées, une réforme de la Commission centrale des élections et un système électoral entièrement proportionnel. Bibilachvili sera remplacé le lendemain, tandis que des élections anticipées sont prévues pour le printemps. Quand Badri Patarkatsichvili, l'un des plus grands financiers de l'opposition, meurt en Grande-Bretagne en février 2008, elle dit que « comme tout le monde en Géorgie, je suis aussi sûre qu'il a été assassiné ».
Suivant la défaite de Gatchetchiladzé, Zourabichvili devient progressivement l'une des dirigeantes de l'opposition, aux côtés de Davit Gamkrelidzé (Nouvelles droites) et Gatchetchiladzé. Le 6 février, elle visite Washington pour s'adresser à la Commission d'Helsinki sur le développement des évènements politiques en Géorgie, auprès de Matthew Bryza et de l'ambassadeur géorgien aux États-Unis Vasil Sikharoulidzé. Dans son discours devant les dignitaires américains, elle demande aux partenaires occidentaux de la Géorgie d'adopter une nouvelle politique envers le pays, orientée sur la promotion de la démocratie et non d'un gouvernement particulier. Le 10 mars, elle voyage en Estonie avec le conservateur Kakha Koukava et le républicain Davit Oussoupachvili pour rencontrer le président Toomas Hendrik Ilves, un proche allié de Saakachvili. Dans la déclaration du 16 mars de l'Opposition unie, Zourabichvili est nommée représentante de la coalition en Europe.
Lors des élections parlementaires de mai 2008, sa VG est l'un des neuf partis politiques à former une nouvelle coalition de l'opposition. Durant la campagne, elle se heurte de nouveau à Bryza, déclarant après une rencontre bilatérale que « La question clé de la réunion est de savoir si Matthew Bryza envisage à nouveau de truquer nos élections avec Saakachvili ou non ». Le 21 mai, la coalition ne remporte que 18 % des suffrages et Zourabichvili fait appel à un boycott et un blocus du bâtiment parlementaire. Plusieurs jours de manifestations s'ensuivent, notamment le 27 mai, quand elle rentre dans les bureaux du Radiodiffuseur public géorgien, accusant le directeur général Levan Koubaneïchvili (qui démissionnera plus tard dans la journée) de suivre les ordres du gouvernement.
Le 17 juin 2008, l'organe de décision de l'opposition (Zourabichvili, Gamkrelidzé et Gatchetchiladzé) cesse ses activités après plusieurs semaines de fracture au sein des forces anti-gouvernementales.

#### Guerre russo-géorgienne et commentaires

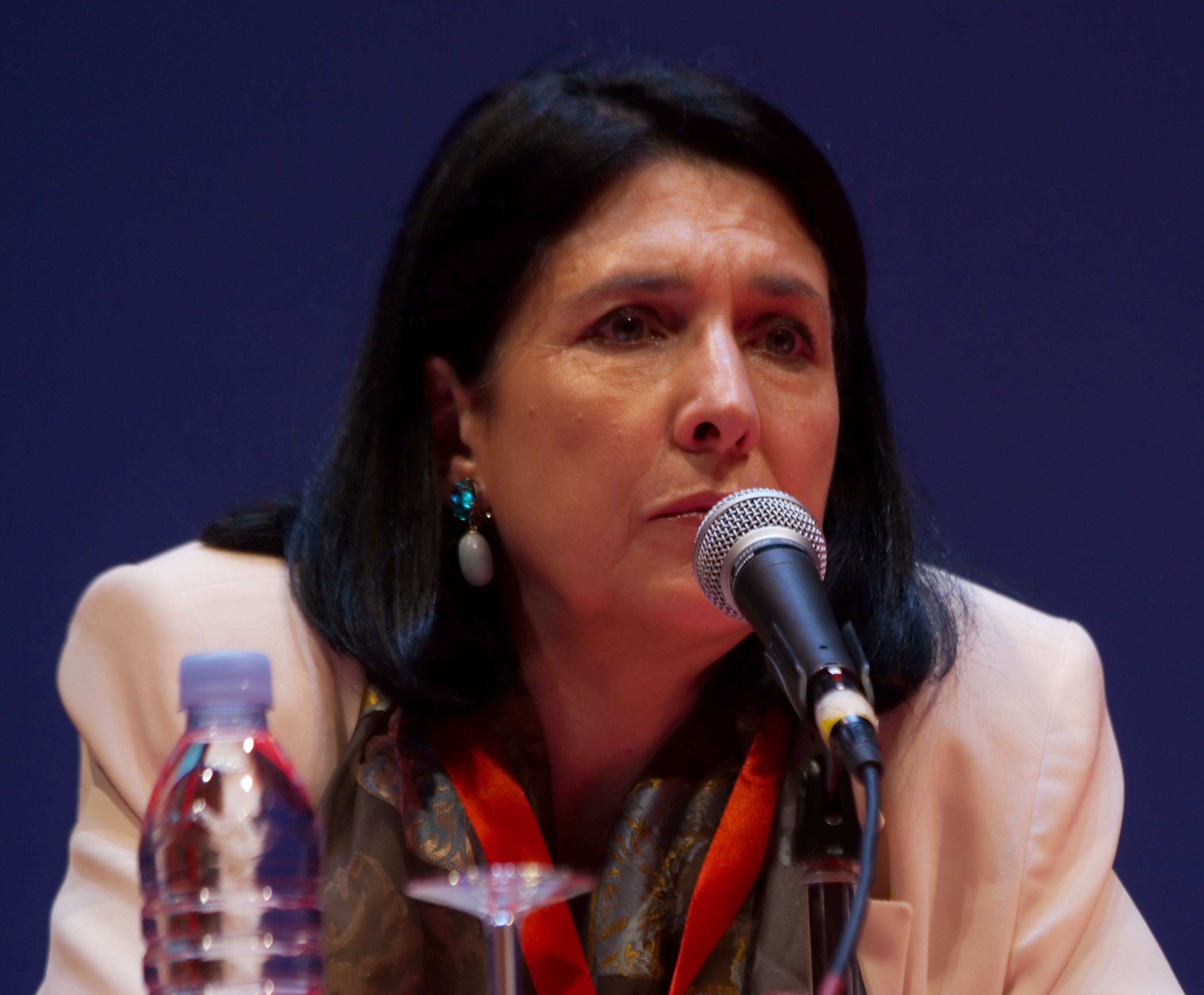
Zourabichvili lors d'un débat avec Bernard Guetta en 2008.

Suivant la guerre russo-géorgienne de 2008, Salomé Zourabichvili cesse temporairement ses activités contre le gouvernement de Saakachvili et soutient la décision du président de restaurer le financement public des partis politiques, ainsi que sa proposition de former un groupe anti-crise avec l'opposition pour superviser la distribution des aides internationales. Elle ne rejoint pas immédiatement les appels de l'opposition pour la démission de Saakachvili en automne 2008, proposant à la place l'établissement d'un gouvernement provisoire pour gérer la crise. Sa position change toutefois et le 22 octobre 2008, elle est l'une des signataires d'une lettre adressée à la Conférence des Donneurs de Bruxelles condamnant l'invasion russe tout en accusant les autorités d'avoir lancé l'opération militaire sur Tskhinvali qui a été suivie par la guerre. Le 6 décembre, elle rejoint les appels à la démission de Saakachvili, l'accusant d'avoir pris des décisions unilatérales qui ont mené au conflit armé, tandis qu'en janvier 2009, elle nomme le gouvernement de « traître » pour avoir négocié un accord avec la compagnie russe Inter RAO sur la gérance de la centrale hydroélectrique d'Engouri (sur territoire géorgien et fournissant l'électricité gratuitement à l'Abkhazie). Zourabichvili prédit plus tard que le retour de l'Abkhazie et de l'Ossétie du Sud au sein de la Géorgie ne sera pas immédiat et dépendra d'une « grande affaire » entre Bruxelles, Washington et Moscou.

Les commentaires de Zourabichvili sur la guerre d'août 2008 restent controversés. En 2009, elle écrit que Saakachvili devait être tenu responsable pour avoir lancé une campagne militaire sur Tskhinvali et pour avoir agi de manière irresponsable face aux provocations militaires de la Russie, notamment les exercice militaires Kavkaz-2008, tout en posant des questions sur un potentiel « accord bizarre et obscur avec notre ennemi centenaire ». Durant sa candidature aux élections présidentielles de 2018, au huitième anniversaire du début de la guerre, elle déclare : 
« La Russie a lancé la guerre il y a un siècle. Nous avons cédé à la provocation de la Russie et nous nous sommes engagés dans les hostilités. C'est la Géorgie qui a lancé cette partie des hostilités. »
 Par la suite, elle accuse la « stupidité et l'humeur d'un président fou » d'avoir mené au conflit puis rajoute que Saakachvili et ses proches alliés au sein du gouvernement n'avaient pas pris d'étapes vers la désescalade malgré l'existence d'information sur des préparations de guerre par la Russie. Une série de critiques contre Zourabichvili à la suite de ces commentaires l'oblige à expliquer sa position le 11 septembre 2018 : 
« Quand vous êtes président, c'est votre devoir, surtout quand les Américains et les Européens vous mettent en garde, quand des exercices de grande envergure sont en cours près de nos frontières, quand vous savez que Tskhinvali a été évacué, et que la Russie met en scène une provocation ouverte et le secrétaire américain d'État Condoleezza Rice arrive spécialement pour vous avertir de ne pas céder aux provocations et quand vous cédez encore aux provocations qui conduisent à la perte de territoires, je dis que ce n'est pas un comportement responsable de la part du Président de la Géorgie. »

#### Après la guerre: la crise politique continue

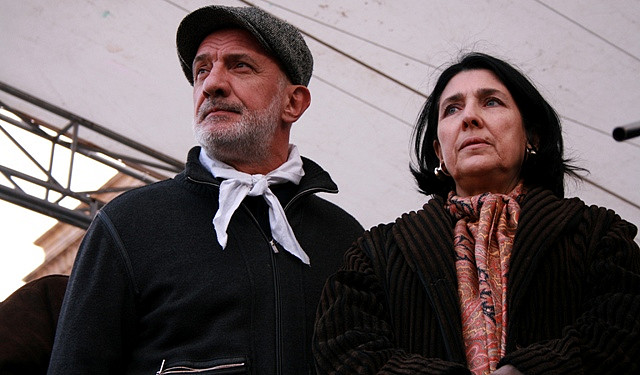
Zourabichvili et Goga Khaïndrava, un autre ancien ministre de Saakachvili en opposition.

Dans les mois qui suivent la guerre russo-géorgienne, Saakachvili bénéficie d'un large support des pouvoirs occidentaux, ce qui mène à des tensions entre l'opposition et les diplomates européens. Le 16 septembre, elle quitte abruptement une rencontre avec Robert Simmons, le représentant spécial du secrétaire général de l'OTAN, à la suite du refus du secrétaire général Jaap de Hoop Scheffer de rencontrer les dirigeants de l'opposition durant sa visite en Géorgie. Le 30 septembre, elle refuse de participer à une rencontre de l'opposition avec Javier Solana à laquelle participe le Mouvement chrétien-démocrate, qu'elle accuse de travailler secrètement avec le MNU.
Vers la fin de 2008, Zourabichvili rejoint le Mouvement public pour la liberté et la justice (MPLJ), créé par l'ombudsman Sozar Soubari qui rentre dans l'opposition après avoir accusé le gouvernement de totalitarisme. En 2009, l'opposition est renforcée par trois anciens dignitaires du gouvernement de Saakachvili : Nino Bourdjanadzé (présidente du Parlement), Zourab Noghaïdeli (ancien Premier ministre) et Irakli Alassania (représentant permanent de la Géorgie à l'ONU). En mars, après des mois de désaccords au sein des forces anti-gouvernementales, les dirigeants de l'opposition publient le Manifeste d'unité, un document signé par 13 partis faisant appel à leur coordination pour accomplir le départ de Saakachvili. D'abord opposées à des négociations avec le gouvernement, Zourabichvili, Bourdjanadzé et Eka Besselia lancent de larges manifestations le 9 avril.
Sur la scène internationale, elle critique l'ambassadeur français Eric Fournier qui avait lui-même critiqué les manifestations, puis le secrétaire général du Conseil de l'Europe Terry Davis qui avait fait appel aux protestataires de cesser leurs manifestations. Le 3 avril 2009, elle rédige un article pour le New York Times accusant Mikheïl Saakachvili de totalitarianisme. Quand Saakachvili refuse l'offre de l'opposition d'une rencontre pour lancer un dialogue, Zourabichvili rencontre le représentant spécial de l'UE Peter Semneby. Aux côtés d'Alassania, Gatchetchiladzé et Kakha Chartava (Forum national), elle rencontre le président le 11 mai mais les discussions sont en vain et Zourabichvili accuse Saakachvili de vivre « dans une réalité virtuelle ». La continuation du dialogue devient un sujet de tensions au sein de l'opposition : Bourdjanadzé et Irakli Okrouachvili s'opposent à des négociations tandis qu'Alassania supporte la continuation, tandis que Zourabichvili reste neutre. Des rumeurs sur un potentiel accord entre Alassania, Zourabichvili et le gouvernement mènent à d'autres divisions au sein du camp. À partir du 27 mai, les manifestations s'étendent à travers la capitale, Zourabichvili bloquant la Station centrale de Tbilissi et la Mairie de Tbilissi.
Le 18 mai, l'ancienne ministre voyage à Bruxelles pour rencontre Javier Solana et lui demander d'intervenir dans la crise politique et le 4 juin, elle dit à Peter Semneby qu'elle est prête à participer à toute négociation pour sortir le pays de la crise. Lors de la visite du vice-président américain Joe Biden le 22 juillet, elle organise une « manifestation de bienvenue » à laquelle Irakli Alassania ne participe pas. Elle rencontrera en mars 2010 Miguel Angel Moratinos, ministre des Affaires étrangères d'Espagne (qui préside alors le Conseil de l'Union européenne) pour réclamer l'aide de Bruxelles dans l'organisation d'élections libres.

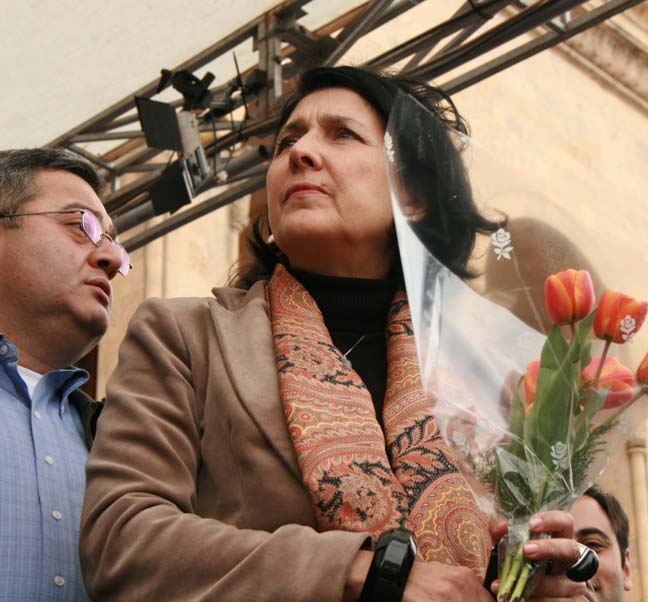
Zourabichvili se préparant à prononcer un discours le 9 avril 2009.

Le 15 juin, Saakachvili annonce avoir offert à Zourabichvili le poste d'adjoint au ministre des Affaires intérieures, une offre qu'elle accepte mais qui est retirée quand elle refuse de cesser ses manifestations. Le 29 juin, elle annonce la découverte de deux microphones cachés dans les bureaux de son parti. Les manifestations cessent finalement le 24 juillet 2009, après 107 jours, mais elle continue ses critiques gouvernementales : elle s'oppose à un projet de loi sur la transparence des dons politiques, puis à une loi du MNU qui légalise l'utilisation d'armes mortelles contre les manifestants ; quand Batcho Akhalaïa, un proche allié de Vano Merabichvili, est nommé ministre de la Défense en août, elle accuse Saakachvili de vouloir combiner les forces armées au ministère des Affaires intérieures. En janvier 2010, elle condamne le gouvernement géorgien pour son interférence dans l'élection présidentielle ukrainienne en faveur de Ioulia Timochenko.
L'opposition se divise en deux vers octobre 2009, un camp supportant la continuation des manifestations et l'autre, mené par l'Alliance pour la Géorgie d'Alassania, voulant se focaliser sur les élections municipales de 2010. Zourabichvili, qui reste neutre dans la division, fait appel à l'ONU de placer les élections de 2010 sous son égide, puis est la seule dirigeante de l'opposition à porter son soutien à la candidature d'Irakli Alassania pour maire de Tbilissi. Une autre division apparait quand Zourab Noghaïdeli visite Moscou en janvier 2010 : Zourabichvili le condamne et demande l'opposition de cesser toute coopération avec lui. Le 30 mai, Alassania est vaincu par le MNU mais la VG, qui a rejoint l'Alliance pour la Géorgie le 9 avril 2010, remporte un siège au Conseil municipal de la capitale.

## Aux Nations unies
Le 12 novembre 2010, Salomé Zourabichvili annonce son départ temporaire de la politique géorgienne. Elle quitte la présidence de la VG et est remplacée par Kakha Setouridzé. Zourabichvili part vivre à New York, où elle est nommée coordinatrice du Groupe d'experts du Comité des sanctions sur l'Iran du Conseil de sécurité des Nations unies. Durant cette période, elle est aussi professeur associée à l'Institut d'Études politiques de Paris, ainsi qu'à l'Université Ilia Tchavtchavadzé de Tbilissi.

## De retour en Géorgie

### Nouveau gouvernement, de nouveau dans l'opposition

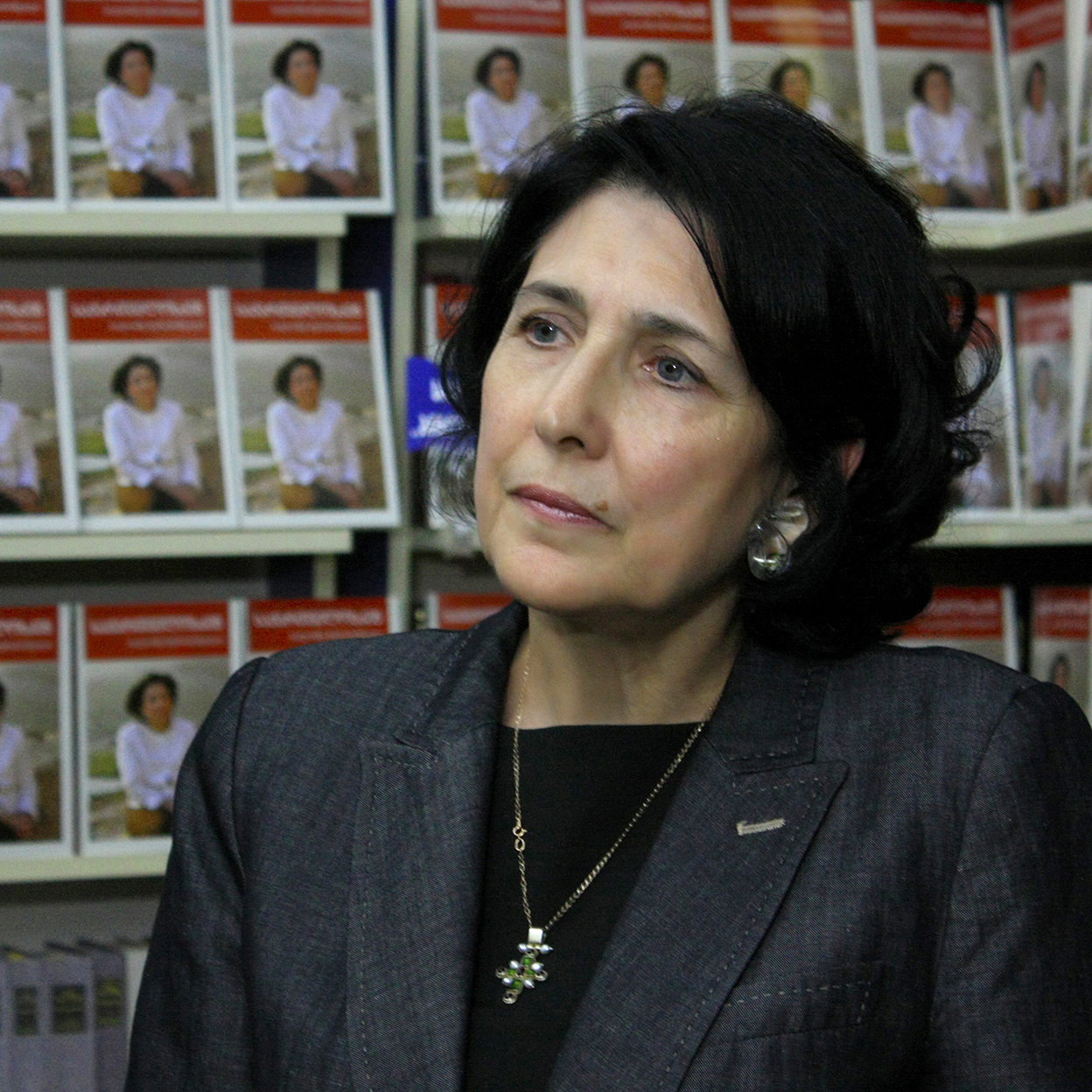
Zourabichvili lors de la présentation de son autobiographie en 2013.

Le gouvernement de Mikheïl Saakachvili est défait dans les élections parlementaires de 2012, qui voient la victoire du Rêve géorgien - Géorgie démocratique (RG-GD), une coalition de plusieurs partis politiques d'opposition sous la direction de l'homme d'affaires Bidzina Ivanichvili. Celui-ci, désormais Premier ministre, déclare en avril 2013 souhaiter le retour de Zourabichvili dans la politique géorgienne, la citant comme potentielle « troisième force » de la politique géorgienne. Salomé Zourabichvili retourne en Géorgie en mai 2013, rencontre Bidzina Ivanichvili le 11 mai et annonce ses ambitions présidentielles dans une lettre à Ivanichvili, malgré la constitution géorgienne interdisant les individus à double citoyenneté de devenir président. Le Premier ministre lui répond [citation nécessaire]: 
« Leur caractère compétitif est l'une des conditions préalables à des élections démocratiques ; pour cette raison, je souhaite qu’il y ait autant de prétendants dignes que possible dans la course. Je crois fermement que vous êtes l'une de ces personnes dignes et personnellement, je serais heureux de voir votre nom sur le bulletin de vote. Ce que je peux faire – j'en appelle une fois de plus à tous les organismes et fonctionnaires de l'État pour qu'ils ne soient guidés que par la constitution, les lois et la certitude morale lorsqu'ils décident des questions liées aux droits politiques des citoyens. »
Le 3 septembre 2013, Zourabichvili annonce sa candidature, mais celle-ci est immédiatement rejetée par la Commission électorale centrale à cause de sa double nationalité géorgienne et française. Elle porte plainte auprès de la Cour municipale de Tbilissi, déclarant que la Constitution géorgienne n'interdit pas sa candidature. Malgré le soutien qu'elle reçoit de l'ONG ISFED, la Cour maintient la décision de la Commission électorale, à la suite de quoi Zourabichvili déclare que le verdict est la preuve « du manque d'indépendance judiciaire », une position critiquée par Ivanichvili. La Cour d'Appel de Tbilissi maintient la décision le 10 septembre et Zourabichvili ne se présente pas.
Dans les premières années du nouveau gouvernement, Salomé Zourabichvili se retrouve dans l'opposition au RG-GD. Durant les élections municipales de 2014, la VG refait surface et nomme des candidats à Tbilissi, Batoumi, Roustavi, Ozourgueti, Akhaltsikhé, Gourdjaani, Gori, Kareli, Terdjola, Zestaponi, Baghdati, Tchiatoura, Senaki, Martvili et Kobouleti. La liste électorale de son parti à Akhaltsikhé est toutefois disqualifiée quand 5 candidats se retirent et Zourabichvili accuse les autorités de faire pression sur les petits partis. Le 21 octobre 2014, la VG remporte des sièges dans les conseils municipaux d'Ozourgueti, Tchiatoura, Batoumi, Abacha, Mestia et Baghdati.

### Élections parlementaires de 2016
Salomé Zourabichvili se déclare candidate sans étiquette aux élections parlementaires de 2016 dans la circonscription de Mtatsminda, un quartier affluent de Tbilissi. Dès juillet 2016, les dirigeants du RG-GD indiquent leur intention de soutenir sa candidature et le 16 août, le parti au pouvoir annonce appuyer l'ancienne diplomate française, faisant de Mtatsminda la seule circonscription sans candidat du RG-GD dans le pays. Elle doit faire face à 13 candidats, dont plusieurs grands noms de la politique géorgienne comme Nika Rouroua du MNU (ancien ministre de la Culture), Konstantine Prouidzé des Démocrates libres (ancien ministre adjoint de la Santé), Tamar Kordzaïa du Parti républicain (députée RG-GD elle-même depuis 2012, désormais dans l'opposition) et Davit Tevzadzé du Parti Pour la paix de la Géorgie (ancien ministre de la Défense).
Le 8 octobre 2016, elle remporte 44,42 % des votes, avançant vers un second tour contre Nika Rouroua. Durant cette campagne, elle est critiquée à la suite d'un commentaire sur la contre-productivité diplomatique de classifier la Russie de « puissance occupante » dans la loi géorgienne, un commentaire qui mène la Coalition pour une Géorgie euro-atlantique (un groupe de 22 ONG) à faire appel à la continuation de la politique gouvernementale contre l'occupation russe de l'Abkhazie et de l'Ossétie du Sud.
Le 30 octobre, elle est élue avec 67,58 % des suffrages exprimés.

### Députée
Au Parlement, Salomé Zourabichvili est nommée première vice-présidente du Comité des Affaires de la diaspora, un comité dirigé par le député Zviad Kvantchatiradzé. À travers son mandat et malgré son statut de députée sans étiquette, son dossier de vote et ses déclarations publiques sont prochement alignés au RG-GD.
En juin 2018, elle est l'une des 17 membres de la commission parlementaire spéciale pour enquêter sur les meurtres de la rue Khorava, une tragédie durant laquelle une bagarre entre adolescents mène à deux morts dans le centre de Tbilissi. Cette commission, présidée par le parti d'opposition Géorgie européenne (GE), publie deux conclusions séparées : une de la majorité GE et une du RG-GD.
En tant que députée, Zourabichvili reste impliquée dans la diplomatie géorgienne. Quand Herbert Salber, représentant spécial de l'Union européenne dans le Caucase du Sud, félicite Anatoli Bibilov, dirigeant de facto de la région séparatiste d'Ossétie du Sud, pour son élection comme « Président » (un titre non reconnu par la communauté internationale), elle critique l'« ignorance » de Salber et fait appel au gouvernement de le déclarer persona non grata.

### Éléction présidentielle de 2018
Salomé Zourabichvili annonce sa candidature potentielle à l'élection présidentielle géorgienne de 2018 le 6 août de la même année. Envisageant une candidature sans étiquette, elle ne reçoit pas immédiatement le support du RG-GD, dont certains membres souhaitent voir un candidat partisan (les noms proposés sont alors l'ancien ministre des Personnes déplacées, Sozar Soubari, le ministre de la Santé, Davit Sergueenko, et la ministre du Développement régional, Maia Tskitichvili), tandis que ses commentaires controversés sur la responsabilité de l'ancien président Saakachvili dans le début de la seconde guerre d'Ossétie du Sud mène le député Dimitri Khoundadzé (RG-GD) à s'opposer à sa candidature. Le 16 août, Zourabichvili lance sa campagne présidentielle depuis Didi Djikhaïchi, le village d'origine de Niko Nikoladzé, entrepreneur et homme politique géorgien du début du XXe siècle et ancêtre de Zourabichvili. Dans son premier discours, elle promet de s'attaquer aux problèmes de la violence conjugale, du retour des émigrants géorgiens via la création d'une agence publique, la négociation d'accords internationaux sur la migration circulaire, de mettre fin au népotisme, de promouvoir un système de sécurité sociale pour les handicapés et les retraités incluant un système de logement public et d'imposer des restrictions sur l'immigration vers la Géorgie.
Afin d'enregistrer sa candidature, Zourabichvili doit renoncer à sa citoyenneté française le 31 août, tandis que le conseil politique du RG-GD vote officiellement pour soutenir sa candidature le 9 septembre, citant le besoin d'un président sans étiquette dans une république parlementaire. Kakha Kaladzé, le maire de Tbilissi qui lui apporte son soutien le 12 septembre, dit de l'ancienne ministre qu'elle établirait « une tradition correcte de la présidence ». Le premier tour des élections se déroule dans un environnement largement polarisé et Zourabichvili fait face à de nombreux candidats, dont le président du MNU Grigol Vachadze et l'ancien président du parlement géorgien, Davit Bakradze. Irakli Kobakhidze, alors le président du Parlement, devient l'un des dirigeants de sa campagne tandis que Salomé Zourabichvili se pose en contraste au président Guiorgui Margvelachvili, critiquant sa large utilisation de son pouvoir du veto. Selon son programme, elle supporte la protection de la langue abkhaze et la décentralisation du gouvernement.

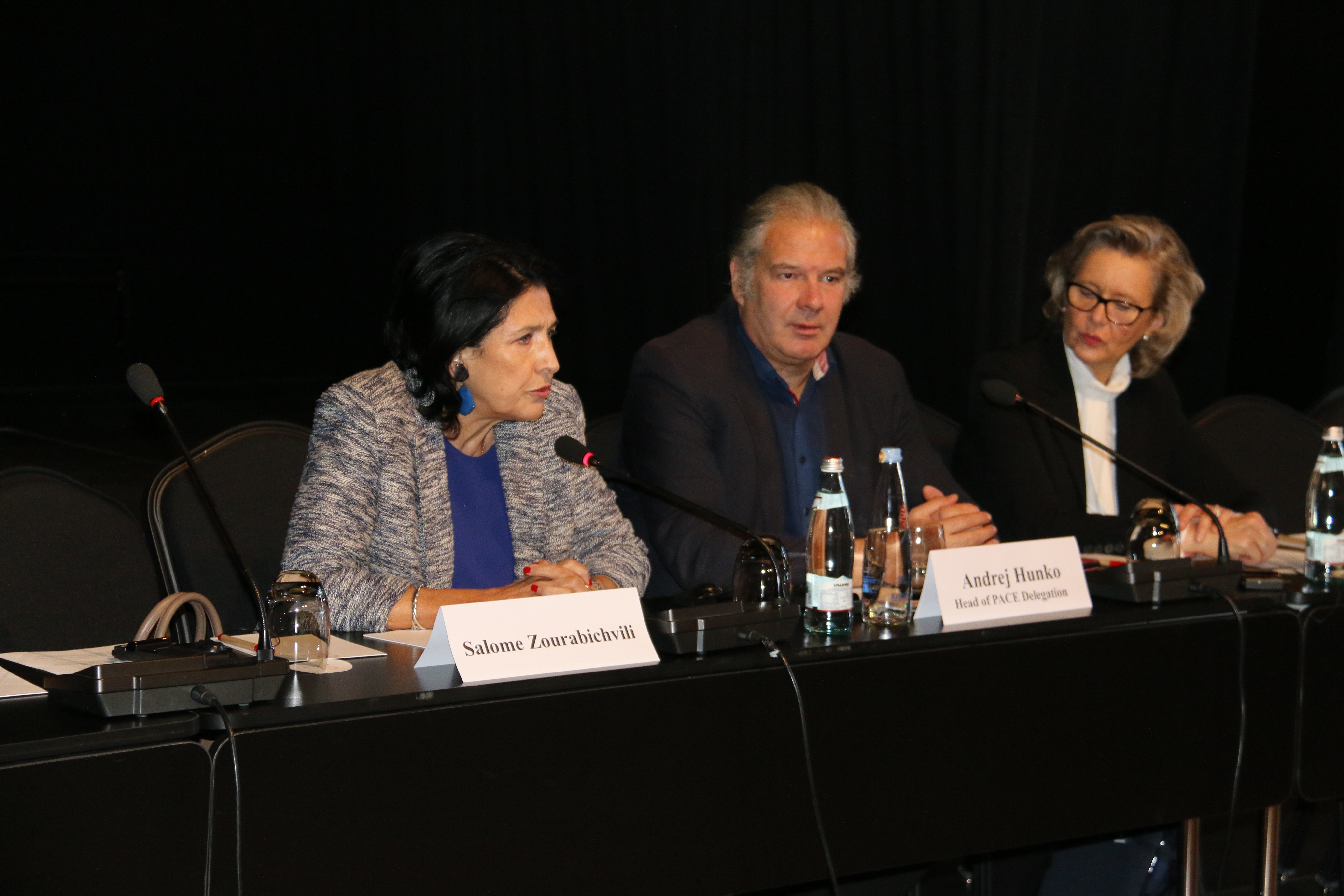
Zourabichvili s'adressant à la mission d'observation électorale de l'OSCE avant le premier tour.

Durant le premier tour, elle se heurte au clergé géorgien quand elle adopte une position libérale sur la décriminalisation du cannabis. Les métropoles Anton de Vani, Melkisedek d'Oubissi et Margveti, Andria de Gori et Ateni et Petré de Tchqondidi, ainsi que le père Kakhaber Gogotichvili de la Paroisse géorgienne de Moscou sont parmi les plus critiques de Zourabichvili, qui soutient une division claire de l'État et de l'Église et qualifie les commentaires du clergé orthodoxe de violation du Concordat entre le gouvernement géorgien et l'Église orthodoxe géorgienne. Elle note durant la campagne une vague de désinformation et de diffamation contre son image et la Commission nationale des communications demande le retrait de trois publicités la qualifiant de « traitre ». Elle arrive en tête le 28 octobre avec 38,7 %, faisant face à Grigol Vachadze au second tour.
Vachadze reçoit le soutien de l'ancien président Saakachvili, tandis que Zourabichvili est soutenue par les anciens Premiers ministres géorgiens Irakli Garibachvili et Giorgi Kvirikachvili, le parti d'extrême-droite Alliance des patriotes (AdP) et la Marche géorgienne, un groupe d'activistes d'extrême-droite. Durant le second tour, l'ancienne diplomate française voit le support du RG-GD grandir : le maire de Tbilissi, Kakha Kaladze, et la ministre de la Justice, Tea Tsouloukiani, figurent parmi les principaux porte-paroles de sa campagne et la chaîne télévisée pro-RG-GD Imedi TV annonce soutenir Zourabichvili pour empêcher le retour du MNU au pouvoir, tandis que l'ONG ISFED accuse le gouvernement d'utiliser des ressources administratives en sa faveur. À travers les deux tours de l'élection, elle reçoit la majorité des contributions financières.
Zourabichvili lance sa campagne pour le second tour le 8 novembre depuis le village d'Atotsi, sur la ligne administrative de délimitation avec l'Ossétie du Sud, où elle promet de ne pas répondre aux provocations militaires russes en tant que présidente. Elle accuse de plus son opposant Vachadzé d'avoir des liens proches avec les autorités russes et condamne lors d'une rencontre avec des diplomates occidentaux la « propagande de style soviétique » utilisée contre sa campagne. Les ONG géorgiennes, telle que la MDF et TI Georgia notent la nature sexiste de la campagne contre Zourabichvili, le fait que la majorité du discours de haine est utilisé contre elle et l'utilisation d'« agitateurs violents » par le MNU lors de ses évènements publics. Bientôt, des membres de l'ancienne direction militaire du pays, menés par le lieutenant-général Devi Tchankotadze, commencent une campagne contre Salomé Zourabichvili, campagne condamnée par le ministère de la Défense, tandis que de nombreuses menaces de mort sont faites contre elle et ses enfants.
Le principal accent de sa campagne durant le second tour est le développement régional, ainsi que l'intégration au sein de la société géorgienne des groupes ethniquement arméniens et azerbaïdjanais. À Ninotsminda, son commentaire critiquant la remise en masse de la citoyenneté géorgienne à des citoyens turcs en 2013 par le président sortant Saakachvili est qualifié de xénophobe par plusieurs groupes de la société civile. Le 28 novembre 2018, elle remporte le second tour avec 59,2 % des votes, remportant toutes les circonscriptions électorales sauf Telavi, Roustavi, les forces armées en Afghanistan et la diaspora géorgienne. Son opposition l'accuse d'achat de voix et demande à la Cour municipale de Tbilissi d'annuler sa victoire, mais en vain.
Elle sera félicitée par de nombreux dirigeants internationaux, dont le président de la Commission européenne, Jean-Claude Juncker, qui qualifie sa victoire de « victoire sur la polarisation », le président arménien Armen Sarkissian et son Premier ministre Nikol Pachinian, le président biélorusse Alexandre Loukachenko, les dirigeants européens, Kersti Kaljulaid, présidente de la république d'Estonie, Emmanuel Macron, président de la République française, Dalia Grybauskaitė, présidente de la république de Lituanie, Donald Tusk, président du Conseil européen, Alan Duncan, représentant du gouvernement britannique, le secrétaire d'État américain Mike Pompeo, James Appathurai, représentant spécial du secrétaire général de l'OTAN, le gouvernement turc, Petro Porochenko, président de l'Ukraine, et la présidente de l'Assemblée générale des Nations unies, María Fernanda Espinosa Garcés.

## Présidente de la Géorgie

### Investiture
L'élection de Salomé Zourabichvili comme cinquième présidente de la Géorgie et première femme dans cette fonction, ainsi que la transition de la présidence de Guiorgui Margvelachvili sont vus comme des évènements historiques pour la jeune république géorgienne. La rencontre entre Margvelachvili et Zourabichvili au palais présidentiel est décrite comme la première transition présidentielle démocratique dans l'histoire de la Géorgie. Durant la période de transition, Zourabichvili affirme sa priorité de renforcer les liens de la Géorgie avec le monde occidental lors de sa rencontre avec James Appathurai de l'OTAN et sa conversation téléphonique avec le secrétaire d'État américain Mike Pompeo. Elle demande au gouvernement géorgien de commencer une nouvelle enquête sur la mort du premier président géorgien Zviad Gamsakhourdia en 1993. le 15 décembre, la veille de son investiture, elle visite le Mémorial des Héros de Tbilissi et le Panthéon de Mtatsminda.
À partir du 2 décembre, le MNU lance une vague de manifestations visant à empêcher l'investiture de Zourabichvili. Ces manifestations se propagent à Tbilissi, Batoumi, Zougdidi et Koutaïssi, avant de se rejoindre à Telavi, lieu de la cérémonie d'investiture. Cette ville, ancienne capitale du royaume de Kartl-Kakhétie et perdue par Zourabichvili lors des élections, est choisie dans le cadre de sa promotion du développement régional. Elle est investie le 16 décembre 2018 dans une cérémonie en présence de plusieurs dignitaires internationaux et du président Margvelachvili. Dans son discours, elle fait l'éloge de chacun de ses prédecesseurs : de Zviad Gamsakhourdia pour sa lutte pour l'indépendance nationale, d'Edouard Chevardnadzé pour avoir mené la Géorgie sur un chemin pro-occidental, de Mikheïl Saakachvili pour ses réformes contre la corruption et de Guiorgui Margvelachvili pour avoir renforcé la démocratie et la stabilité nationale.
Son investiture marque aussi l'entrée en vigueur de la réforme constitutionnelle qui réduit largement les pouvoirs de la présidence et transforme la Géorgie en république parlementaire. Selon la nouvelle version de la loi suprême du pays, la présidente n'est plus responsable du fonctionnement des organes de l'État et n'a plus le droit de demander que des questions particulières soient discutées lors des sessions gouvernementales ni de participer à ces discussions. À partir de 2024, le chef d'État ne sera plus élu dans le cadre du suffrage universel, et un collège électoral de 300 membres sera chargé de choisir le président. Le Conseil de Sécurité nationale, mené jusque-là par la Présidence et chargé d'organiser le développement militaire et la défense du pays, est remplacé par le Conseil de Défense national sous la direction du Premier ministre.

### Nouveau palais présidentiel

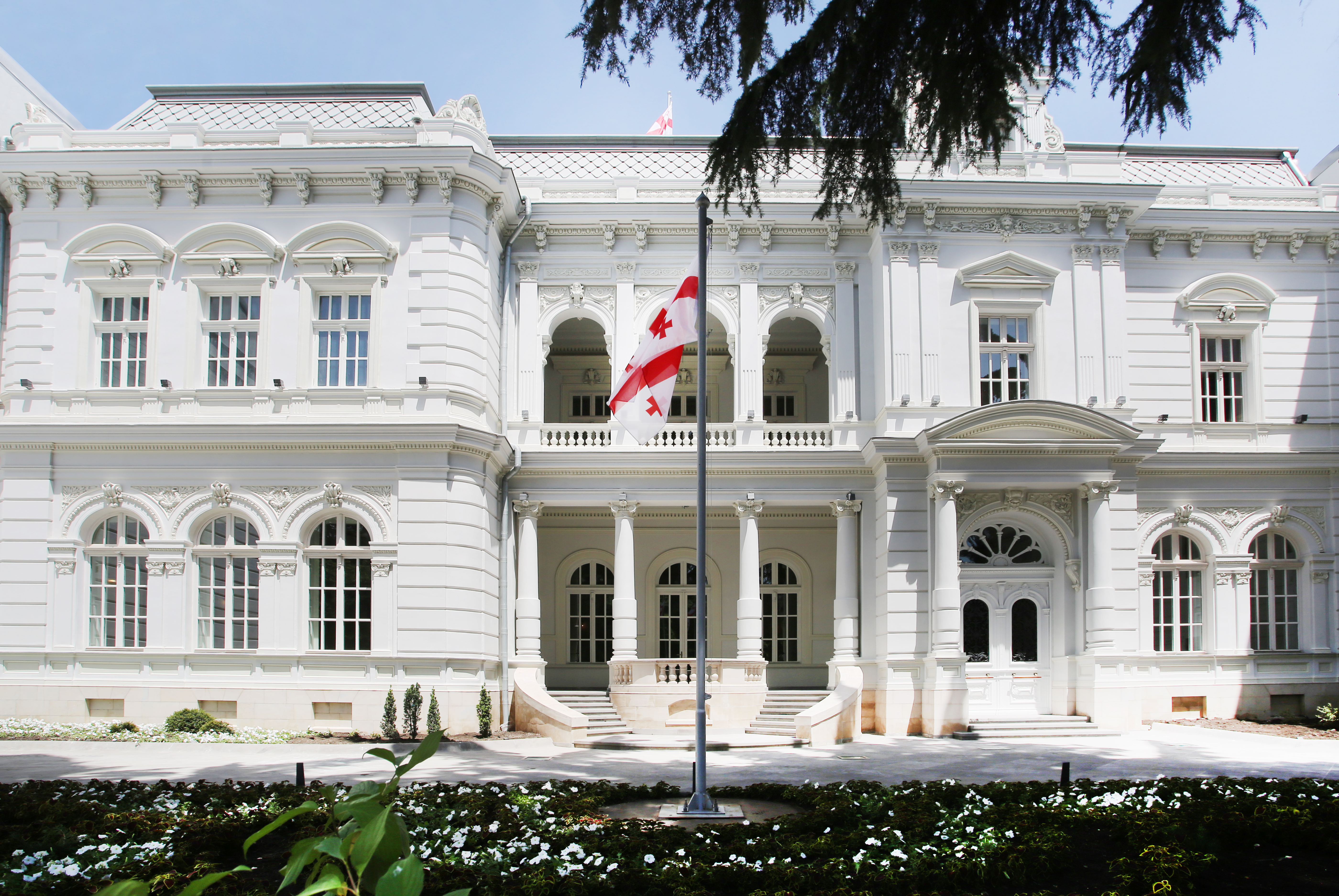
Palais des Orbeliani.

Déjà durant sa campagne présidentielle, Salomé Zourabichvili annonce son projet de déplacer la résidence présidentielle du palais d'Avlabari, servant de siège de la présidence depuis 2009, au palais des Orbeliani, un bâtiment du XIXe siècle situé sur la rue Grigol Atoneli (au centre de Tbilissi) et ayant servi à travers le XXe siècle de résidence nobiliaire, salon académique, centre de propagande pendant la période soviétique de la Géorgie, puis d'ambassade américaine jusqu'en 2004. Ce projet est contesté par le MNU, ainsi que par le député Otar Kakhidzé (Géorgie européenne), tandis que Zourabichvili critique le palais d'Avlabari comme n'étant pas « approprié aux compétences du président ».
Une fois investie, la présidente Zourabichvili s'installe dans le palais des Orbeliani le 18 décembre 2018, où elle arrive à pied depuis chez elle et suivie par des journalistes.

### Budget
La présidente Zourabichvili doit, en plus de pouvoirs largement réduits, faire face à une réduction drastique de son budget : de 14,8 millions de laris en 2018, l'Administration de la Présidente ne reçoit que 6 millions en 2019. Ces réductions incluent l'abolition du Fonds présidentiel, un organe autonome au sein de la présidence finançant des projets civils et privés, ainsi qu'une réduction du staff présidentiel de 140 à 60 employés. En février 2019, son administration annonce l'abolition de 61 positions civiles au sein de l'administration, tandis que juste 38 employés de l'administration de Margvelachvili maintiennent leur position au sein de la nouvelle présidence. Margevalchvili lui-même, ainsi que son épouse Maka Tchatchoua, font campagne contre la fermeture du Fonds présidentiel.
Ces mesures du gouvernement du Premier ministre Mamouka Bakhtadzé sont largement critiquées par Guiorgui Abechachvili, chef de l'administration présidentielle sous Margvelachvili, tandis que le député Irakli Abesadzé (GE) lie les réductions budgétaires au président du RG-GD Bidzina Ivanichvili qui, selon lui, tente de réduire l'indépendance institutionnelle de la présidence. Tamar Tchougochvili, vice-présidente du Parlement, affirme que ces changements sont liés aux nouvelles fonctions de la présidence à la suite de l'entrée en force de la nouvelle constitution géorgienne, tandis que Zourabichvili ne critique pas le processus.

### Cabinet

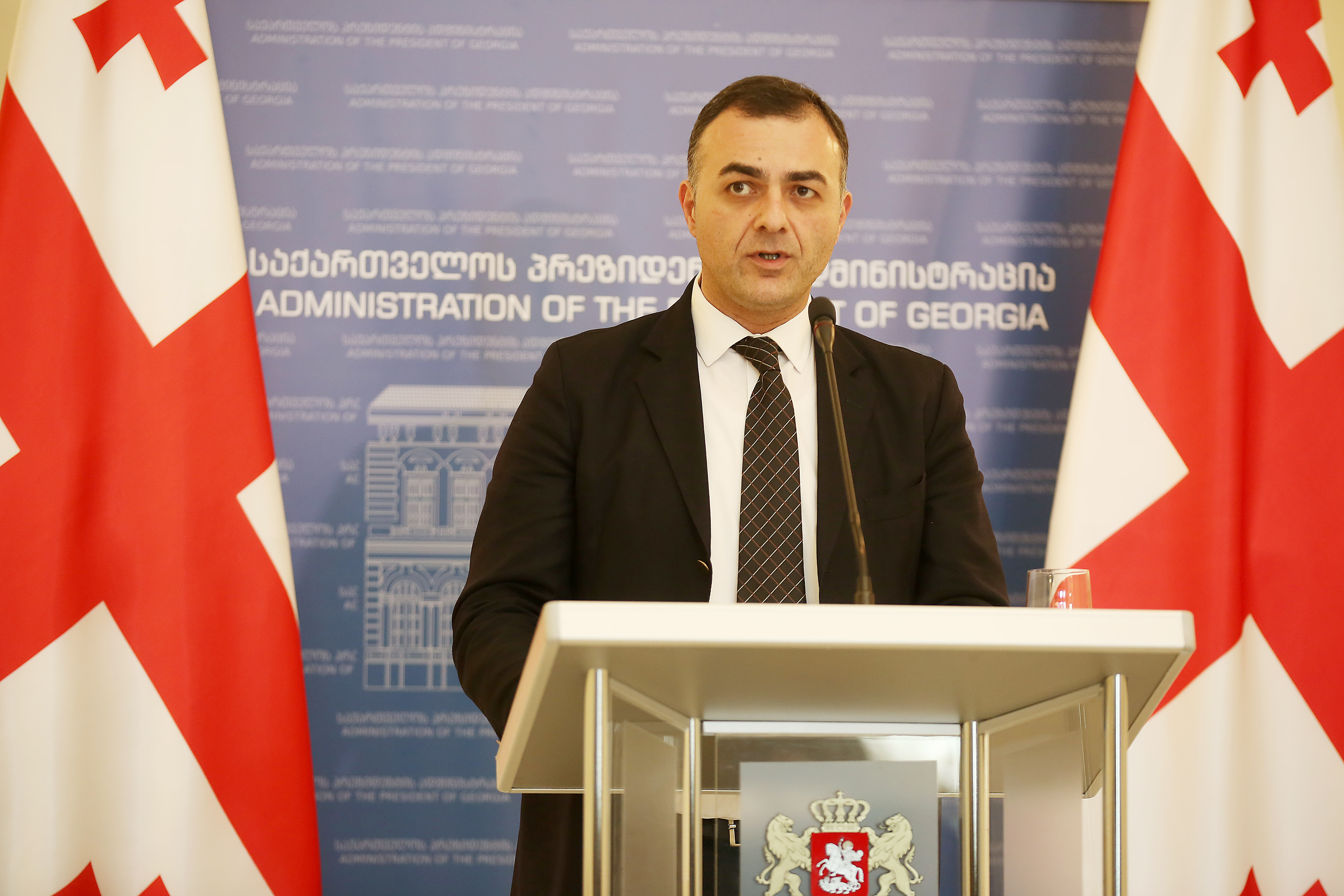
Lacha Jvania est le premier chef de l'administration de Zourabichvili (2018-2019).

Lacha Jvania, un ancien diplomate et ministre de l'Économie responsable des efforts de reconstruction à la suite de la guerre russo-géorgienne de 2008, devient chef de l'Administration de Salomé Zourabichvili le 18 décembre 2018. Celui-ci mène l'administration durant la période de réorganisation suivant les réductions budgétaires de 2019, puis démissionne le 1er mai 2019 pour rejoindre la Fondation caritative de l'Église orthodoxe géorgienne, avant d'être nommé par la présidente comme ambassadeur de la Géorgie en Israël. En décembre 2020, la présidente nomme Natia Soulava, une diplomate géorgienne et jusque-là sa conseillère dans les affaires internationales, comme cheffe de son administration. Dimitri Gabounia, un avocat connu pour son activisme civil lors de la présidence de Saakachvili, devient secrétaire parlementaire de la présidente, chargé des relations de l'administration avec la législature. Gabounia sera remplacé le 1er avril 2021 par l'avocate financière Tamar Tkechelchvili, puis par Guiorgui Mskhiladze quand Tkechelachvili devient ministre-adjoint de la Justice. Khatia Moïstsrapichvili, une ancienne journaliste, sert durant les premiers mois de la nouvelle présidence, comme porte-parole de Zourabichvili, avant d'être limogée quand elle déclare sa solidarité envers Nodar Meladze, chef éditorial de la chaîne télévisé Roustavi 2 mis à la porte quand celle-ci change de direction.
Hors les nominations au sein de son administration, la présidente Zourabichvili fait de nombreuses nominations à travers différentes branches du gouvernement. En décembre 2018, elle nomme trois candidats pour diriger la Commission centrale électorale : la présidente sortante de la commission Tamar Jvania, la dignitaire gouvernementale Mariam Sheleguia et l'activiste civil Vladimer Bojadze ; Jvania sera élue par la suite par la Commission pour un second mandat. En août 2021, à la suite de la démission de Tamar Jvania suivant les élections parlementaires controversées de 2020, elle nomme Guiorgui Santouriani et Guiorgui Kalandarachvili (deux dignitaires de la Commission) pour la succéder et Kalandarachvili sera élu par le parlement.
Le 25 octobre 2019, le Haut Conseil de Justice (HCJ) fait appel à la présidente pour limoger Anna Dolidze, membre du Conseil, quand celle-ci annonce la formation d'un mouvement politique en violation de la loi,. Zourabichvili ne la limoge pas, mais lui demande de démissionner de sa propre volonté, ce que Dolidze fait finalement le 22 juin 2020. Pour la remplacer, Zourabichvili nomme Tamar Ghvamitchava, professeur de droit à l'université d'État de Tbilissi, comme membre non-judiciaire du HCJ dans un processus que certains critiquent comme manquant de transparence.
Le 1er juillet 2020, elle nomme le major-général Guiorgui Matiachvili comme chef des forces de défense géorgiennes pour remplacer le lieutenant-général Vladimer Tchatchibaïa.

### Politique intérieure

#### Crise politique de 2019-2021

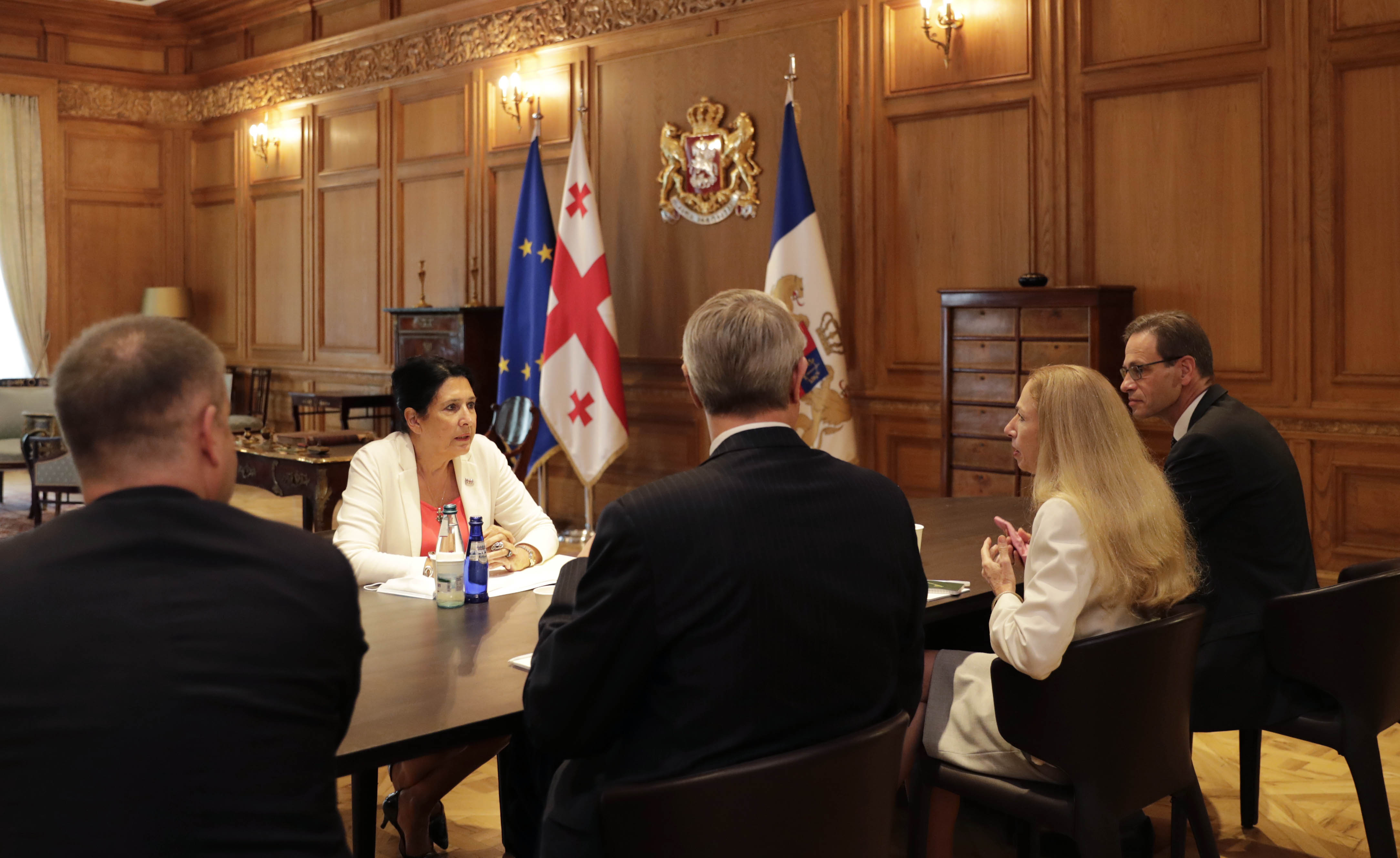
Zourabichvili rencontre les ambassadeurs facilitant les négociations entre le gouvernement et l'opposition durant la crise politique.

Salomé Zourabichvili doit faire face à une crise politique qui commence le 20 juin 2019, date à laquelle Sergueï Gavrilov, un député communiste de la Douma russe, s'assoit sur le siège du président du Parlement de Géorgie lors d'une conférence de l'Assemblée inter-parlementaire sur l'Orthodoxie, un acte qui mène à une vague de manifestations massives contre ce qui est perçu par une partie de l'opposition comme une orientation pro-russe du gouvernement du RG-GD. Ces manifestations dégénèrent dans la nuit du 20 au 21 juin quand les dirigeants du MNU tentent de rentrer par la force au sein du Parlement, à la suite de quoi les forces de l'ordre dispersent par la force les manifestants. Alors en visite en Biélorussie, Zourabichvili rentre en urgence en Géorgie et condamne la gesture du député russe ainsi que l'adhésion de la Géorgie au sein d'une assemblée vue par la présidente comme un outil de la Russie « pour utiliser la religion dans ses manœuvres politiques ». Lors d'une conférence de presse, la présidente condamne de nouveau les évènements du 20 juin et demande de « tenir responsable » ceux qui ont invité Gavrilov en Géorgie. Le 21 juin, le président du Parlement Irakli Kobakhidzé et le député RG-GD Zakaria Koutsnachvili (Tianeti) démissionnent.
Zourabichvili tente de se poser au centre des deux camps et sa rhétorique divise les évènements de la « nuit de Gavrilov » en deux : les premières heures marquées par une « réaction naturelle et spontanée » de la population contre la prise du siège parlementaire par le député russe, puis la tentative par les dirigeants de l'opposition de prendre contrôle du bâtiment du Parlement par la force dans la nuit. Parallèlement, elle demande à la Russie de ne pas interférer dans les affaires internes de la Géorgie, ainsi que de ne pas prendre retribution sur les citoyens géorgiens vivant en Russie, tandis qu'elle condamne le journaliste géorgien anti-russe Guiorgui Gabounia quand celui-ci insulte en direct Vladimir Poutine et les membres de sa famille.
La crise politique continue à travers 2019 et la présidente soutient ouvertement une proposition de transformer le système électoral parlementaire mixte en système entièrement proportionnel pour les élections législatives de 2020, une proposition qui échoue en novembre quand certains députés RG-GD votent contre des amendments constitutionnels en sa faveur. À travers les tensions, elle critique les tentatives de « déstabilisation » du pays et de « discréditation » des institutions nationales comme n'étant qu'en faveur des intérêts russes. Elle offre ainsi de se poser comme médiatrice entre les partis politiques puis félicite les dirigeants politiques à la suite des Accords du 8 mars 2020 envisageant une réforme électorale. Ces accords sont rapidement suivis par un appel de l'opposition à Zourabichvili pour qu'elle gracie plusieurs prisonniers considérés par certains comme prisonniers politiques, dont Guiorgui Rouroua, Guigui Ougoulava et Irakli Okrouachvili, un appel soutenu par plusieurs membres du Parlement européen. D'abord opposée à une telle mesure, elle finit par gracier Ougoulava et Okrouachvili le 15 mai 2020 pour assurer le vote de l'opposition en faveur de la réforme électorale et pour « préserver la voie européenne de la Géorgie », un acte condamné par plusieurs membres du gouvernement mais salué par les dirigeants de l'opposition et certains législateurs américains et européens,. Le 29 juin 2020, elle signe les amendements constitutionnels renforçant le système partiellement proportionnel pour les élections parlementaires du mois d'octobre et sa décision de gracier Ougoulava et Okrouachvili est notée comme une étape vers la dépolarisation de la Géorgie dans le rapport du Parlement européen de septembre 2019 sur l'exécution de l'Accord d'Association UE-Géorgie. Dans un discours devant l'Assemblée parlementaire du Conseil de l'Europe en janvier 2020, elle compare la polarisation à un « cancer de la société ».

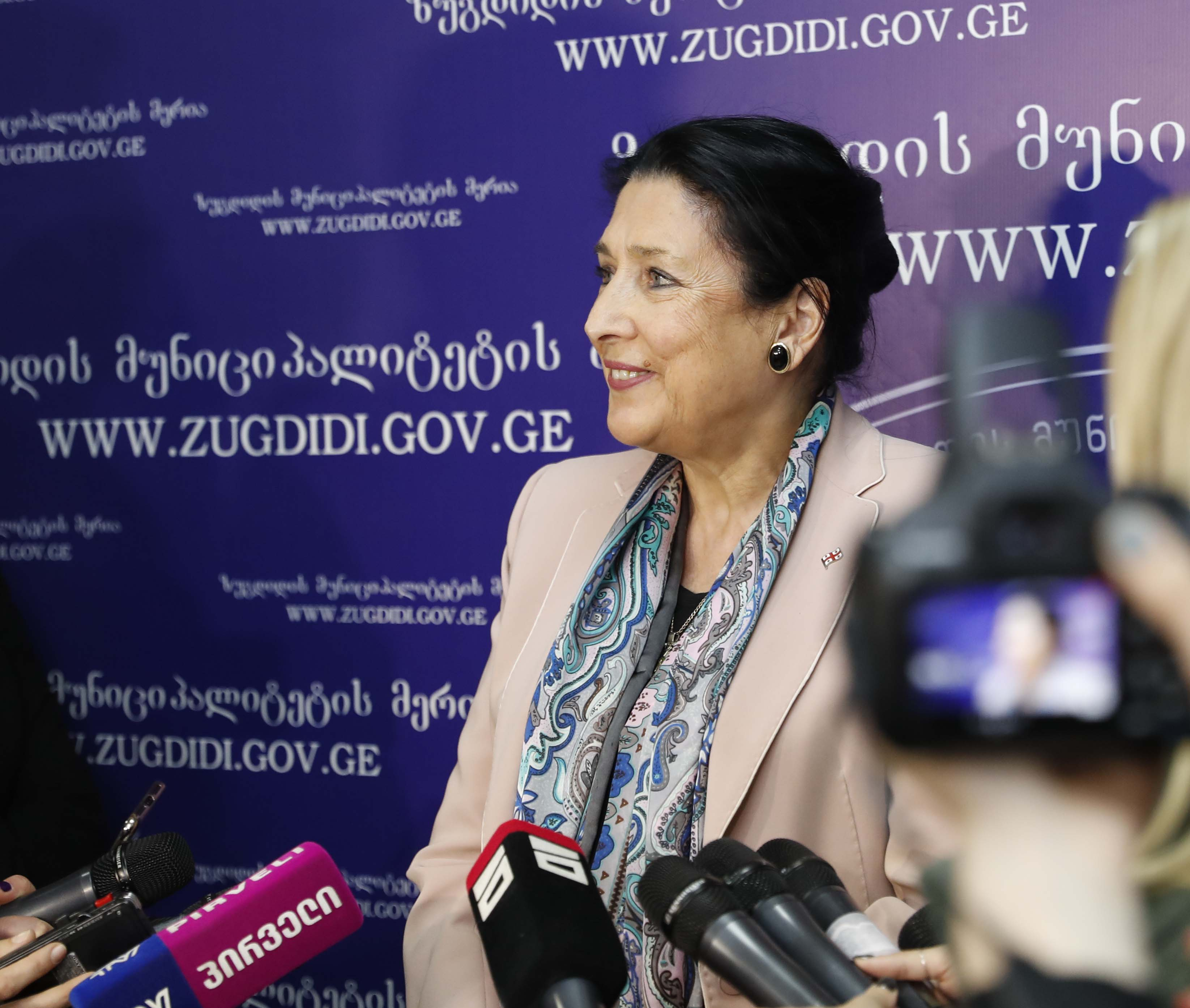
Zourabichvili félicite les partis pour l'accord du 8 mars 2020.

La question de la grâce de Guiorgui Rouroua reste un sujet de tensions entre Zourabichvili et l'opposition, rapidement rejointe par les sénateurs américains Jim Risch et Jeanne Shaheen et les parlementaires européens Andrius Kubilius et Anna Fotyga. Durant ces débats, elle critique les appels publics des diginitaires étrangers et reste fermement contre la libération de Rouroua jugeant son passé de membre de Mkhedrioni, un groupe paramilitaire responsable du coup d'État de 1991-1992.
Salomé Zourabichvili annonce la tenue des élections parlementaires d'octobre 2020 le 31 août et reste distante des campagnes électorales. La veille des élections, elle condamne néanmoins lors d'un discours à la nation les attaques contre l'armée, la police et le secteur médical faites durant les mois précédents. Le 1er novembre, un jour après la tenue des élections, elle reconnait les résultats officiels qui voient une nouvelle victoire du RG-GD, malgré des accusations de fraude électorale par plusieurs partis d'opposition. De plus, elle critique les manifestations du 5 novembre contre la Commission centrale électorale. En décembre 2020, elle inaugure la première session du nouveau Parlement avec un discours déclarant la « fin des idéologies », se posant contre le communisme, l'ultralibéralisme et l'ultrapatriotisme. Quand la majorité de l'opposition déclare un boycott parlementaire, la présidente demande au RG-GD de ne pas se laisser tenter par une direction unipartisane et de refuser d'accepter la démission des députés de l'opposition. Tea Tsouloukiani, membre influente du RG-GD, admettra plus tard avoir été influencée par l'appel de la présidente quand le parti au pouvoir vote contre la reconnaissance de ces démissions.
La crise politique continue à s'envenimer le 18 février 2021 quand le Premier ministre Guiorgui Gakharia démissionne à la suite de son opposition à l'arrestation de Nika Melia, président du MNU. Melia est rapidement arrêté sous les ordres du nouveau Premier ministre Irakli Gharibachvili et Zourabichvili critique « le timing et la forme » de cette arrestation. Elle se pose néanmoins en point de contact avec les dirigeants occidentaux qui tentent de s'impliquer dans les déroulements en Géorgie et organise des discussions avec les présidents Gitanas Nauseda de Lituanie, Andrzej Duda de Pologne et Charles Michel du Conseil européen. Elle accueille ce dernier en Géorgie le 1er mars, date à laquelle commencent des négociations officielles entre le RG-GD et les partis d'opposition sous la médiation européenne au palais des Orbeliani. Durant les semaines de négociations qui suivent, la présidente critique à de nombreuses reprises les deux côtés (elle critique ainsi les manifestations du 2 mars et les arrestations qui s'ensuivent, la « myopie politique » de l'opposition et le refus du RG-GD de consulter l'opposition dans les questions d'importance nationale) et rencontre Christian Danielsson (représentant personnel de Charles Michel dans les négociations) plusieurs fois. Lors de son discours au parlement du 9 avril 2021, elle accuse les deux camps de « manquer de courage ».
Le 19 avril, Salomé Zourabichvili annonce être prête à gracier Guiorgui Rouroua si l'opposition s'accorde à signer un accord négocié par Charles Michel, une déclaration qui mène à la signature de l'Accord du 19 avril 2021 et est suivie par un acte de clémence pour Rouroua, la fin du boycott parlementaire et la visite surprise de Charles Michel en Géorgie le 20 avril, une visite durant laquelle il annonce avec Zourabichvili le commencement de nouveaux projets d'infrastructure européens dans le pays. Michel et Zourabichvili rédigent ensemble un éditorial sur Euronews le 19 mai déclarant que le « futur de la Géorgie est européen ».
La signature de l'accord du 19 avril ouvre les portes vers de nombreuses consultations entre la présidente et les dirigeants de l'opposition, comme lors du débat national sur l'adoption d'une nouvelle loi augmentant les pénalités civiles contre les manifestants s'affrontant aux forces de l'ordre (une loi qu'elle finira par signer). Le 29 juin, l'accord échoue quand le RG-GD retire sa signature par opposition à la clause prévoyant de nouvelles élections parlementaires dans le cas où le parti reçoit moins de 43 % des suffrages lors des élections municipales d'octobre 2021 et Zourabichvili est la première figure que Charles Michel rencontre dans ce cadre.

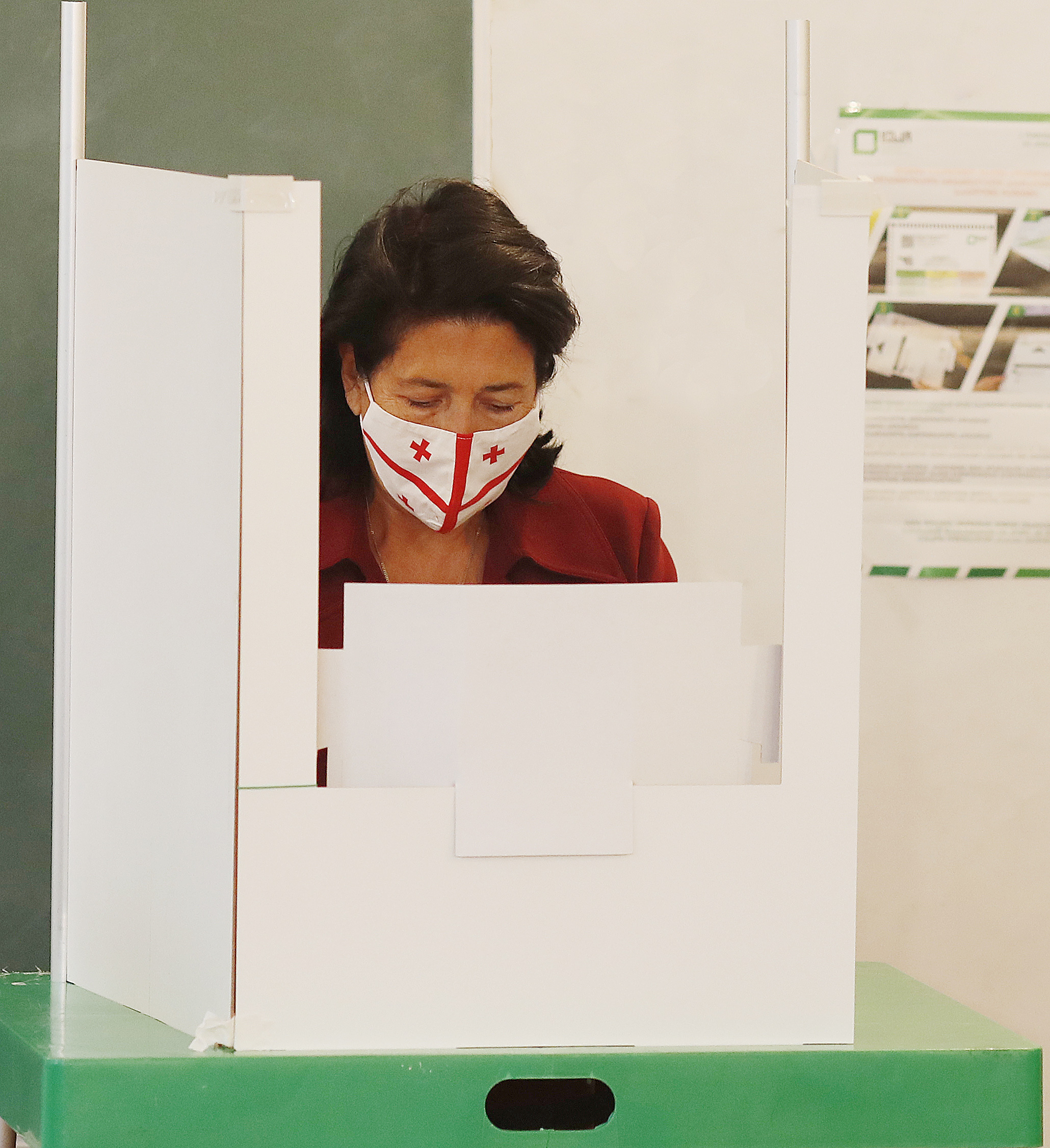
Zourabichvili vote lors du second tour des élections municipales de 2021.

Lors des élections municipales, Salomé Zourabichvili déclare lors d'une entrevue avec le Journal du dimanche la « nécessité d'un gouvernement de coalition », une phrase critiquée par le RG-GD.

##### Retour de Mikheïl Saakachvili en Géorgie
Mikheïl Saakachvili, qui a quitté la Géorgie en 2013, et a été condamné par la Cour municipale de Tbilissi à six ans de prison pour abus de pouvoir, détournement d'argent et implication dans une tentative de meurtre d'un député d'opposition, annonce son retour illégalement[réf. nécessaire] dans le pays le 1er octobre 2021, la veille des élections municipales. Zourabichvili critique alors l'opposition pour envisager des manifestations avant même la publication des résultats électoraux, ainsi que le RG-GD pour avoir organisé des conférences de presse via les organes du parti au lieu d'avoir laissé la communication officielle lors de ces déroulements aux institutions gouvernementales. Lorsque le ministère des Affaires intérieures annonce dans la même soirée avoir interpellé et arrêté Saakachvili, la présidente déclare refuser d'utiliser son droit de grâce en mémoire d'Irina Enoukidzé et de ceux qui ont péri lors de la présidence de Saakachvili. Elle accuse alors Saakachvili d'avoir tenté de déstabiliser le pays avant les élections, mais fait appel au RG-GD de mettre en force de nouvelles réformes judiciaires.
Le 8 novembre, 89 députés du parlement ukrainien adressent une lettre à Zourabichvili demandant le retour immédiat de Saakachvili en Ukraine.
Le 17 novembre, à la suite de la publication de vidéos montrant le traitement de Saakachvili par la garde pénitentiaire, Salomé Zourabichvili demande au gouvernement de préserver la dignité de l'ancien président, qualifiant les insultes de « catégoriquement inacceptable ». Tout en s'opposant au transfert de Saakachvili dans un hôpital civil durant sa grève de la faim, elle critique l'abolition du conseil des docteurs s'assurant de son observation par le ministère de la Justice. Le lendemain, quand les autorités annoncent son transfert à l'Hôpital militaire de Gori, elle soutient cette décision.
Tandis qu'elle reste opposée à un acte de clémence envers Saakachvili, elle désigne en décembre 2021 son prédécesseur Guiorgui Margvelachvili comme médiateur avec Saakachvili.

##### Processus d'accord national
En réponse à la crise politique, Salomé Zourabichvili annonce durant le Sommet pour la démocratie organisé par le président américain Joe Biden un processus pour « trouver le moyen de parvenir à une compréhension commune de l'histoire récente, pour aider à guérir les douleurs du passé et aller de l'avant ». Ce processus, qu'elle nomme l'Accord national, reçoit la bénédiction de l'Église orthodoxe géorgienne et est inauguré le 16 décembre 2021 lors d'une réception dédiée aux partis politiques au palais des Orbeliani. Des dizaines de figures politiques représentant le parti au pouvoir et l'opposition participent à cette récéption, qui est décrite comme « inhabituelle pour les élites politiques géorgiennes dominées par l'inimitié » par Civil Georgia. Durant cette réception, elle condamne la division nationale, la « polarisation sévère sur toute question » qu'elle cite comme une cause de la vague d'émigration et le manque d'unité nationale pour faire face aux conflits séparatistes. La présidente décrit le processus comme un « projet géorgien » sans intervention directe de l'étranger (un contraste avec les précédentes tentatives occidentales de négocier la fin de la crise politique).

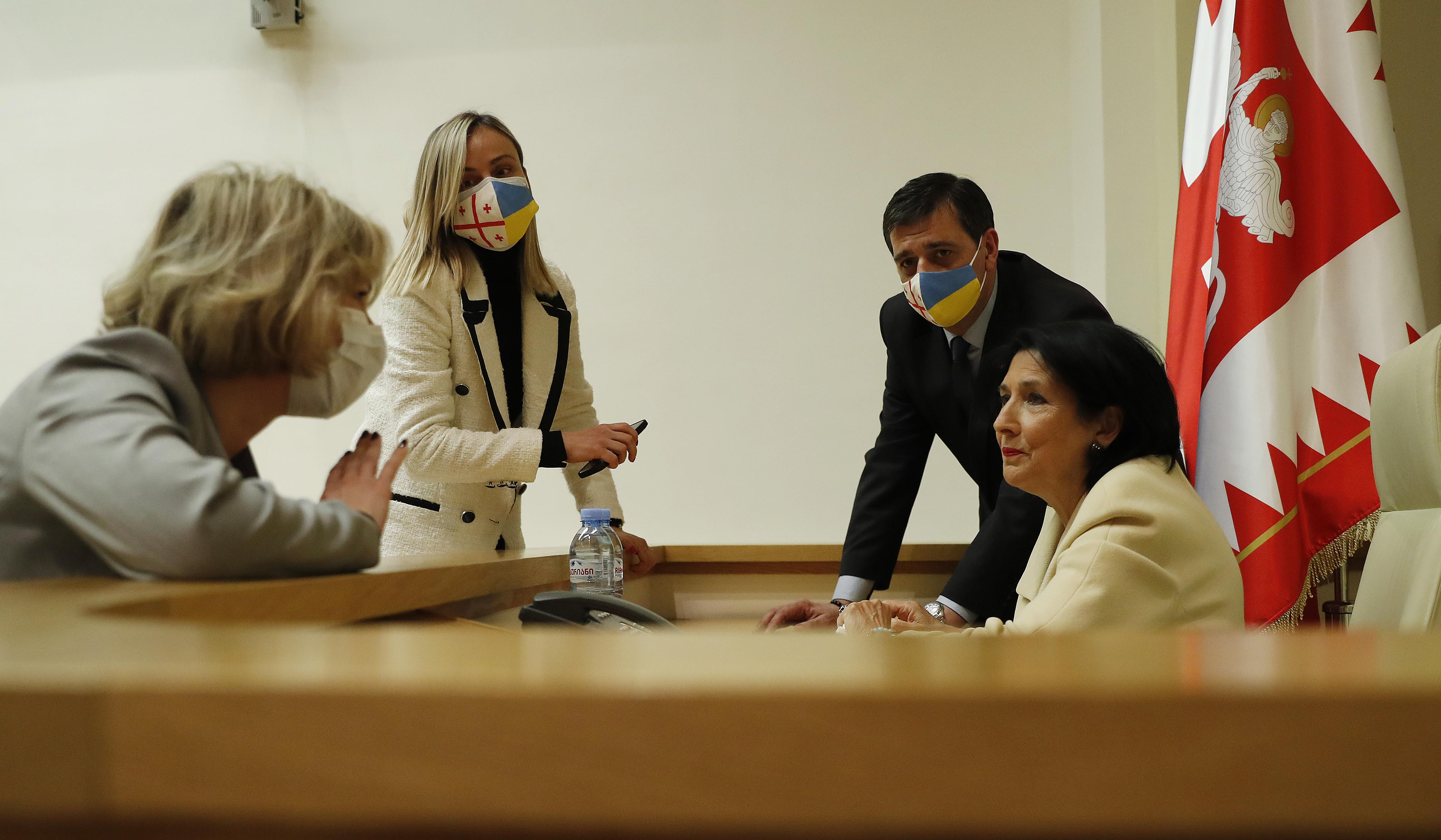
Salomé Zourabichvili au Parlement.

Nika Melia du MNU, qui refuse de participer à la récéption du 16 décembre, apporte son support envers le processus d'accord national le 21 décembre mais annonce en même temps une grève de la faim pour réclamer la libération de Mikheïl Saakachvili. Ce dernier applaudit aussi l'initiative mais fait appel à des manifestations massives contre le gouvernement. Irakli Kobakhidzé, président du parti majoritaire, nomme quant à lui la « justice » comme la base de toute réconciliation entre forces politiques nationales.
Le processus d'accord national a été décrit comme « non structuré », tandis que la présidente qualifie la première étape du processus comme un stade d'écoute : elle rencontre durant les premières semaines du processus des dizaines de figures politiques représentant les partis politiques géorgiens, ainsi que plusieurs organisations non-gouvernementales. Le 26 mai 2022, elle annonce une Déclaration de la Jeunesse du palais des Orbeliani, une lettre ouverte signée par des étudiants réclamant que les forces politiques s'unissent pour faciliter l'intégration de la Géorgie au sein de l'Union européenne.
Lors de son adresse parlementaire du 14 mars, la présidente critique publiquement les autorités ainsi que l'opposition, accusant les deux côtés d'être plus préoccupés par leurs intérêts politiques que par la perspective européenne du pays.
En mars 2023, elle déclare son intention de ne pas briguer de second mandat en 2024.

##### Désaccords avec le gouvernement et tentatives de destitution
Bénéficiant du support du RG-GD durant l'élection présidentielle de 2018, Salomé Zourabichvili est souvent assimilée au parti au pouvoir durant les premières années de sa présidence, malgré son statut non-partisan. Elle devient toutefois progressivement de plus en plus critique envers le gouvernement. Le 9 avril 2021, accusant le RG-GD de « manquer de courage », elle le critique pour n'avoir pas impliqué la présidence et l'opposition dans sa décision d'annoncer la candidature de la Géorgie à l'adhésion à l'Union européenne en 2024. En août, elle critique le gouvernement pour avoir abandonné l'Accord du 19 avril 2021 avec l'opposition, négocié par l'UE, puis qualifie d'« incompréhensible » la décision du Premier ministre Irakli Gharibachvili de refuser une ligne de crédit européenne. De même, sa position sur le détournement du vol Ryanair 4978 est bien plus critique que celle du ministère géorgien des Affaires étrangères. En novembre, elle qualifie d'« étape incompréhensible » la nomination de deux nouveaux membres au Haut Conseil de Justice considérés comme partisans du RG-GD.

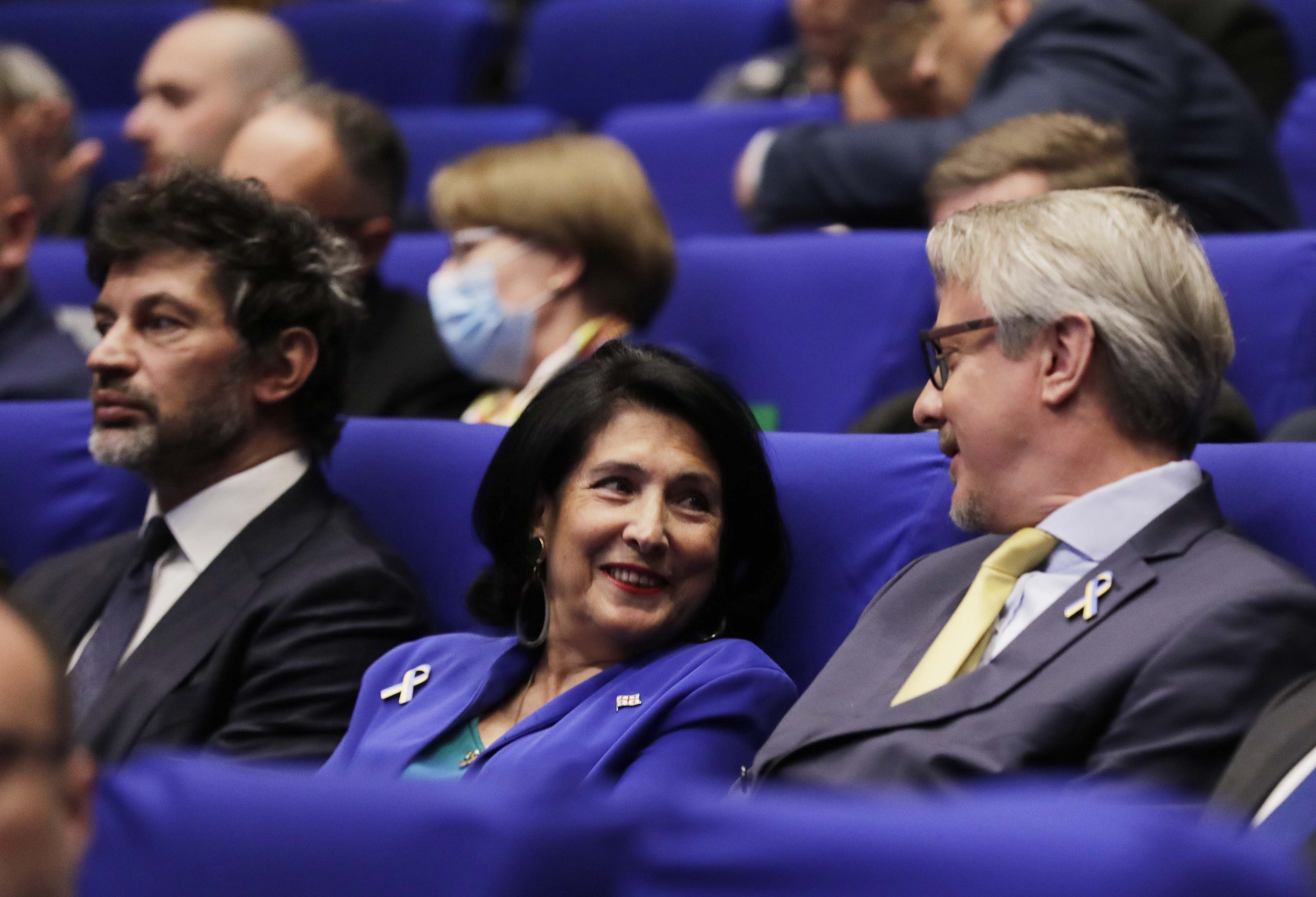
De gauche à droite : Kakha Kaladzé (maire de Tbilissi), Zourabichvili et Carl Hartzell (ambassadeur européen), mai 2022.

Le 27 décembre 2021, la présidente critique publiquement la proposition d'abolir le Bureau d'Inspecteur d'État, une agence gouvernementale indépendante. Cette agence est alors sous l'attention publique pour son enquête sur le traitement de Saakachvili en prison par les autorités pénitentiaires. Le Parlement vote la suppression du Bureau le 30 décembre et Zourabichvili signe néanmoins le projet de loi le 13 janvier 2022. Quelques semaines plus tard, Irakli Kobakhidzé, président du RG-GD, accuse la présidente d'interférer dans les affaires du Parlement quand elle critique la décision de terminer les mandats de trois députés d'opposition. Kobakhidzé l'accusera plus tard d'ingérence dans les affaires judiciaires du pays quand elle critique le système judiciaire de la Géorgie.
Les tensions entre l'administration de Zourabichvili et le parti au pouvoir s'aggravent à la suite du début de l'invasion russe de l'Ukraine, la présidente prenant une position fermement anti-russe, tandis que le gouvernement tombe dans une crise diplomatique avec l'Ukraine. Le 24 février, au lendemain de l'invasion, elle convoque une session extraordinaire du Parlement, mais le RG-GD bloque la convocation en refusant d'ouvrir les portes du Parlement. Quand elle demande de s'adresser au Parlement le 5 mars, le RG-GD lui force un délai de neuf jours et suivant son adresse du 14 mars, le parti l'accuse de violer la Constitution pour avoir invité personnellement le chargé d'affaires ukrainien Andri Kasianov. Zourabichvili condamne à plusieurs reprises les commentaires critiques de membres du gouvernement géorgien envers des dignitaires occidentaux, dont plusieurs membres du Parlement européen et les ambassadeurs américain et européen. Dans une adresse à la nation, elle accuse le gouvernement de Gharibachvili d'avoir coûté au pays son statut de réformateurs parmi les potentiels candidats à l'adhésion européenne et critique de même l'arrestation du journaliste anti-gouvernemental Nika Gvaramia, tout en refusant de le gracier. Elle révèle dans une interview avec l'agence géorgienne Palitranews le 2 juin n'avoir plus aucune communication avec le gouvernement.
La crise la plus profonde entre les deux côtés arrive quand la présidente est invitée à visiter Paris et Bruxelles par Emmanuel Macron et Charles Michel le 26 février, deux jours après le début de l'invasion. Le gouvernement lui refuse alors l'autorisation de voyager à l'étranger, lui demandant d'annuler ses visites prévues en France, Belgique, Allemagne et Pologne. Elle voyage néanmoins en France et à Bruxelles pour rencontrer la direction européenne, hors de l'aide diplomatique de son pays. Quand la présidente révèle la tentative du gouvernement géorgien de bloquer ses voyages diplomatiques, le RG-GD annonce le 15 mars une plainte contre elle auprès de la Cour constitutionnelle : elle est accusée d'avoir quitté le pays sans l'autorisation du gouvernement, ainsi que d'avoir refusé de nommer des ambassadeurs proposés par le Ministère des Affaires étrangères. Le Parlement est obligé d'adopter une nouvelle loi le 14 avril qui l'autoriserait à porter plainte contre la présidence, tandis que plusieurs ONG défendent Zourabichvili en démontrant que l'Article 52 de la Constitution géorgienne l'autorise à effectuer des voyages diplomatiques sans autorisation gouvernementale. Le 6 juin, le RG-GD annonce déposer sa plainte auprès de la Cour constitutionnelle pour ce qu'il décrit comme un refus de la présidente de nommer plusieurs ambassadeurs, une revendication niée par l'administration de Zourabichvili qui confirme que chaque candidat présenté par le gouvernement depuis le 1er janvier 2021 a été confirmé par la présidente. Le 31 août 2022, elle nomme Davit Bakradzé comme représentant permanent aux Nations unies, après avoir critiqué ses compétences quelques semaines plus tôt.

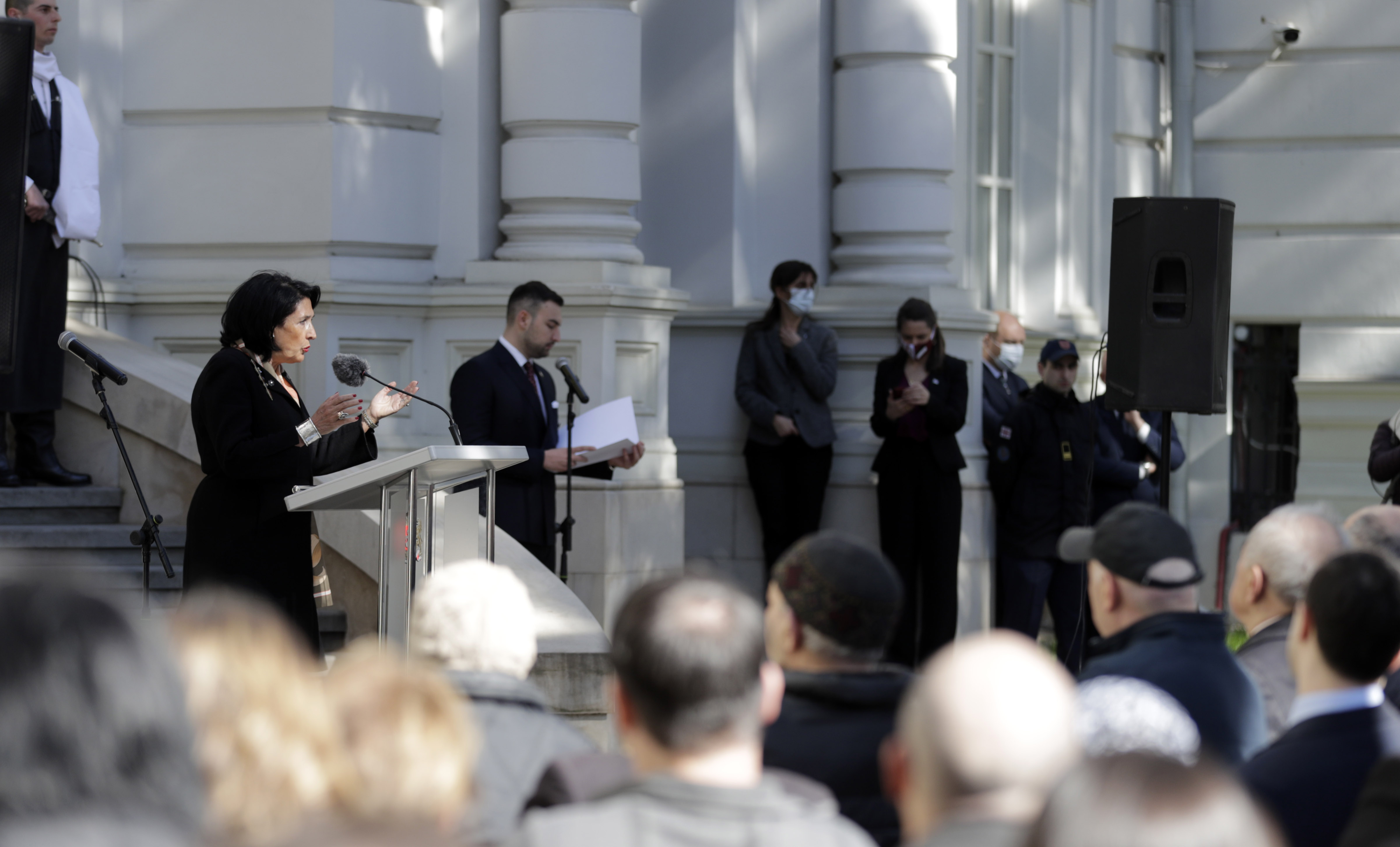
Zourabichvili s'adressant aux députés du Parlement de 1990-1992.

Le 22 juin, elle oppose son veto à un projet de loi élargissant les pouvoirs de surveillance du gouvernement, le premier veto de sa présidence. Elle est en effet opposée à la surveillance de masse comme une violation des droits de l'homme. En 2021, un document divulgué du Service de sécurité d'État révèle un plan pour espionner la présidente et son équipe.
Les relations entre la présidence et le gouvernement de Gharibachvili restent le sujet de tensions. Une session parlementaire extraordinaire convoquée par la présidente le 15 juillet pour adresser les réformes urgentes nécessaires pour l'adhésion à l'Union européenne est annulée par le Parlement. Le premier ministre l'a comparé à une « ennemie du pays » et a bloqué une seconde série de voyages diplomatiques de la présidente en juin en France, Pologne et Ukraine. Salomé Zourabichvili est devenu la cible de plusieurs accusations de la part d'un groupe de députés ayant quitté le RG-GD à l'été 2022 pour poursuivre une politique plus hostile envers l'Union européenne. Le 1er juillet, Tea Katoukia, ambassadrice de Géorgie en France et considérée comme une alliée de Zourabichvili, démissionne, citant comme raison de nombreuses pressions de la bureaucratie diplomatique. Le 6 août, elle refuse de nommer Guiorgui Kalandarichvili pour un nouveau mandat comme président de la Commission électorale centrale, largement vu comme un allié du gouvernement, ce qui mène à une critique de la part de la Commission.
Dans le contexte de l'invasion de l'Ukraine par la Russie de 2022, et alors que la procédure d'adhésion de la Géorgie à l'Union européenne a été mis en suspens, notamment en raison de son retard en raison de son manque de progrès sur le respect des droits de l'homme, des manifestations ont lieu contre un projet de loi du gouvernement du Premier ministre Irakli Garibachvili à partir de mars 2023, concernant le vote d'une nouvelle loi sur les agents étrangers considérée comme pro-russe,. Les critiques disent que le projet de loi représente un virage autoritaire et pourrait nuire à ses espoirs d'adhésion à l'Union européenne. Ils considèrent que la loi étouffe la liberté de la presse. La présidente Salomé Zourabichvili apporte son soutien aux manifestants, affirmant que « la voie de l'intégration européenne doit être protégée ». Elle annonce qu'elle opposera son veto au projet de loi, adopté en première lecture le 6 mars, avec 76 voix pour et 13 contre, au parlement. Le projet de loi est finalement retiré par le gouvernement le 9 mars 2023.
Le 23 juin 2023, Zourabichvili gracie Nika Gvaramia, avocat, homme politique d'opposition et ancien ministre sous la présidence de Mikheil Saakachvili, condamné en mai 2022 à trois ans et demi de prison et emprisonné pour avoir « nui aux intérêts financiers d’une chaîne de télévision qu’il avait auparavant dirigée »,.
Le 1er septembre 2023, le parti au pouvoir Rêve géorgien saisit la Cour constitutionnelle afin d'entamer un procédure de destitution à l'encontre de la présidente Salomé Zourabichvili. Le président du parti Irakli Kobakhidzé, estime que Zourabichvili a violé la constitution en réalisant une tournée dans certains pays de l'Union européenne pour soutenir la candidature du pays à l'entrée dans celle-ci, malgré l'avis contraire du gouvernement, responsable de la politique étrangère et qui lui avait notamment interdit de se rendre dans dix pays, dont l’Ukraine. Zourabichvili dénonce la procédure de destitution, estimant que cela vise à « tuer l’avenir européen de la Géorgie et la démocratie ». La Cour constitutionnelle autorise l'ouverture de la procédure le 16 octobre suivant. C’est la première fois dans l’histoire de la Géorgie qu’un président fait l'objet d'une procédure de destitution. Le 18 octobre, le Parlement rejette finalement la destitution avec 86 députés pour et 1 contre, l'opposition ayant boycotté le vote.
Le 3 avril 2024, le nouveau Premier ministre Irakli Kobakhidze annonce le retour du projet de loi controversé sur les agents de l'étranger,. Le terme « agent de l’étranger » a ainsi été supprimé et remplacé par « organisation servant les intérêts d’une puissance étrangère ». De nouvelles manifestations éclatent en opposition à cette loi à partir du 15 avril suivant. La présidente Salomé Zourabichvili dénonce à nouveau une tentative du gouvernement et du parti Rêve géorgien de compromettre le processus d'adhésion de la Géorgie à l'Union européenne au profit de l'influence russe, et annonce qu'elle utilisera son droit de véto. Dans ce contexte, elle accorde sa grâce présidentielle à Lazare Grigoriadis, manifestant condamné en 2023. Le 14 mai 2024, la loi sur les agents étrangers est adoptée en troisième lecture par 84 voix contre 30, en dépit des manifestations massives. Comme elle l'avait annoncé auparavant, la présidente Zourabichvili met son veto au projet de loi controversé, utilisant cette prérogative le 18 mai suivant,. Le projet de loi est finalement signé par le président du Parlement Chalva Papouachvili le 3 juin, la présidente ayant refusé de le promulguer.
Le 2 octobre 2024, elle refuse de signer un texte de loi restreignant les droits LGBT. Le 7 octobre suivant, le parti au pouvoir annonce initier une nouvelle procédure de destitution à l'encontre de la présidente sortante, l'accusant d'avoir abusé de ses prérogatives en ayant voyagé en Europe sans l'autorisation du gouvernement, soit le même motif que pour la première procédure de destitution en octobre de l'année précédente.
En vue des élections législatives d'octobre 2024, la présidente Zourabichvili soutient la formation d'une coalition pro-européenne. Elle dénonce une « falsification totale » du scrutin et accuse la Russie d'avoir perpétré une « opération russe spéciale, une forme moderne de guerre hybride contre le peuple géorgien ». Elle appelle elle aussi à manifester le lendemain 28 octobre, comme l'opposition, après que l'annonce du gouvernement de mettre en pause le processus de négociations avec l’UE jusqu'en 2028,. Celle-ci rassemble des milliers de manifestants devant le Parlement. Le 16 novembre, la commission électorale confirme le résultat des élections. Salomé Zourabitchvili dénonce un système de fraude sophistiqué inspiré des méthodes russes, mais refuse de répondre à une convocation du parquet enquêtant sur ses déclarations. Le 19, Salomé Zourabitchvili dépose un recours devant la Cour constitutionnelle pour obtenir l’annulation des dernière élections. Elle dénonce un gouvernement illégitime et annonce qu'elle restera en poste tant que de nouvelles élections n'auront pas eu lieu.

#### Développement régional
Une promesse de sa campagne électorale, le développement économique des régions de Géorgie est l'une des priorités de la présidence de Zourabichvili, une priorité néanmoins ralentie par la pandémie de Covid-19. À la suite de cette pandémie et de la réouverture du tourisme interne, la présidente lance la campagne « Découvrez la Géorgie » avec pour but d'encourager les Géorgiens de Tbilissi de passer leurs vacances dans les régions géorgiennes.
À travers son mandat, Zourabichvili doit aussi répondre aux défis socio-économiques et politiques des régions. En avril 2021, après des semaines de manifestations contre le projet de centrale hydroélectrique à Namakhvani (Iméréthie), elle propose la création d'un groupe d'experts composé de représentants de plusieurs secteurs pour étudier les avantages et risques écologiques de la centrale, une offre qui est toutefois rendue inutile quand le gouvernement annule le contrat de construction de la centrale. Salomé Zourabichvili est une partisane de l'utilisation de l'hydroélectricité, qualifiant le développement de centrales hydroélectriques de « garantie » pour l'indépendance énergétique du pays et niant les préoccupations environnementales qui y sont liées.

#### Politique culturelle

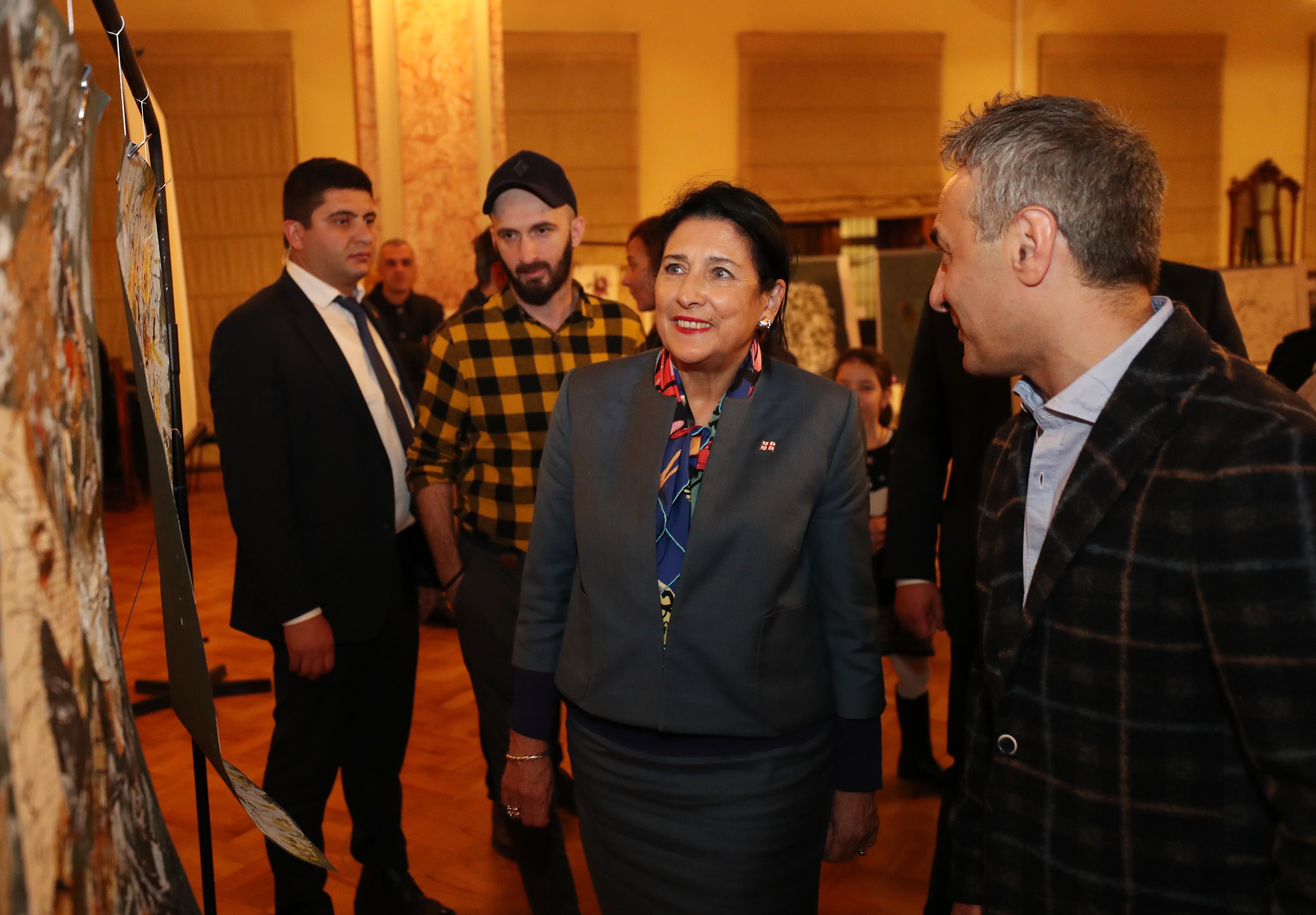
Zourabichvili visitant le Museum of Modern Art de New York.

Salomé Zourabichvili a cité la culture comme un outil pour l'intégration de la Géorgie au sein de l'Union européenne. Ainsi, elle a poussé avec succès la remise de la European Heritage Award de 2019 à Moutso, un village médiéval de la région montagnarde de Khevsoureti, déclarant à Paris que « Moutso est la Géorgie, Moutso est l'Europe ». De même, elle a soutenu et mis sous ses auspices les fouilles archéologiques polonaises de Koutaïssi qui cherchent à confirmer l'ancienneté de la Colchide. En juillet 2019, elle visite Munich pour demander à la direction de la Fédération internationale de basket-ball de faire de la Géorgie l'un des hôtes du Championnat d'Europe de basket-ball 2022, une visite qui finit avec la victoire de la Géorgie dans l'appel d'offres. En septembre 2019, elle lance plusieurs projets de coopération culturelle avec les États-Unis, rencontrant des représentants de la cinématographie américaine et du Museum of Modern Art de New York.
Dans cette sphère, Zourabichvili considère la tolérance religieuse et ethnique comme l'une des valeurs principales de la Géorgie et propose ainsi d'intégrer la tolérance géorgienne dans la liste de patrimoine culturel immatériel de l'UNESCO. En mars 2019, lors d'une visite de la ville de Gardabani (à majorité ethnique azérie), elle déclare être « fière que la Géorgie soit un endroit où des personnes d'origines et de confessions diverses vivent en paix ». Elle a de même poussée pour l'intégration des minorités ethniques au sein de la société géorgienne en soutenant des programmes d'enseignement de la langue géorgienne en Samtskhé-Djavakheti, région majoritairement arménienne. Lors des tensions de Bouknari de janvier 2021 qui voient des groupes chrétiens et musulmans s'affronter en Gourie sur la construction d'une mosquée, elle critique les deux côtés et souligne l'importance de la « diversité religieuse » en Géorgie.
En décembre 2019, la présidente Zourabichvili, lors d'un discours sur l'établissement d'un centre de kartvélologie, doit faire face à une vague de critiques quand elle cite la culture comme la plus puissante arme géorgienne pour influencer le Caucase. Son commentaire sur le sujet, incluant la phrase « nous n'avons ni armée ni économie », est condamnée par le ministre de la Défense Irakli Gharibachvili, le chef des forces armées géorgiennes Vladimer Tchatchibaïa (qui dit alors que l'armée géorgienne est la plus forte de la région) et plusieurs groupes d'opposition, dont le MNU, le Parti républicain et Lelo pour la Géorgie. Ces critiques sont repoussées par l'Administration de la Présidente, qui accuse l'opposition de tenter de créer une fissure entre la présidence et le RG-GD.

#### Santé
La lutte contre le cancer est l'un des points focaux de la politique de santé de la présidence de Zourabichvili. Dans ce cadre, elle a fait appel à une plus grande coopération avec la branche européenne de l'Organisation mondiale de la santé.

##### Pandémie de Covid-19

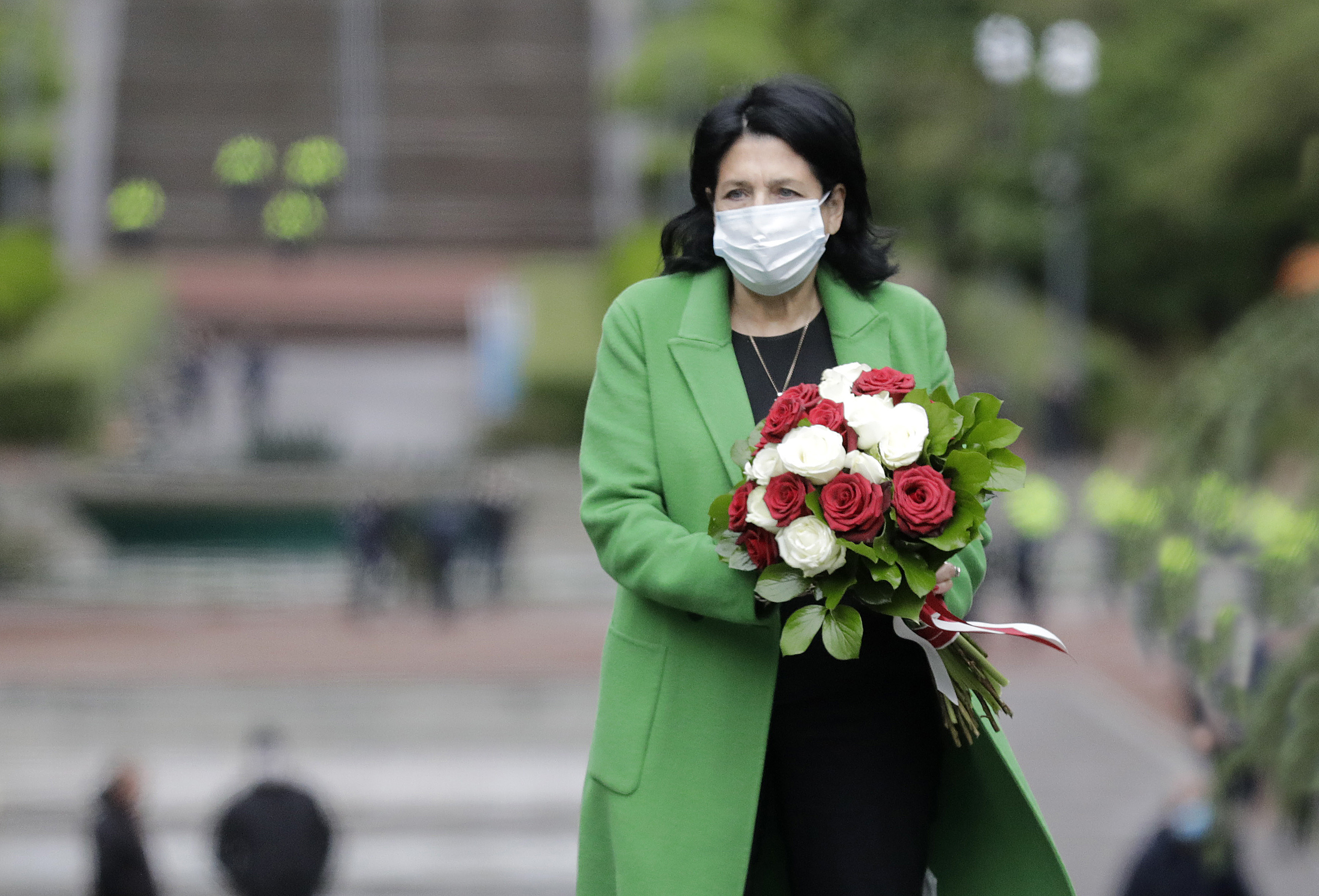
Zourabichvili portant un masque durant la pandémie.

Le premier cas de Covid-19 en Géorgie est confirmé le 26 février 2020, à la suite de quoi le gouvernement géorgien de Guiorgui Gakharia entame des mesures restrictives et ouvre un conseil de coordination composé de certains ministres et de l'administration de la présidente. Le 19 mars, Salomé Zourabichvili participe à la rencontre du Conseil de Sécurité nationale sur la pandémie et le 21 mars, alors que le pays voit un total de 49 cas et à la suite d'une demande de Gakharia, la présidente déclare l'état d'urgence à travers le pays, donnant au gouvernement le pouvoir de restreindre la liberté de mouvement et d'imposer une quarantaine sur certaines municipalités infectées dans le pays. Le Parlement de Géorgie approuve la déclaration d'état d'urgence avec 115 voies (sur 150), un résultat rare auquel l'opposition participe. Le 21 avril, Zourabichvili étend l'état d'urgence jusqu'au 21 mai 2020.

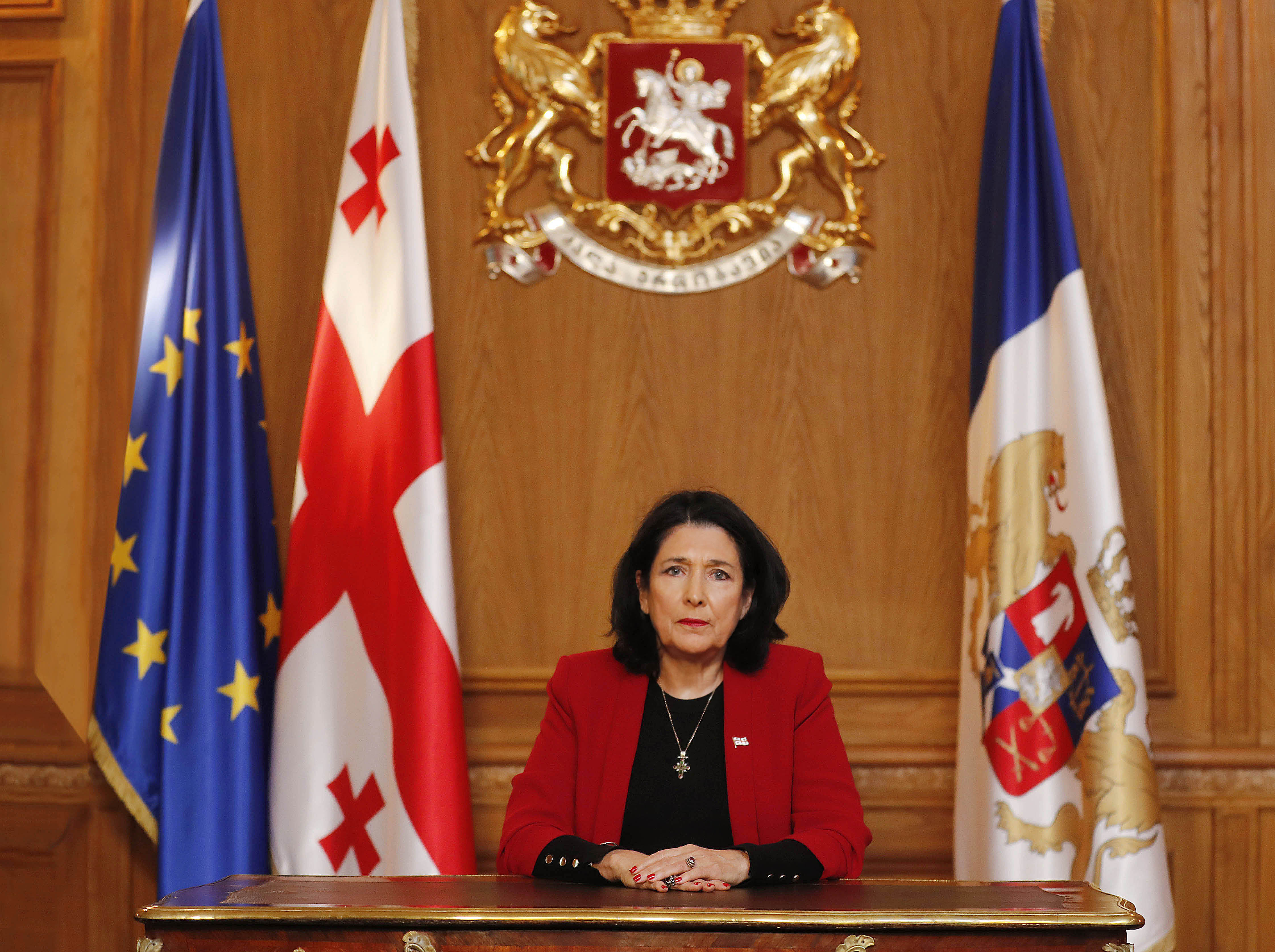
Zourabichvili déclare l'état d'urgence.

À travers la pandémie, la présidente supporte fortement les restrictions imposées par le gouvernement et condamne ce qu'elle considère comme être un « populisme » contre les mesures restrictives anti-pandémiques. Lors de la fête de Pâques d'avril 2020, Zourabichvili se trouve opposée à la direction de l'Église orthodoxe géorgienne et fait appel à la population de ne pas se rendre dans les églises. Le 9 avril 2021, lors de son adresse parlementaire, la présidente critique l'affaire Pozner (un scandale qui voit un journaliste russo-américain et plusieurs de ses amis venus en Géorgie pour célébrer son anniversaire en violation de nombreuses règles locales) et fait appel au gouvernement de mettre en force les mesures restrictives à tout moment, y compris lors de fêtes religieuses. Lors de la réouverture limitée de l'économie du pays en juin 2020, la présidente organise une campagne encourageant les Géorgiens à s'engager dans le tourisme intérieur et à voyager à travers les régions géorgiennes.
Dans les premiers mois de la pandémie, elle entretient plusieurs appels téléphoniques avec des chefs d'État et de gouvernement étrangers, en commençant par les présidents d'Arménie Serge Sarkissian et d'Azerbaïdjan Ilham Aliyev le 15 avril 2020. Elle condamne de plus les cyberattaques et la campagne de désinformation organisées par la Russie contre le Laboratoire Richard Lugar de Tbilissi, chargé des efforts géorgiens contre la pandémie.
Au contraire du gouvernement Gakharia, le Premier ministre Irakli Gharibachvili refuse de mettre en place des restrictions strictes. Le 3 novembre 2021, Zourabichvili critique l'Église pour n'avoir pas approuvé formellement la vaccination et demande au gouvernement d'introduire plusieurs mesures pour encourager la vaccination contre le Covid-19, dont l'introduction de passes sanitaires et retirer les personnes non-vaccinées du système de santé universelle en leur faisant payer leur traitement. Le 1er décembre, les passes sanitaires deviennent obligatoires pour avoir accès à plusieurs catégories d'espace public.

#### Questions sociales

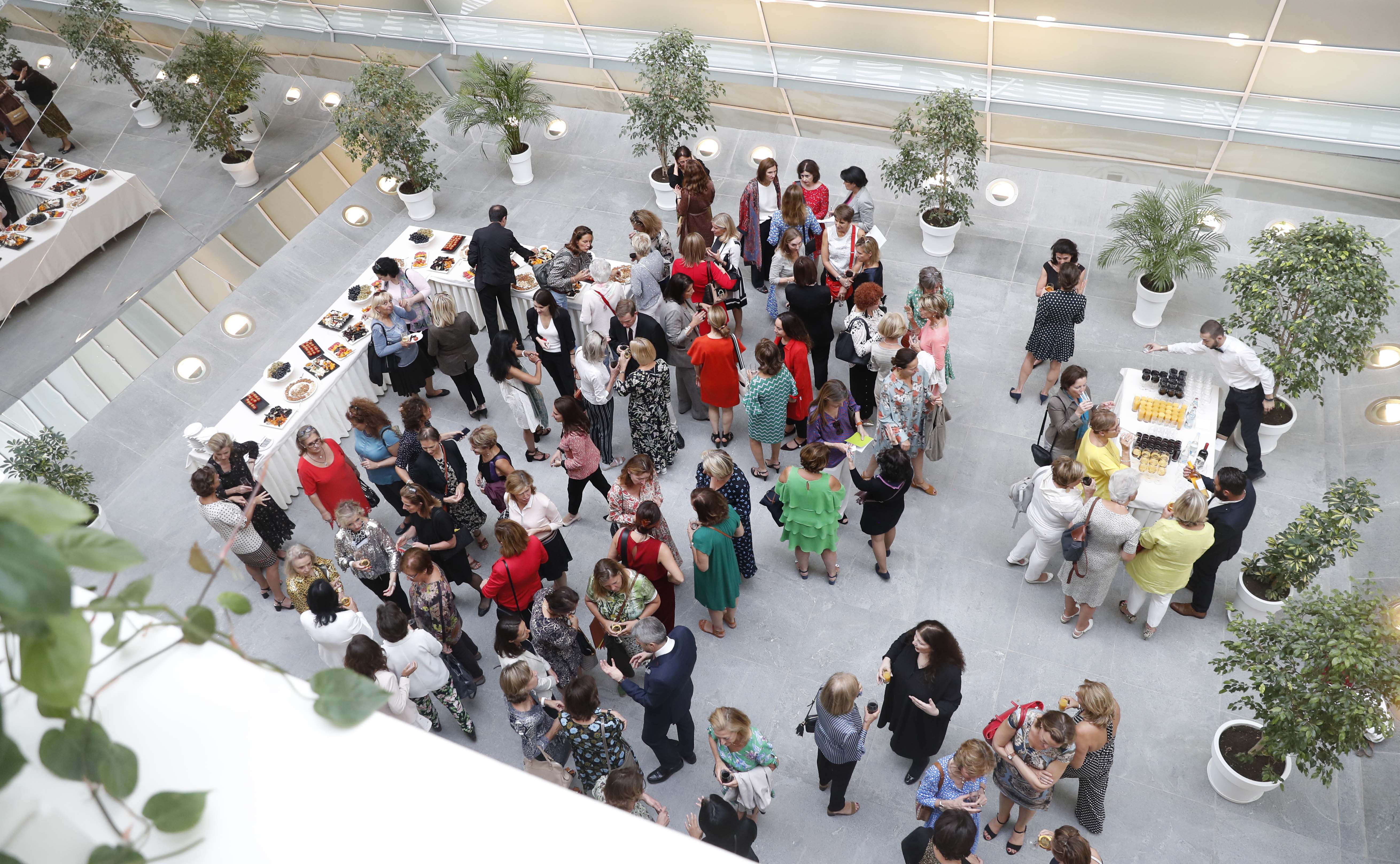
Récéption en l'honneur de femmes d'affaires européennes au palais des Orbeliani.

En tant que première femme élue à la présidence de la Géorgie, Salomé Zourabichvili a défendu les droits des femmes et l'égalité des sexes via différentes tribunes politiques, notamment organisant plusieurs rencontres et participant à plusieurs conférences dédiées à l'autonomisation des femmes. Elle accueille en octobre 2019 un groupe de femmes d'affaires venant de France et de Belgique au palais des Orbeliani et déclare alors que la « contribution des femmes dans les cercles politiques, culturels, entrepreneuriaux et éducationnels est clé au développement national ». En février 2021, durant la visite d'Ann Linde en Géorgie en tant que présidente-en-fonction de l'OSCE, Zourabichvili annonce un plan d'organiser une conférence internationale pour les femmes impliquées dans la résolution de conflit à Tbilissi. Suivant les élections municipales de 2021, elle critique le manque de femmes élues dans les conseils municipaux. Le 17 juin 2022, Salomé Zourabichvili organise la Conférence internationale des femmes de Tbilissi, un congrès de femmes en politique, culture, business, société civile et journalisme pour adresser le rôle de la femme dans la résolution des conflits.
Sous sa présidence, la question des droits de la communauté LGBTQ est un sujet de débats nationaux, en particulier autour de la Marche de la Fierté de Tbilissi de 2019 qui est annulée par les autorités par crainte de violence des groupes d'extrême-droite. Elle déclare alors son opposition à « toute discrimination » mais elle se retrouve opposée par l'organisation Tbilisi Pride quand elle rajoute que « le pays doit faire face à assez de controverses et n'a pas besoin de plus de provocations venant de n'importe quel côté du débat LGBTQ », l'organisation critiquant l'égalisation entre « citoyens pacifiques et fondamentalistes agressifs ». Plus tard, lors d'un discours à Strasbourg, elle lie les « traditions religieuses et le puritanisme soviétique » au caractère anti-LGBTQ d'une partie de la société géorgienne, mais souligne que le débat est exagéré considérant qu'il n'existe pas de cas connu de discrimination venant de la part des autorités. Un an après les protestations anti-LGBTQ du 5 juillet 2021 qui mènent à de la violence contre de nombreux journalistes, la présidente condamne le « manque de justice » et accuse les groupes d'extrême-droite d'être liés à la Russie.
La présidente Zourabichvili soutient l'adoption de règles contre la diffamation et le discours de haine, la Géorgie ayant décriminalisé la diffamation en 2004. Lors de son discours du Nouvel An 2019, elle souligne le besoin de protéger « simultanément la liberté d'expression et la dignité humaine », déclarant que la protection contre les fausses informations et le discours de haine est nécessaire « pour retourner la paix à une société divisée par la polarisation et pour empêcher toute menace à notre démocratie ». Ces remarques seront plus tard partagées par le catholicos-patriarche Ilia II et le président du parlement Irakli Kobakhidzé. Cette mesure est toutefois critiquée par plusieurs groupes de la société civile et plusieurs ONG démontrent leur opposition lors d'une rencontre au palais des Orbeliani. Zourabichvili a néanmoins continuée à pousser en faveur de réglementations contre la diffamation, critiquant le « bas taux de responsabilité, ainsi que des réseaux sociaux souvent contrôlés par des pouvoirs étrangers » et citant la loi contre la manipulation de l'information de France comme un exemple à suivre.

#### Scandale des grâces de 2019

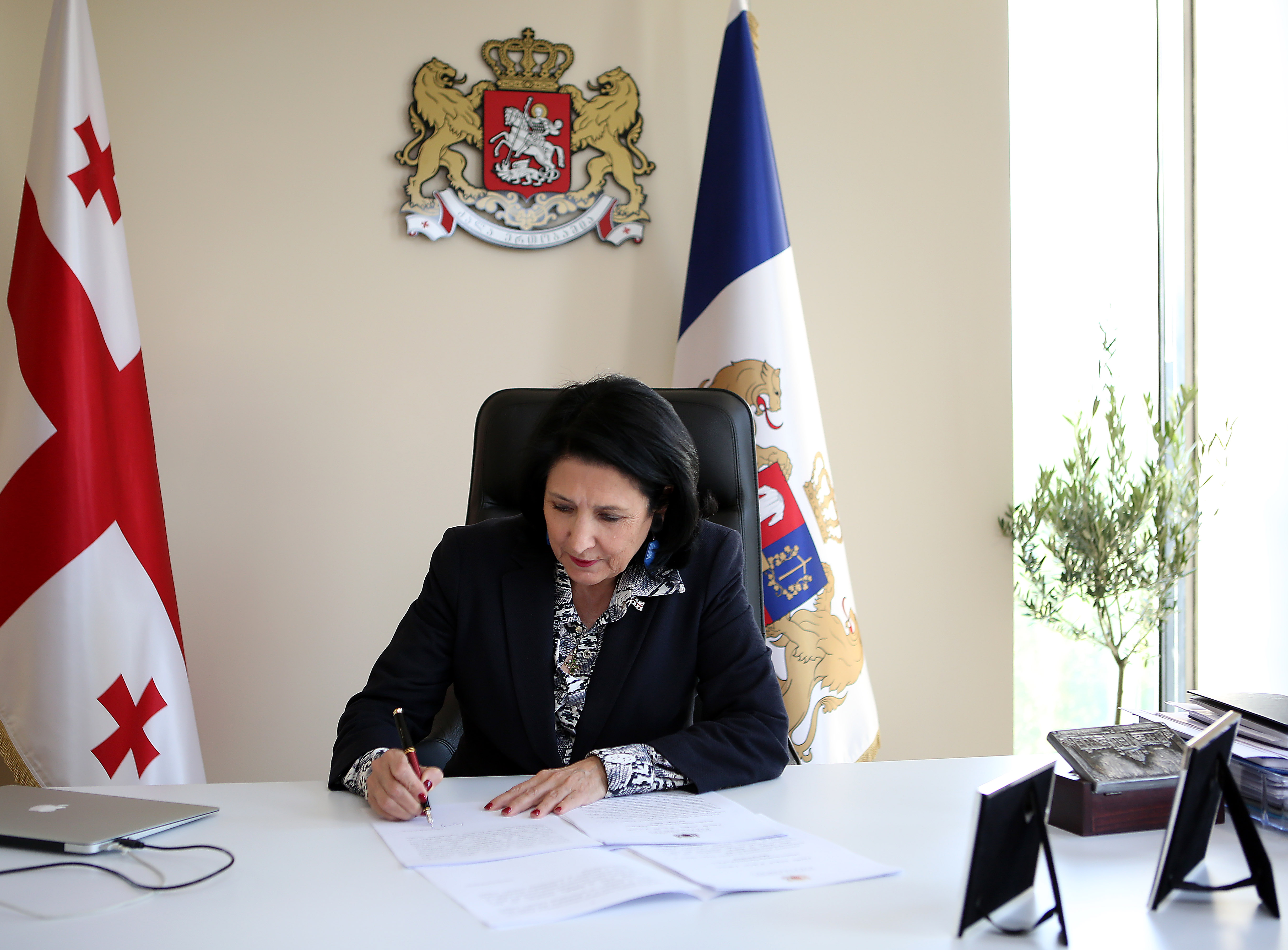
Zourabichvili signant des actes de grace en 2019.

Salomé Zourabichvili a longtemps critiqué la politique d'amnistie de son prédécesseur Guiorgui Margvelachvili qui, selon elle, abuse de son droit de grâce en libérant des milliers de prisonniers durant sa présidence pour des raisons politiques. À la place, la présidente considère le droit de grâce comme un pouvoir réservé pour des « cas individuels ». S'opposant à l'existence de la Commission des grâces en tant qu'agence opérant sous la présidence, elle ne nomme pas de successeurs aux membres de la commission dont les mandats expirent à la fin de la présidence de Margvelachvili, puis suspend ses activités en janvier 2019. En février, lors de son discours annuel au parlement, elle soutient le transfert de la Commission au sein du ministère de la Justice.
Le 28 août 2019, Salomé Zourabichvili gracie 34 prisonniers en commémoration du Jour de Sainte-Marie. Une fuite dans les médias révèle que parmi ces 34 individus figurent Ramaz Devadzé (en prison pour le meurtre d'un policier en 2014), Aslan Bejanidzé (en prison pour le meurtre d'un homme de 18 ans) et Zourab Nadiradzé (un ancien dignitaire du gouvernement de Zviad Gamsakhourdia recherché par les autorités pour une accusation de meurtre qu'il réfute et en exil depuis en République tchèque). Cette découverte est suivie par une vague de critiques par des membres du gouvernement, dont Artchil Talakvadzé (président du Parlement), Tea Tsouloukiani (ministre de la Justice), Kakha Kaladzé (maire de Tbilissi), Guiorgui Gakharia (ministre des Affaires intérieures), Guia Volski (chef de la majorité parlementaire), Nino Lomdjaria (défenseur public) et Sophio Kiladzé (présidente du Comité parlementaire des droits de l'homme). De l'opposition, la députée Irma Nadirachvili (GE) la nomme « irresponsable », Guigui Ougoulava (GE) demande sa destitution par le parlement et Roman Gotsiridzé (MNU) l'accuse de corruption. Durant le scandale, la présidente refuse de répondre aux questions, citant le droit discrétionnaire de la présidence sur la grâce.
Zourabichvili nie néanmoins toute allégation de corruption au sein de son administration, ainsi que les liens entre la grâce de ces prisonniers et son secrétaire parlementaire Dimitri Gabounia, un ancien avocat de défense. Tandis que Nadirachvili demande la mise en prison de Gabounia, ce dernier nie avoir joué un rôle dans la décision présidentielle, condamne les grâces accordées, menace de porter plainte contre diffamation et accuse Angui Khoutsichvili, adjoint au chef de l'Administration présidentielle, d'être plus impliqué dans le scandale. La députée Salomé Samadachvili (MNU) fait appel à une enquête parlementaire, mais la GE demande une enquête du Bureau du Procureur, une enquête qui commence le 20 septembre 2019.

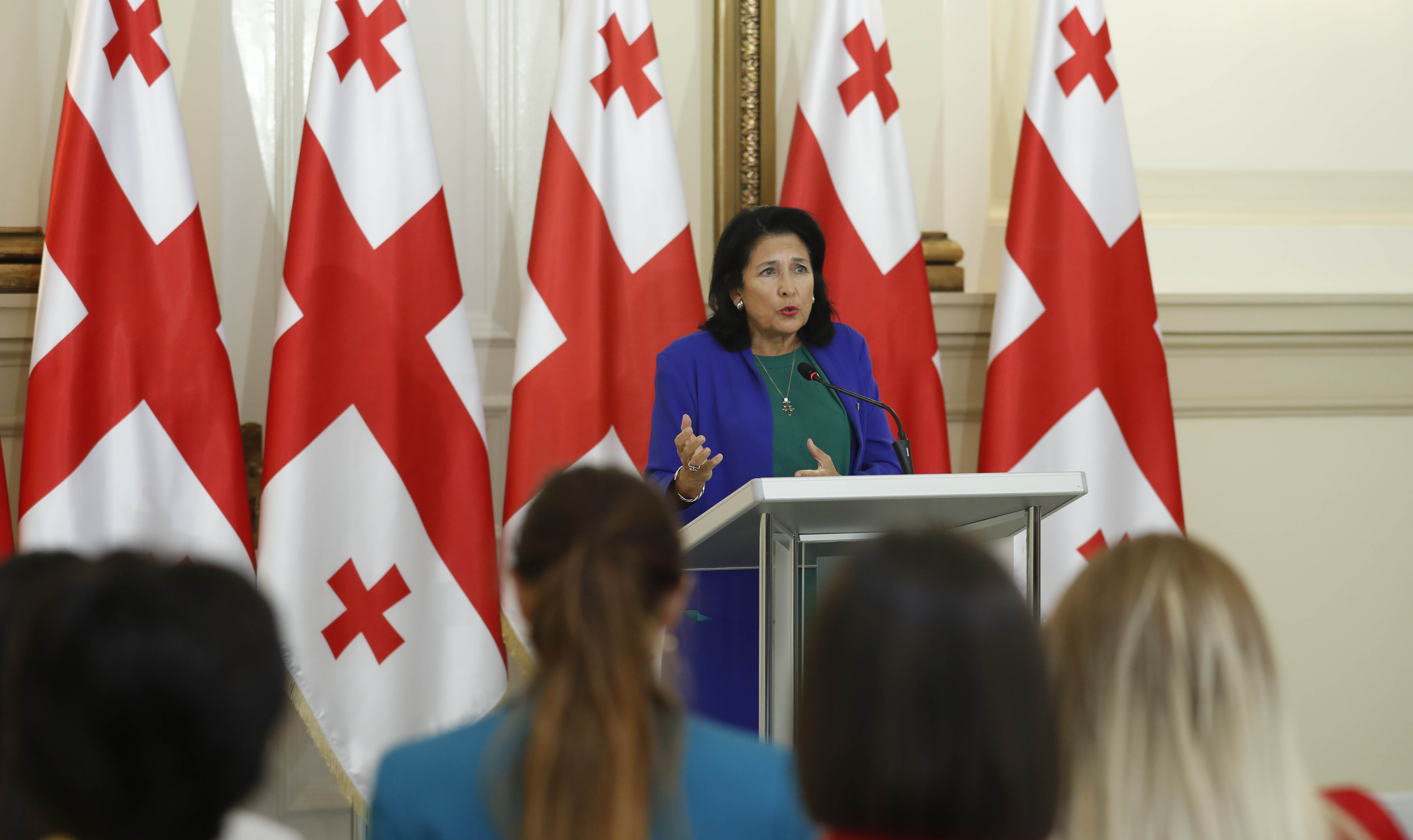
Zourabichvili s'adressant à la presse durant le scandale.

Le 18 septembre, Zourabichvili signe un moratoire sur les grâces en attendant de réformer le processus. Elle demande au Parlement de réévaluer les règles de grâce et commence des consultations avec Artchil Talakvadzé et Tea Tsouloukiani. Le 26 novembre, elle signe un décret changeant la ligne directive du pouvoir de grâce mise en place en 2014. Les nouvelles règles réduisent largement le nombre de grâces présidentielles, prennent en compte le motif criminel, le dommage causé à la société et la santé du prisonnier, obligent le président à reconsidérer un acte de clémence si un crime a été commis dans le cadre de violence conjugale, contre un mineur ou contre un membre des forces de l'ordre, retardent le droit de demander la grâce présidentielle d'un individu condamné à la prison à vie de 15 à 20 ans après le début de sa peine, obligent un criminel condamné à plus de cinq ans de prison à servir au moins les deux tiers de sa peine avoir d'être gracié et abolissent le droit de grâce pour les criminels non violents qui n'ont pas servi au moins une partie de leur peine, tout en adoucissant l'attitude envers les crimes moins sérieux. Son administration promet de travailler sur un programme pour une nouvelle Commission des grâces.

#### Relations avec l'Église
En tant que présidente, les relations entre Salomé Zourabichvili et l'Église orthodoxe géorgienne, la plus puissante institution religieuse de Géorgie liée au gouvernement via le Concordat entre l'État et l'Église de 2002 et plus de 25 millions de laris de subventions publiques annuelles, varient à de nombreuses reprises. Elle condamne plusieurs fois ce qu'elle décrit comme des « tentatives par certaines forces politiques de présenter des faux désaccords entre l'État et l'Église » et supporte officiellement le Concordat de 2002.
D'un autre côté, ces relations sont distinguées par la campagne notable d'une partie du clergé géorgien contre la candidature de Zourabichvili lors de l'élection présidentielle de 2018 et son support envers la décriminalisation du cannabis. Durant sa campagne et malgré un appel par le catholicos-patriarche Ilia II pour que le clergé reste politiquement neutre, plusieurs métropoles, évêques et prêtres condamnent Zourabichvili avant son élection, tandis qu'elle s'oppose publiquement à l'interférence de l'Église au sein des affaires du gouvernement. En janvier 2020, elle refuse de signer un acte de grâce pour le diacre Guiorgui Mamaladzé, en prison pour tentative de meurtre d'une dignitaire de l'Église, mais dont la clémence est officiellement demandée par le Saint Synode.

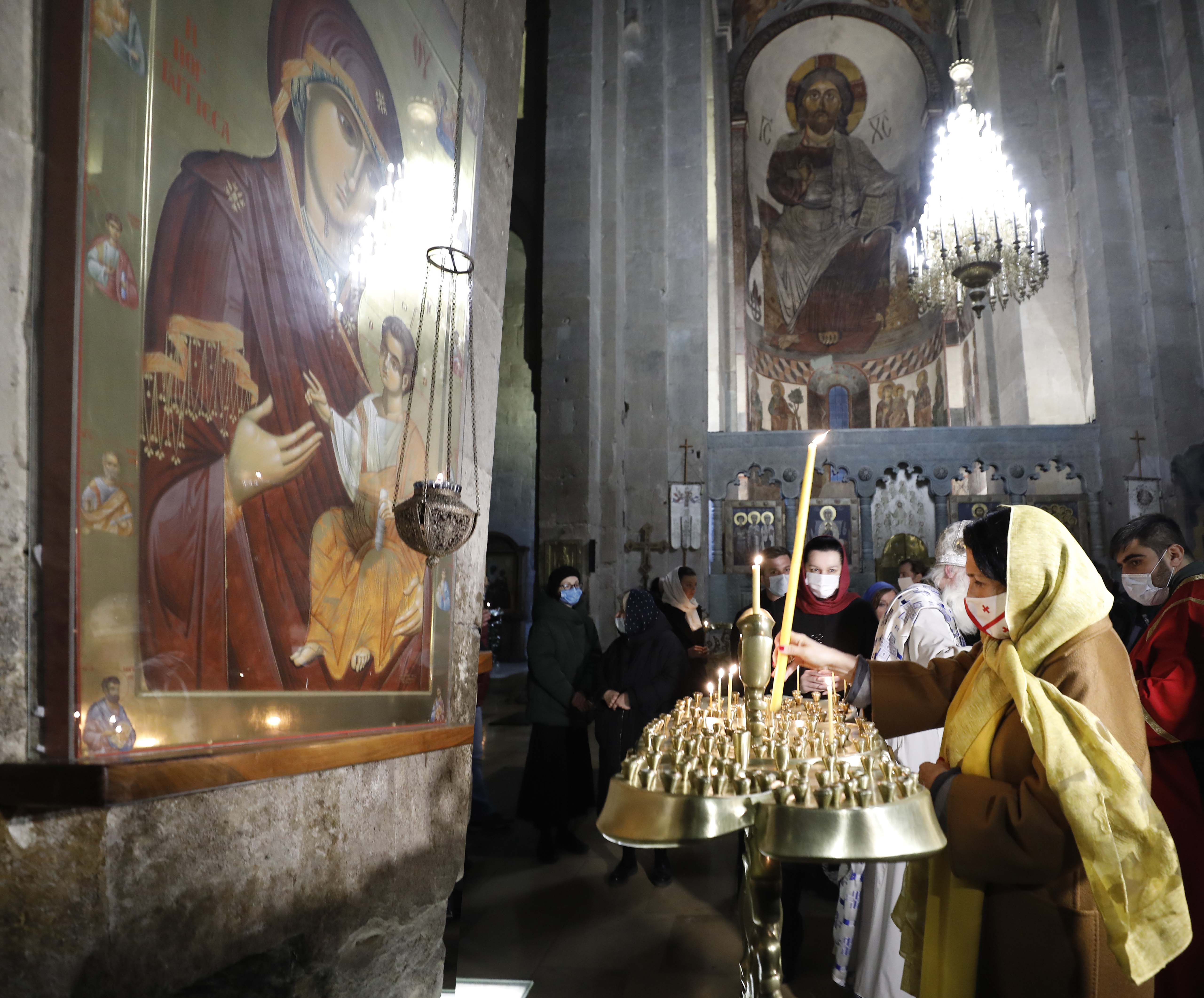
Zourabichvili durant une messe dédiée aux victimes ukrainiennes de l'invasion russe de 2022.

Salomé Zourabichvili souligne ses critiques envers l'Église durant la pandémie de Covid-19 : elle demande aux autorités religieuses d'accepter de célébrer la messe de Pâques dans de différentes circonstances en 2019, avant d'accuser certains membres du clergé de comportement « absolument inacceptable » pour leurs sentiments contre la vaccination, comparant la déclaration de certains prêtres orthodoxes à une « interférence dans les affaires de santé publique qui risque d'avoir de graves ramifications à travers la société ». Refusant d'abord de décrire sa position sur l'autocéphalie de l'Église ukrainienne avant celle du Patriarcat géorgien (qui ne la reconnait pas), elle change son opinion durant l'invasion russe de l'Ukraine et fait appel à la reconnaissance de celle-ci.
Parallèlement, Zourabichvili est la première cheffe d'État géorgienne à signer des accords bilatéraux avec le Vatican, inaugurant une série de coopérations culturelle, éducationnelle et scientifique lors d'une visite en juin 2021,. Un an plus tard, le 27 juin 2022, la chapelle Sixtine accueille un concert de chants religieux géorgiens parrainé par la présidente, le pape François et le catholicos géorgien, inaugurant ainsi la coopération culturelle bilatérale.

### Politique internationale

#### Vers l'Europe

##### Nouvelle vision

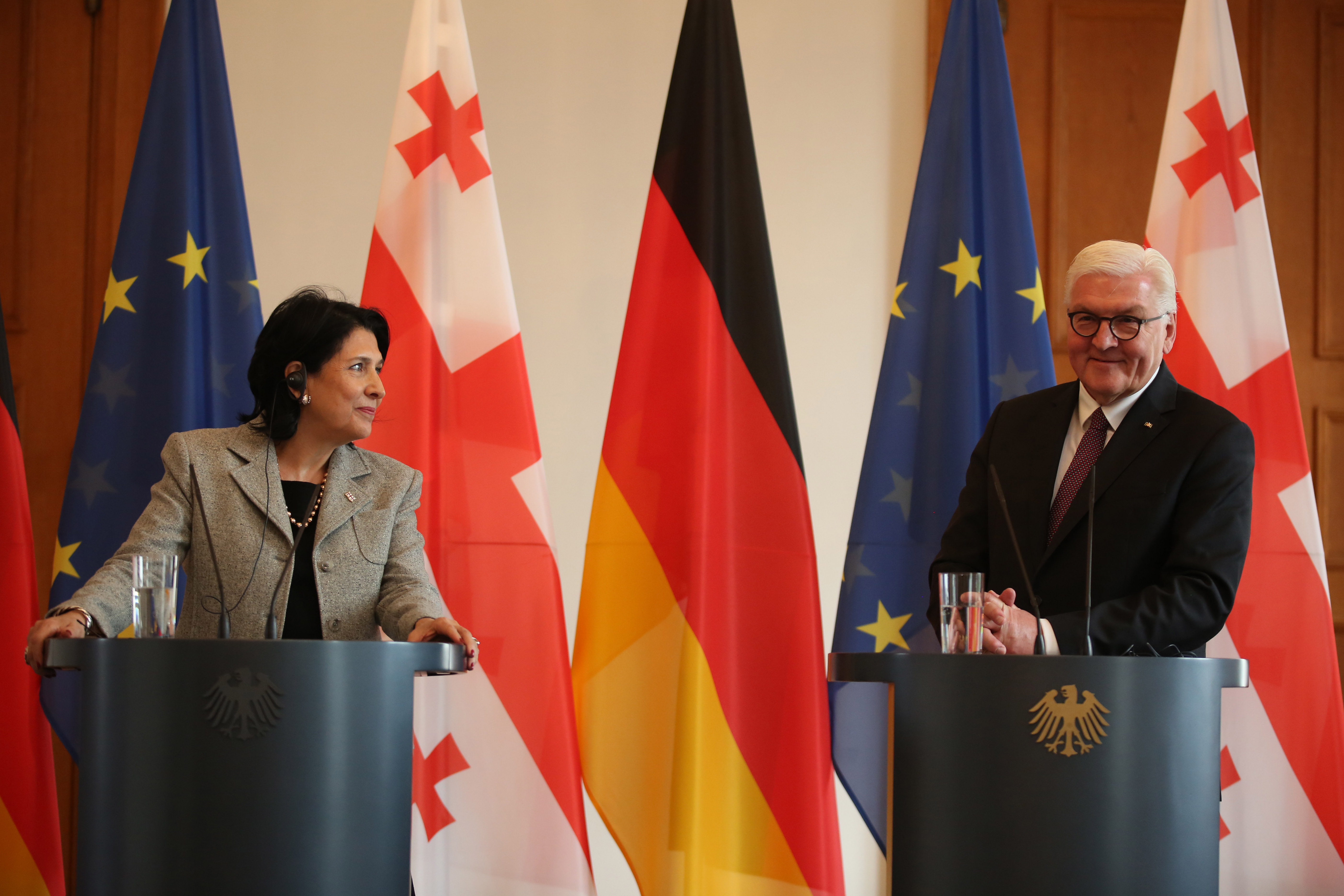
Conférence de presse de Zourabichvili et du président allemand Steinmeier.

Élue présidente de la Géorgie, un pays qui bénéficie du Partenariat oriental, de l'Accord d'Association avec l'UE, d'un accord de libre-échange et d'un régime sans visa avec l'Union européenne, Salomé Zourabichvili est une forte supportrice de l'adhésion de son pays à l'UE, une priorité qu'elle cite déjà en tant que présidente-élue en novembre 2018. Son arrivée au pouvoir correspond toutefois aux négociations de Brexit, une situation qui rend toute chance de discussions sur la candidature de la Géorgie plus difficile. Zourabichvili, qui sert de professeur sur le futur européen à Sciences Po, considère néanmoins Brexit comme une opportunité vers plus de possibilités pour les pays cherchant à devenir candidats pour l'adhésion, déclarant en mai 2020 que l'« Europe avance en temps de crises » et que le départ de la Grande-Bretagne peut donner naissance à une « nouvelle Europe » avec plus de formats de coopération en éducation, culture, transport, sécurité et défense. En mars 2019, elle soutient publiquement l'appel du président français Emmanuel Macron vers une « renaissance européenne ».

Sa vision sur l'adhésion géorgienne à l'UE est décrite dans un éditorial qu'elle rédige pour Civil Georgia en septembre 2019 : 
« Pour la Géorgie, le choix est clair : ce n'est que le retour en Europe. Non seulement rejoindre l'Europe est une garantie pour la préservation de notre souveraineté nationale, c'est un retour à notre famille dont nous avons été séparés par une occupation soviétique de 70 ans. Rejoindre l'Europe est une garantie de stabilité et de croissance de notre démocratie. »
Les divisions entre Zourabichvili et le RG-GD sont particulièrement claires dans les questions liées aux relations entre la Géorgie et l'Europe. C'est ainsi qu'elle gracie les opposants Guigui Ougoulava et Irakli Okrouachvili en mai 2020 malgré les critiques du gouvernement, citant le risque que leur emprisonnement aurait pu porter sur la perspective européenne du pays, qu'elle encourage le président du Conseil européen Charles Michel à mener des négociations entre le RG-GD et l'opposition pour sortir le pays de sa crise politique en 2021 et qu'elle critique le Premier ministre Irakli Gharibachvili pour sa décision de refuser une ligne de crédit européenne en septembre 2021. À la suite de l'annonce du RG-GD sur la candidature officielle de la Géorgie à l'adhésion en Union européenne pour 2024, la présidente critique le gouvernement ouvertement pour n'avoir pas consulté la société civile, l'opposition parlementaire ou encore la présidence avant de prendre une telle décision. Avant la candidature de 2024, Zourabichvili a néanmoins fait appel envers une plus grande coopération avec la Banque européenne pour la reconstruction et le développement afin de mettre en force les réformes nécessaires.

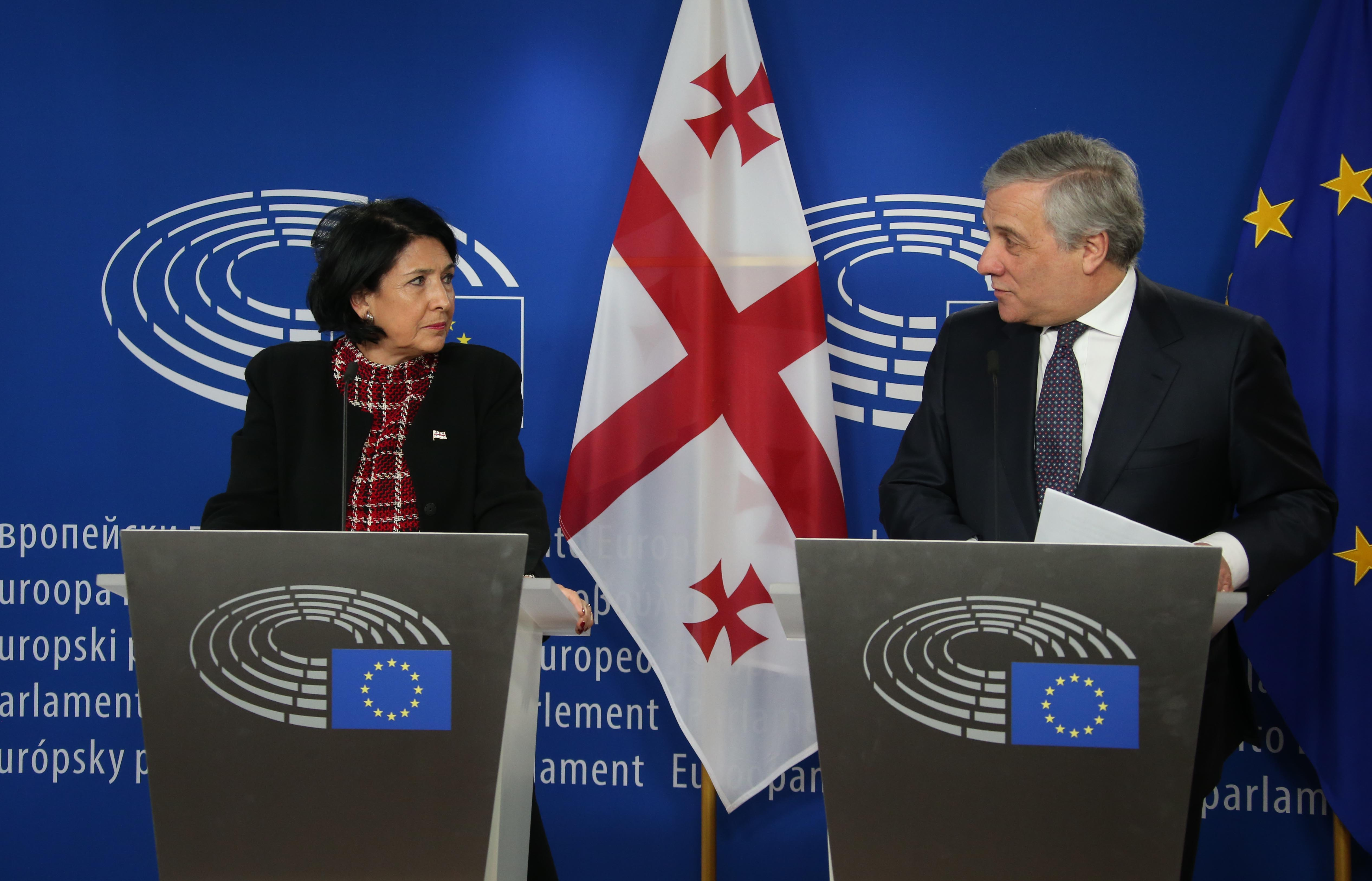
Conférence de presse entre Zourabichvili et Antonio Tajani.

Citant le manque de consensus au sein des forces politiques européennes vis-à-vis un nouvel élargissement de l'UE, Zourabichvili a fait mention d'un processus ad hoc dans lequel la Géorgie pourrait commencer à négocier et fermer les chapitres de l'acquis avant d'annoncer une candidature officielle, ainsi que d'une adhésion de facto selon laquelle le pays pourrait intégrer progressivement les agences et programmes européens. Dans ce cadre, elle a fait appel à plus de coopération pour des réformes environnementales, ainsi que pour les droits du travail. En janvier 2021, lors d'une rencontre avec le président du Parlement européen David Sassoli, elle demande aux pays européens d'égaliser les frais de scolarité entre étudiants géorgiens et européens.
La première visite officielle de Salomé Zourabichvili en tant que présidente se déroule en janvier 2019 à Bruxelles, un choix stratégique pour symboliser son orientation pro-européenne. Durant cette visite, elle rencontre le président du Conseil Donald Tusk, avec qui elle s'accorde sur le besoin de réformes judiciaires, et le président de la Commission européenne Jean-Claude Juncker, qui salue alors le « rythme accéléré » des réformes démocratiques géorgiennes. C'est à Bruxelles qu'elle annonce la transformation de la Conférence internationale de Batoumi (un évènement annuel) en conférence dédiée aux 10 ans du Partenariat oriental, soulignant ainsi ce qu'elle décrit comme « le statut de la Géorgie comme le bon élève du partenariat ». C'est toujours lors de cette visite que Zourabichvili aborde la question du rôle de l'UE dans la Mer Noire, juste deux mois après l'incident du détroit de Kertch. La présidente cherche régulièrement depuis à encourager une plus grande présence européenne dans la mer Noire, demandant l'établissement de plusieurs lignes de ferry et discutant des possibilités de coopération dans le secteur avec les présidents Dalia Grybauskaite de Lituanie et Rouman Radev de Bulgarie.
Durant les premiers mois de sa présidence, Zourabichvili visite les trois pays baltes pour rencontrer ses homologues Dalia Grybauskaitė de Lituanie, Kersti Kaljulaid d'Estonie et Raimonds Vējonis de Lettonie. Ces trois derniers annoncenent leur soutien officiel envers l'adhésion de la Géorgie au sein de l'UE durant ces visites,, tandis qu'elle préside avec Grybauskaitė sur la signature d'un accord bilatéral sur la coopération en cybersécurité. Elle visite de même la Pologne en mai 2019 et rencontre le président Andrzej Duda, qui réitère alors le support polonais envers la Géorgie en Europe. À Tbilissi, elle accueille en visite officielle les présidents Nikos Anastasiades de Chypre (avril 2019),, Janos Ader de Hongrie (septembre 2019) et Frank-Walter Steinmeier d'Allemagne (octobre 2019). En 2021, elle devient la première cheffe d'État à payer une visite officielle en Autriche (octobre) et à Chypre (novembre ; durant cette dernière, le président Anastasiades apporte son soutien officiel à l'intégration de la Géorgie au sein de l'UE).

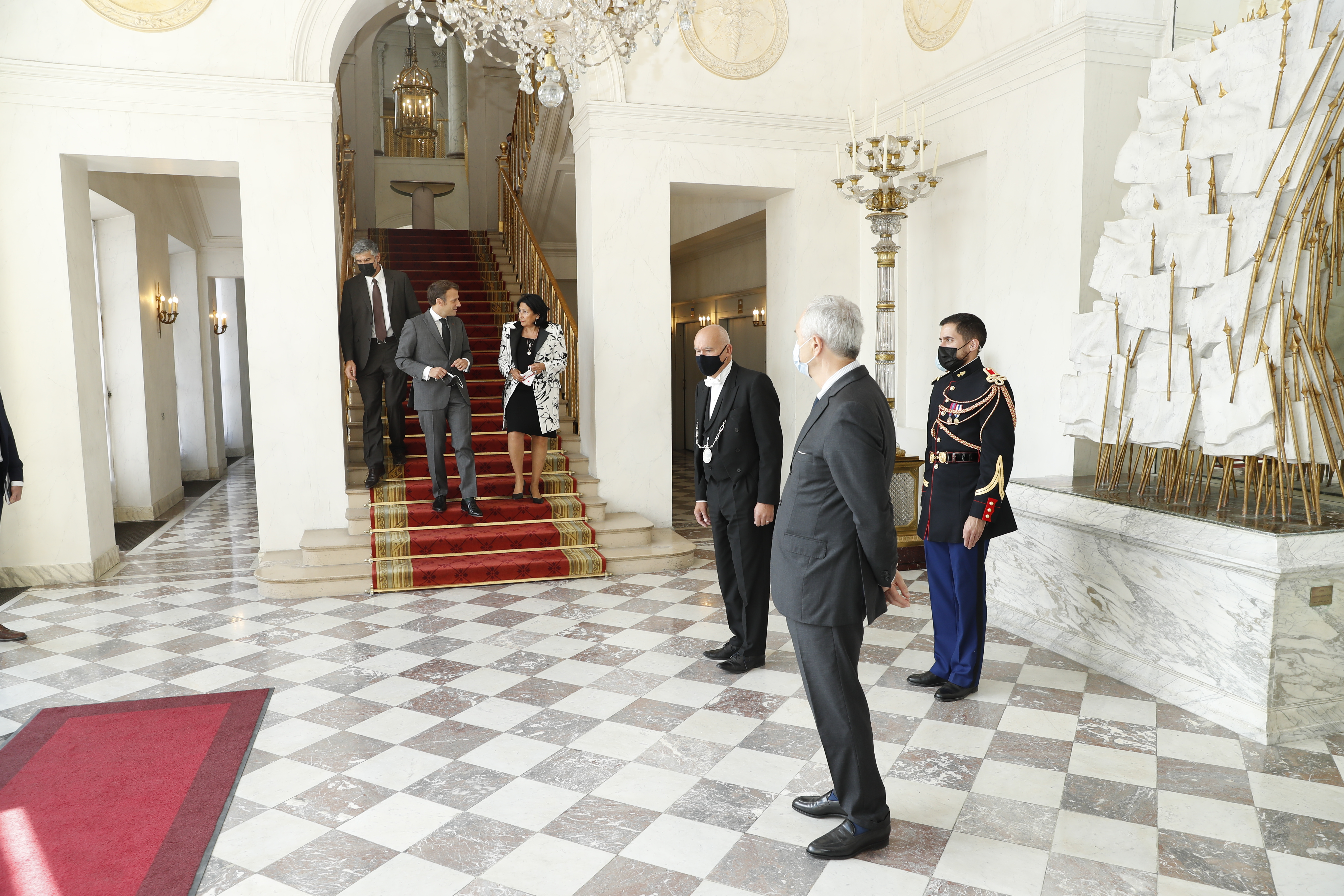
Zourabichvili et Emmanuel Macron (2021).

En tant qu'ancienne diplomate française, la présidente porte proche attention aux relations de la Géorgie avec Paris, connu comme étant le principal opposant à l'élargissement européen. Sa première visite bilatérale se déroule en France en février 2019, durant laquelle elle tient des rencontres avec le président du Sénat français Gérard Larcher, le groupe IFRI et le président Macron, avec qui elle signe la Déclaration du dialogue structuré Dimitri Amilakhvari, envisageant des discussions bilatérales officielles entre les gouvernements géorgien et français dans plusieurs secteurs. Zourabichvili s'est déclaré être un « pont entre les sociétés » des deux pays, tandis que Macron s'est engagé à approfondir les liens bilatéraux dans l'entraînement de travail et les questions de jeunesse. Le 28 septembre 2021, Zourabichvili et Macron prêtent tous les deux hommage à l'émigration politique géorgienne de 1921 lors d'une cérémonie officielle sous l'Arc de Triomphe, tandis que la présidente géorgienne décore à titre posthume les Géorgiens Dimitri Amilakhvari, Konstantine Andronikov et Ilia Melia pour avoir contribué à la préservation des liens franco-géorgiens malgré l'occupation soviétique,. Durant l'élection présidentielle française de 2022, elle apporte son soutien à Emmanuel Macron contre Marine Le Pen.
Tandis que la pandémie de Covid-19 menace les ambitions géopolitiques de l'Union européenne, la présidente de la Commission européenne Ursula von der Leyen rédige une lettre pour la présidente géorgienne dans laquelle elle s'engage à lancer des discussions sur « les nouvelles étapes des relations entre l'UE et la Géorgie après une conclusion réussie des 10 ans du Partenariat oriental ». Cette lettre est suivie par une visite en janvier 2021 de Zourabichvili à Bruxelles, sa première visite à l'étranger depuis le début de la pandémie. Depuis le début de 2021, Charles Michel, dans sa capacité en tant que président du Conseil européen, a visité la Géorgie trois fois et a ouvert les portes envers le commencement de grands projets d'infrastructure européens sur la mer Noire.

##### Sommet de Petra

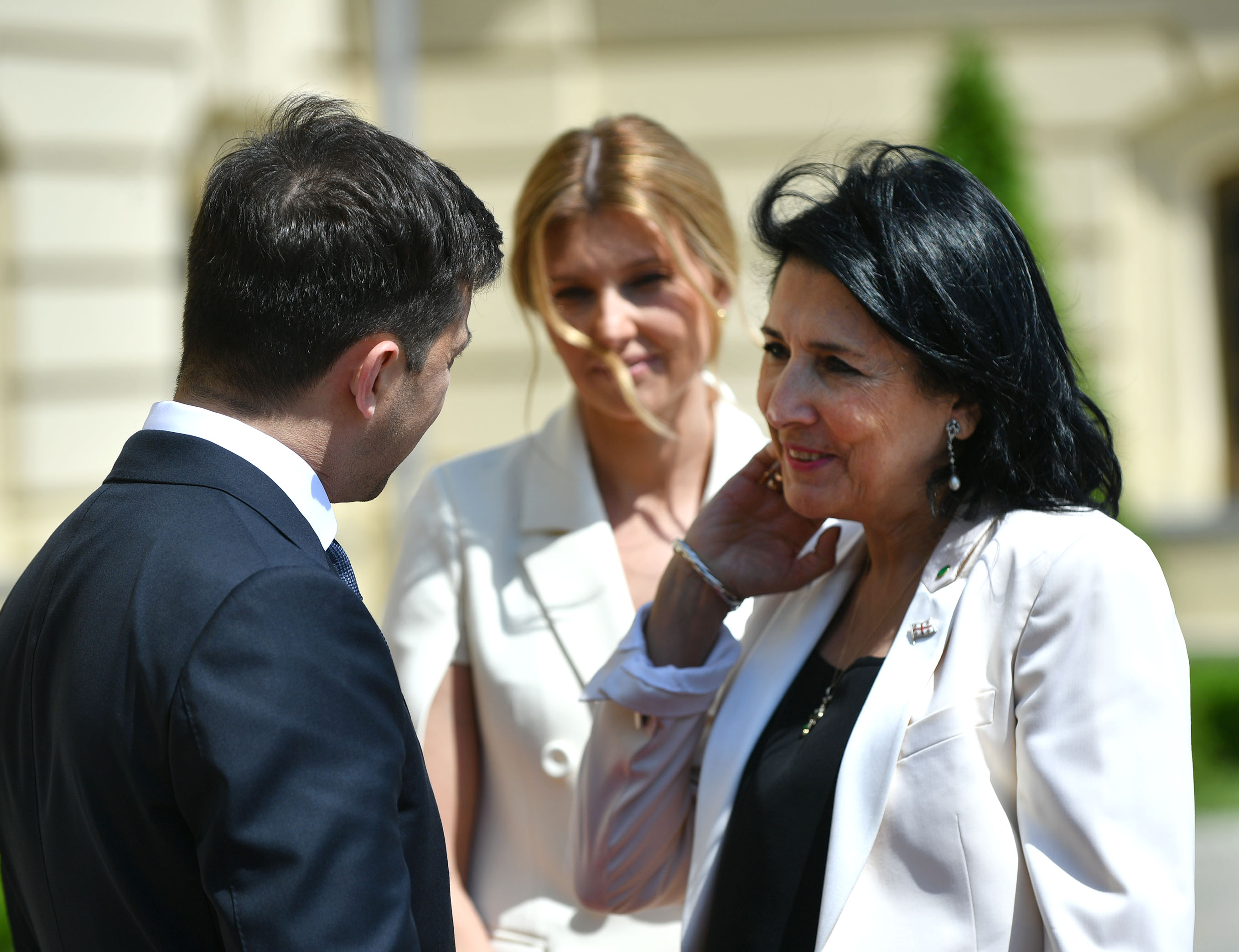
Zourabichvili rencontre Volodymyr Zelensky en mai 2019.

Une fois au pouvoir, Zourabichvli cherche à renforcer l'acheminement de la Géorgie au sein de l'Union européenne en présentant une vision sur une étape nouvelle pour faire succession au Partenariat oriental, les priorités diplomatiques de Tbilissi étant trop radicalement différentes de celles de l'Arménie, de l'Azerbaïdjan et de la Biélorussie qui ne cherchent pas à rejoindre l'UE. Dans ce cadre, elle tente de se rapprocher de la Moldavie et de l'Ukraine, considérés avec la Géorgie comme les pays les plus avancés vers l'intégration européenne du Partenariat. Le 20 mai 2019, elle assiste à l'investiture du nouveau président ukrainien Volodymyr Zelensky à Kiev, un geste rare considérant les relations difficiles entre l'Ukraine et la Géorgie depuis la nomination de l'ancien président fugitif de Géorgie Mikheïl Saakachvili au sein du gouvernement ukrainien (puis son expulsion controversée d'Ukraine). Durant leur rencontre, Zourabichvili déclare vouloir unifier les efforts des deux pays sur leur route euro-atlantique.
Les relations ukraino-géorgiennes font de nouveau chute en avril 2020 quand Zelensky nomme Saakachvili vice-Premier ministre d'Ukraine (une position pour laquelle il ne reçoit pas la confirmation parlementaire). Le 28 avril, Zourabichvili condamne la manœuvre ukrainienne comme un geste « incompréhensible et inacceptable » et demande au gouvernement ukrainien de reconsidérer sa décision et de se concentrer plutôt sur la rédaction de programmes conjoints à proposer à Bruxelles. Critiquant Kiev pour la nomination d'un ancien président géorgien condamné par contumace par le système judiciaire géorgien, elle supporte la décision du gouvernement de Guiorgui Gakharia de rappeler l'ambassadeur de Géorgie en Ukraine quand Saakachvili est nommé à une position économique dans l'administration de Zelensky.
Le 9 avril 2021, lors de la crise diplomatique entre la Russie et l'Ukraine qui voit des milliers de soldats russes s'amasser sur la frontière russo-ukrainienne, Zourabichvili demande au gouvernement géorgien de mettre terme à la crise diplomatique entre Tbilissi et Kiev en renvoyant l'ambassadeur géorgien en Ukraine. Zourabichvili et Zelensky s'accordent lors d'une conversation téléphonique le 15 avril de reprendre leur programme de rédaction de plans communs vers l'intégration euro-atlantique des deux pays et le 23 juin, Zourabichvili visite l'Ukraine lors de la première visite officielle d'un chef d'État géorgien à Kiev en une décennie.

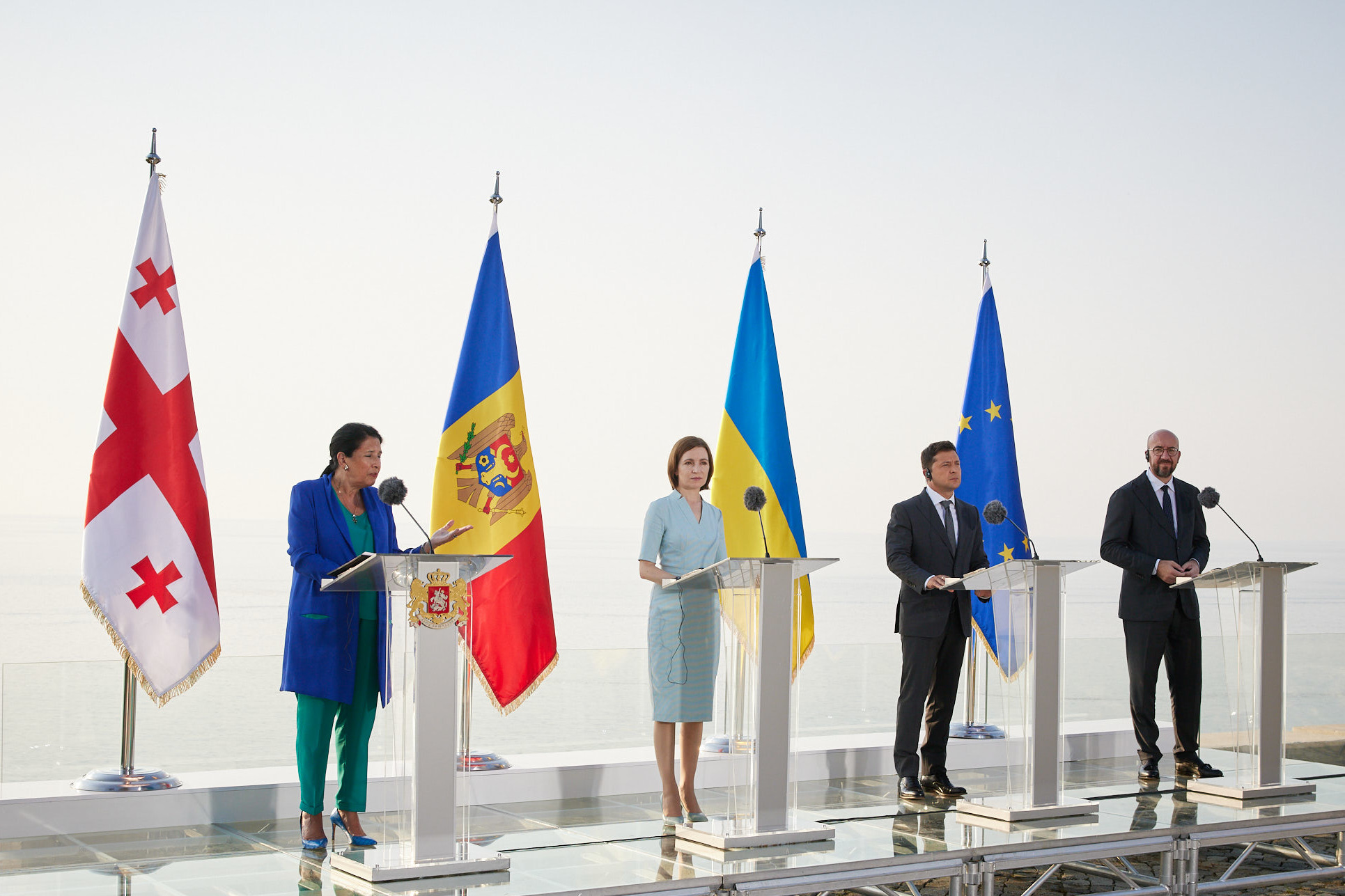
Les présidents Zourabichvili, Sandu (Moldavie), Zelensky (Ukraine) et Michel (Conseil européen) à la suite de la signature de la déclaration de Petra.

Une fois la crise diplomatique ukraino-géorgienne apaisée, Zourabichvili propose le 20 avril 2021 lors de la visite en Géorgie de Charles Michel d'organiser un sommet présidentiel entre la Moldavie, l'Ukraine et la Géorgie dans le cadre de la Conférence internationale de Batoumi prévue pour le mois de juillet. Le 17 juillet, dans la matinée du sommet, Zourabichvili gracie deux citoyens ukrainiens (dont un agent de sécurité de Saakachvili) en prison pour avoir franchi la frontière géorgienne, menant à des spéculations que Zelensky aurait conditionné sa présence à ces grâces. Salomé Zourabichvili, Volodymyr Zelensky et la présidente Maïa Sandu de Moldavie se rencontrent sur les ruines de la forteresse géorgienne de Petra au bord de la mer Noire et signent en présence de Charles Michel la Déclaration de Petra envisageant une voie commune des trois pays vers l'intégration européenne.

##### Perspective européenne
À la suite de l'invasion russe de l'Ukraine, elle visite Paris puis Bruxelles afin de sécuriser l'appui de l'UE envers la Géorgie et d'avancer l'intégration des trois pays de l'Association Trio. Le 2 mars, le gouvernement géorgien annonce la « décision de faire acte de candidature immédiatement pour l'entrée dans l'UE » en y ajoutant que Bruxelles doit examiner urgemment cette candidature. Durant ce processus, elle fait appel au gouvernement de créer un ministère pour l'intégration européenne qui serait mené par un représentant de l'opposition. Quand la Commission européenne présente le questionnaire d'adhesion à la Géorgie le 11 avril, elle critique le gouvernement de Gharibachvili pour ne pas avoir ouvert le processus à toutes les forces politiques. En juin, elle effectue une visite d'État en Italie et obtient de Rome la garantie de son support dans le processus d'adhésion de la Géorgie.
Le 23 juin 2022, la Géorgie, à défaut de recevoir la candidature comme l'Ukraine et la Moldavie, se voit accorder la « perspective européenne » par le Conseil européen. Dans son discours annonçant la décision, le président français Emmanuel Macron applaudit les efforts de la présidente Zourabichvili, laissant de côté le gouvernement de Gharibachvili. Depuis, elle reste critique de son gouvernement pour ne pas prendre de mesures efficaces vers la mise en œuvre des soi-disant « 12 recommandations » que la Commission européenne demande de la Géorgie pour recevoir la candidature.

#### Vers l'OTAN
Salomé Zourabichvili soutient l'adhésion de la Géorgie à l'OTAN, tandis que son investiture coïncide avec la promulgation de l'article 78 de la Constitution qui instruit l'État de poursuivre un parcours vers l'intégration euro-atlantique. Sa vision du rôle de la Géorgie au sein de l'alliance nord-atlantique est surlignée lors d'un discours à la cérémonie de fermeture des exercices militaires Géorgie-OTAN de mars 2019 à la base militaire de Krtsanissi, où elle démontre l'importance de la participation des forces géorgiennes dans les missions internationales et mentionne l'adhésion à l'OTAN comme « le seul choix pour la Géorgie ». Parmi les partenaires de l'OTAN, Salomé Zourabichvili voit dans la Géorgie le pays le « plus prêt à l'adhésion », tout en notant que le pays n'obtiendrait pas le Plan d'action pour l'adhésion (MAP) dans le futur proche, malgré les demandes constantes de la Géorgie. Elle souligne néanmoins que l'adhésion de la Géorgie à l'OTAN n'est pas une mesure « ciblée contre qui que ce soit », indiquant ainsi son opposition à la vision géopolitique de la Russie qui considère l'élargissement de l'Alliance dans l'ancien monde soviétique une attaque contre sa sécurité.

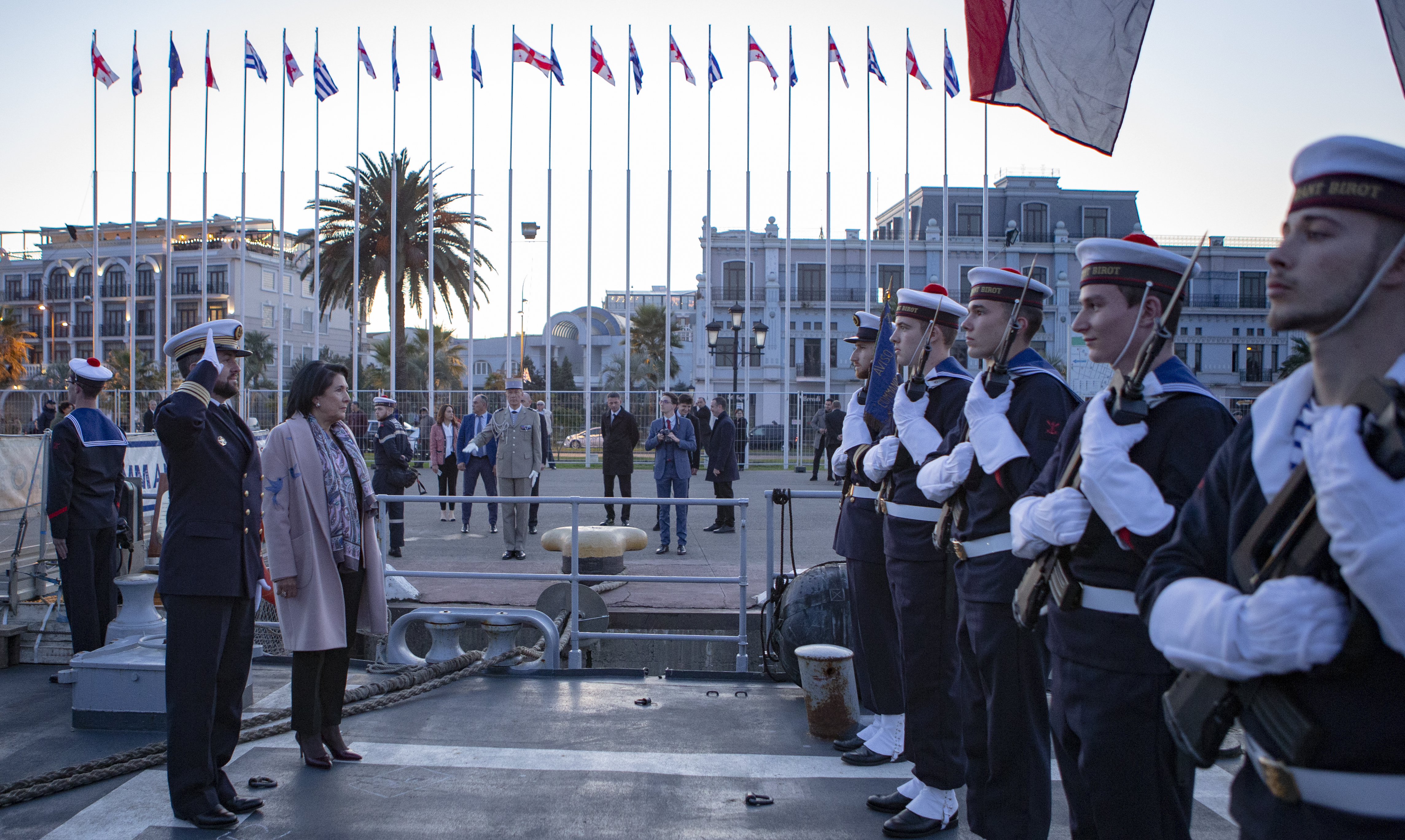
Zourabichvili au bord du Commandant Birot, navire français à Batoumi (novembre 2019).

La présidente Zourabichvili visite le siège de l'OTAN une première fois le 23 janvier 2019 lors de sa première visite officielle à l'étranger, durant laquelle elle rencontre le secrétaire-général Jens Stoltenberg qui mentionne la Géorgie comme un « partenaire unique » et annonce son soutien à l'approfondissement des liens bilatéraux. Deux semaines plus tard, elle se rend en Afghanistan, où la Géorgie opère l'une des plus larges présences militaires dans le cadre de la Mission Resolute Support, et rencontre le président Ashraf Ghani et le général Austin S. Miller.
Zourabichvili soutient plus de coopération avec l'OTAN dans les domaines de la cybersécurité et de la défense de la Mer Noire (en collaboration avec les projets d'infrastructures régionaux qu'elle demande à l'Union européenne). Le 5 mai 2020, elle a une conversation téléphonique avec Jens Stoltenberg afin d'affirmer le rôle croissant de la Mer Noire comme un corridor suivant la pandémie de Covid-19. Par la suite, elle salue la hausse de la présence de navires militaires de l'OTAN sur la Mer Noire. En janvier 2021, elle retourne à Bruxelles et rencontre une nouvelle fois Stoltenberg suivant l'adoption du Paquet substantiel OTAN-Géorgie renouvelé, mais demande à l'Alliance d'être « plus ambitieux », en réponse à quoi Stoltenberg demande des « réformes plus convaincantes » de la part de la Géorgie. Elle a aussi demandé la participation de la Géorgie au sommet de Bruxelles de 2021, mais le gouvernement géorgien n'y est pas invité.
Sous sa présidence, le mandat de James Appathurai comme représentant spécial du secrétaire général pour le Caucase du Sud se termine après dix ans. Le 3 juillet 2017, elle le décore de l'Ordre de la Toison d'or, une médaille dédiée aux amis étrangers de la Géorgie. Le 19 octobre, elle rencontre son successeur, le diplomate espagnol Javier Colomina Píriz, avec qui elle souligne l'importance de la sécurité de la mer Noire.

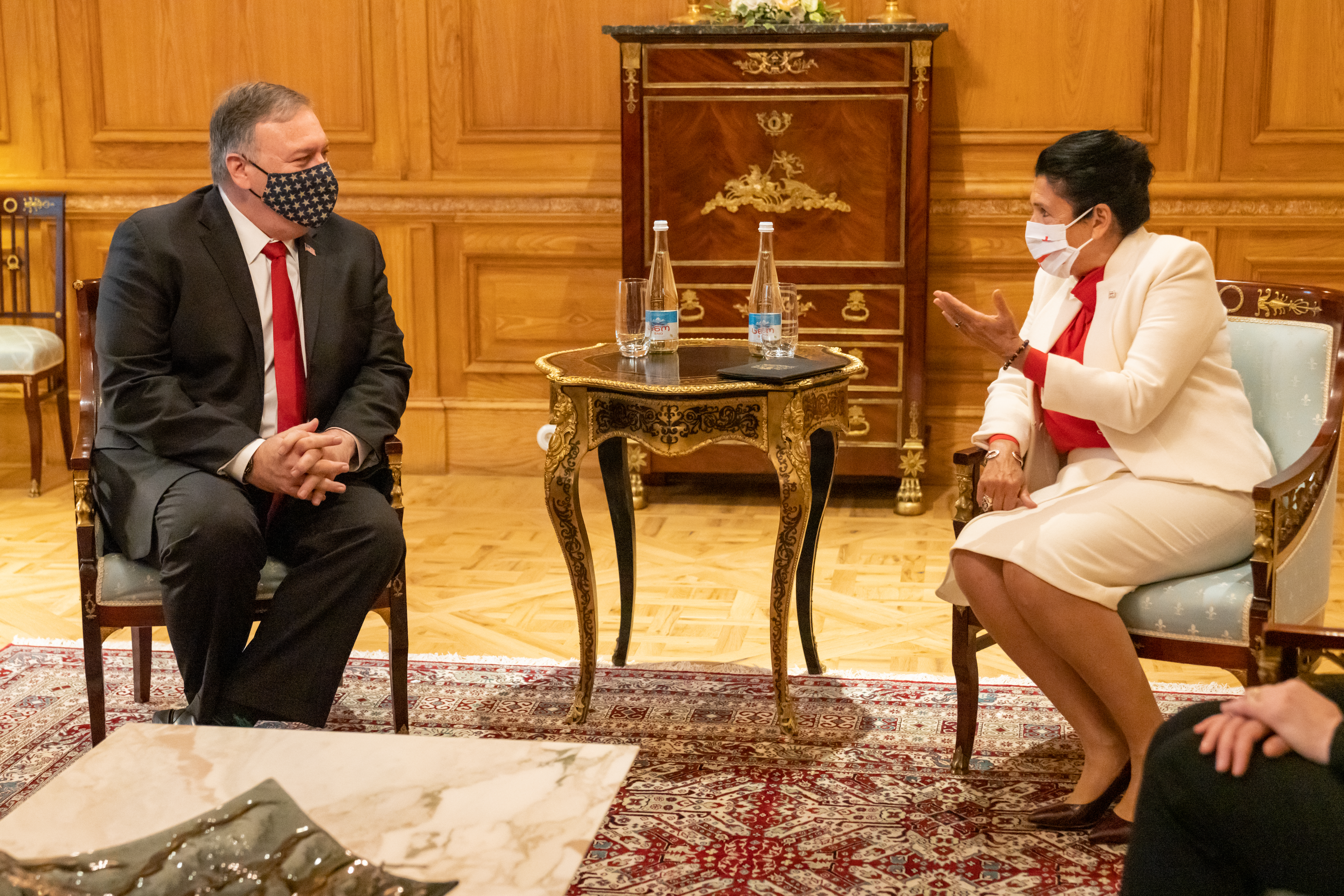
Zourabichvili et le secrétaire d'État américain Mike Pompeo.

En mai 2019, Salomé Zourabichvili cause une controverse en se prononçant contre l'idée d'une base militaire américaine en Géorgie lors d'une entrevue avec Voice of America, une déclaration jugée par certains anti-occidentale. Elle explique sa position en considérant qu'une potentielle base militaire américaine serait un risque de terrorisme et une possible provocation dans une région déjà instable. Elle affirme néanmoins que le développement des relations bilatérales de la Géorgie avec Washington sont la « première priorité » du gouvernement géorgien et demande l'adoption d'un accord de libre-échange avec les États-Unis lors de la visite du secrétaire d'État américain Mike Pompeo le 18 novembre 2020.

#### Conflit russo-géorgien
La Géorgie fait face depuis la chute de l'URSS à des conflits séparatistes en Abkhazie et en Ossétie du Sud, ouvertement soutenus par la Fédération russe depuis la guerre russo-géorgienne de 2008. En tant que présidente, Salomé Zourabichvili a accusé la Russie de menacer la stabilité géorgienne, notamment via l'occupation militaire des deux régions et les activités russes sur les lignes administratives de la Géorgie propre avec l'Abkhazie et l'Ossétie du Sud, dont le processus de frontièrisation (l'installation de fortifications militaires et fils barbelés sur ce que la Russie considère comme les frontières entre la Géorgie et ses deux républiques sécessionnistes). Lors de la Conférence de Batoumi pour la Défense et la Sécurité de 2019, la présidente décrit l'occupation russe des deux régions comme « une tension constante avec la Russie, des incidents sans fin qui courent le risque d'exploser en situations plus dangereuses et que la Géorgie tente constamment d'éviter ». Elle a souvent souligné le besoin de ne pas « tomber dans la déstabilisation » et a déclaré que sa responsabilité est de ne pas répondre aux provocations. Elle a néanmoins critiqué le gouvernement géorgien pour son silence sur certaines questions, comme l'affaire de Bitchvinta de juillet 2022, un scandale voyant la Russie tenter de faire pression sur les autorités séparatistes d'Abkhazie pour qu'elles cèdent la propriété de terrains clés en bord de mer dans la ville de Bitchvinta, quelque chose que le président a appelé une forme d'annexion.

Zourabichvili a également porté son attention sur la situation humanitaire dans les deux régions, y compris la violation des droits de l'homme dans les municipalités de Gali (Abkhazie) et Akhalgori (Ossétie du Sud) à majorité ethniquement géorgienne, tout en décrivant l'occuption militaire russe comme une « tragédie pour les deux côtés de la ligne d'occupation ». Dans son discours devant l'Assemblée parlementaire du Conseil de l'Europe en janvier 2020, elle affirme que : 
« Les citoyens de l'autre côté de la ligne administrative souffrent de la privation des droits de l'homme, du manque de services de santé adéquats, de l'interdiction de l'enseignement dans la langue maternelle géorgienne ainsi que des restrictions à l'enseignement en langues abkhaze ou ossète à travers la politique de russification. Les violations à caractère ethnique se sont intensifiées contre ce qui est maintenant une très petite minorité géorgienne dans l'enclave de Gali. Des citoyens vivant de notre côté de la ligne administrative dans des villages qui ont été morcelés, sont kidnappés, rançonnés, dans certains cas torturés voire tués pour n'avoir pas respecté une frontière qui n'a pas d'existence légale et qui d'un jour à l'autre apparait soudainement dans leur arrière-cour ou traverse un village et ses cimetières traditionnels. »

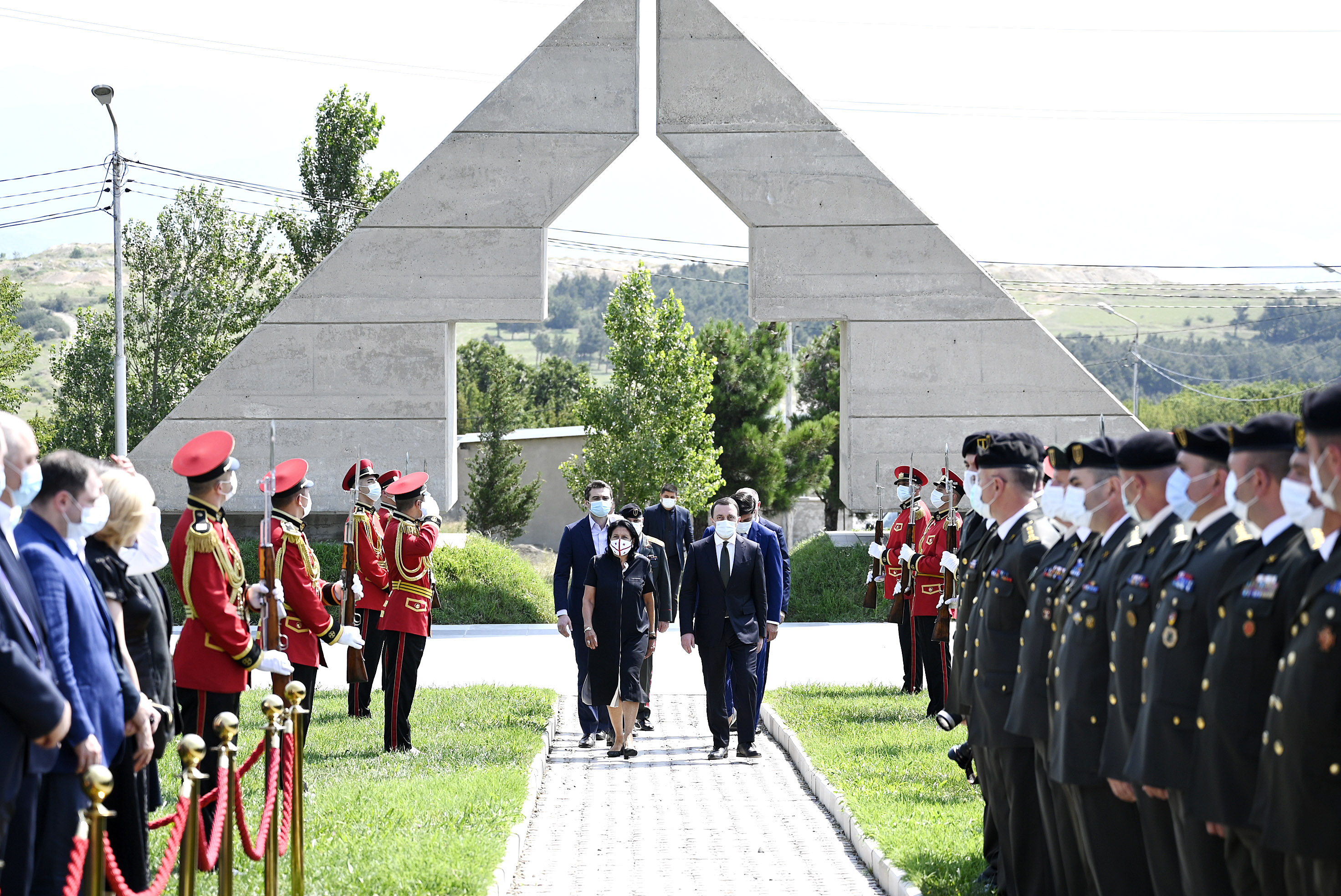
Zourabichvili et les membres du gouvernement géorgien au cimetière militaire de Moukhatgverdi.

Zourabichvili soutient la préservation de la langue abkhaze, officiellement en danger d'extinction. Son administration a ainsi traduit la constitution géorgienne en abkhaze, a financé la publication d'un magazine en abkhaze et a nommé l'entrée du palais des Orbeliani la salle Amra (« soleil » en abkhaze), mais ces étapes sont condamnées par le gouvernement séparatiste d'Abkhazie qui l'accuse d'instrumentaliser la langue abkhaze. La présidente a aussi fait appel à une « nouvelle vision à offrir aux Abkhazes et aux Ossètes », incluant des mesures de confiance pour rétablir les liens entre les communautés divisées. Elle s'oppose toutefois à un dialogue direct avec les gouvernements séparatistes.
Elle fait face à plusieurs vagues de désinformation venant d'agences de presse russes, notamment quand un site russe publie une fausse lettre de la Commission européenne remerciant la présidente géorgienne d'avoir accepté d'accueillir des réfugiés du conflit syrien. En avril 2021, elle accuse la Russie d'être directement responsable de la mort de quatre Géorgiens d'Abkhazie qui se noient dans l'Engouri en tentant de franchir la ligne administrative illégalement. Grigori Karassine, diplomate russe, a souvent critiqué la position anti-russe de Zourabichvili, tandis que celle-ci a parfois indiqué son opinion sur le besoin d'une « nouvelle relation avec la Russie basée sur le respect de la souveraineté, quelque chose qui demande de l'audacité » : elle a indiqué envisager de visiter Moscou pour le Jour de la Victoire si elle est suivie par les partenaires occidentaux de la Géorgie et l'Ukraine et laissé entendre n'être pas opposée à une visite du ministre russe des Affaires étrangères Sergueï Lavrov en Géorgie dans le cadre de la présidence de la Géorgie du Conseil de l'Europe en 2020.
En qualité de présidente, elle fait appel à un nouveau format de dialogue politique pour résoudre le conflit, arguant que les discussions internationales de Genève (DIG) entre Tbilissi, Moscou, Sokhoumi et Tskhinvali sont ineffectives et ne sont consacrées qu'à des discussions techniques. Notamment, Zourabichvili a demandé l'institution d'un format similaire au Format Normandie, qui rassemble les présidents d'Ukraine, Russie et France et le chancelier d'Allemagne pour négocier la résolution du conflit russo-ukrainien. Ce thème devient le centre de la diplomatie de Zourabichvili en Europe et elle renforce cet appel lors de l'emprisonnement du docteur géorgien Vaja Gaphrindachvili en Ossétie du Sud, déclarant que les DIG n'ont qu'une nature bureaucratique qui ne peut résoudre des problèmes politiques. Elle critique aussi les rencontres dans le cadre du mécanisme de prévention et de règlement des incidents (IPRM ; inactif avec l'Abkhazie, instable avec l'Ossétie du Sud) comme étant ineffectives.
Zourabichvili fait appel publiquement à de nombreuses reprises à la Russie de respecter les accords de cessez-le-feu du 12 août 2008 (selon lesquels la Russie doit retirer ses troupes hors de la vallée de Kodori, d'Akhalgori et des enclaves géorgiennes autour de Tskhinvali) et de laisser la mission d'observation de l'Union européenne (EUMM) opérer sur la totalité des régions séparatistes. Tandis qu'elle est contre la restauration des relations diplomatiques entre Moscou et Tbilissi, Zourabichvili soutient un dialogue avec la fédération de Russie avec pour conditions l'établissement d'une liste de problèmes à régler, l'implication des partenaires occidentaux de la Géorgie dans toute discussion et la fin de la frontièrisation.

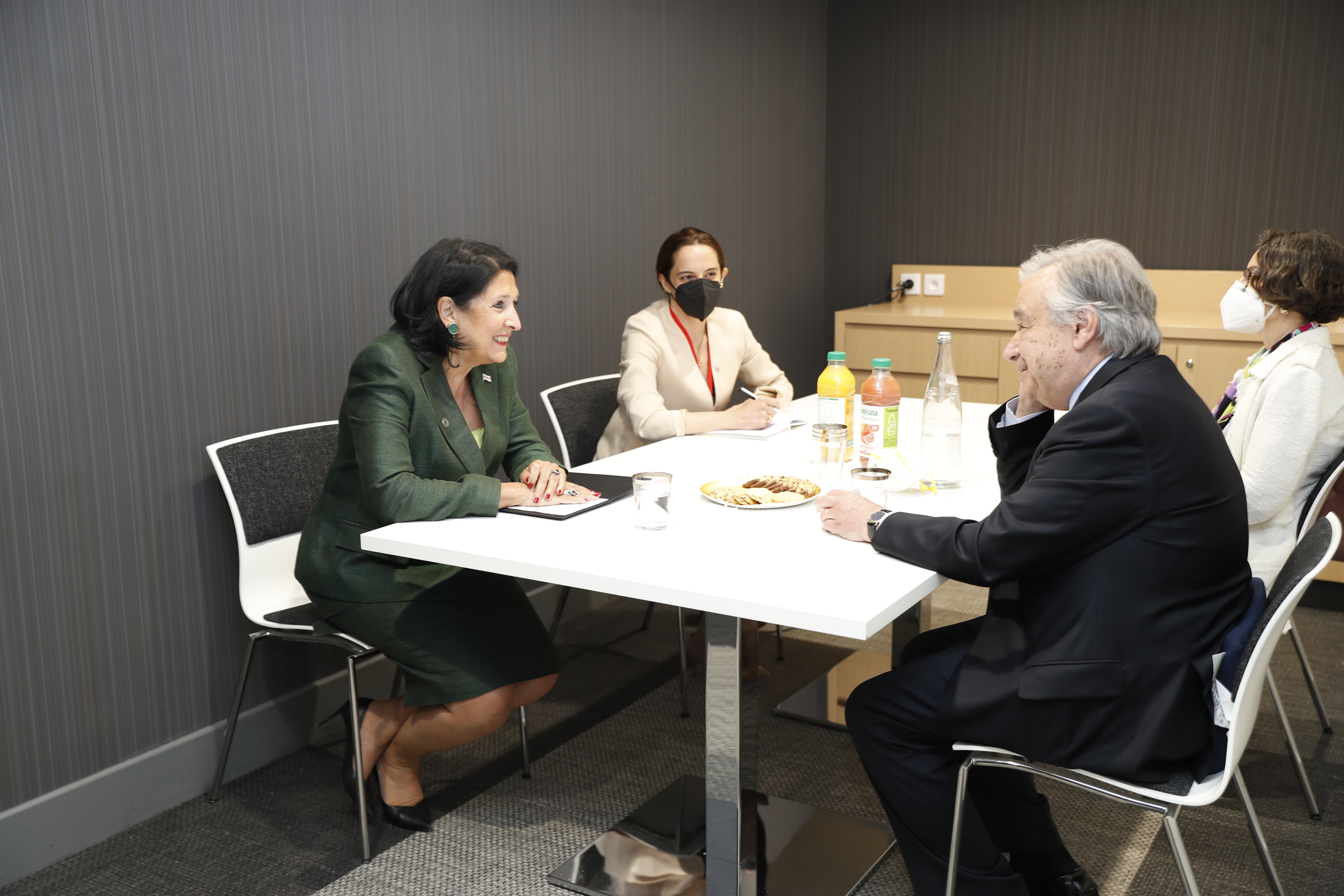
Zourabichvili rencontre Guterres à Paris en juin 2021.

La présidente utilise son statut diplomatique pour demander aux alliés de la Géorgie de faire du conflit russo-géorgien une priorité dans leurs dialogues avec Moscou, demandant ainsi à la Serbie, l'Allemagne, la France et les États-Unis (entre autres) de se poser comme médiateurs. Salomé Zourabichvili a souvent fait appel à l'intervention de la communauté internationale pour régler les plus graves tensions dans les zones séparatistes. Elle s'adresse à l'ONU, à l'UE, au Conseil de l'Europe et à l'OSCE pour faciliter la libération de Vaja Gaphrindachvili en novembre 2019 puis convoque les ambassadeurs occidentaux au palais des Orbeliani pour demander leur intervention le 20 décembre (dix jours avant son éventuelle libération), demande à l'OMS et la HCDH de réagir face à la confiscation de médicaments géorgiens d'Ossétie du Sud en février 2020, puis rencontre le secrétaire général de l'ONU Antonio Guterres pour demander son aide dans la libération du prisonnier géorgien Zaza Gakheladzé de Tskhinvali en juin 2021.

##### Invasion russe de l'Ukraine

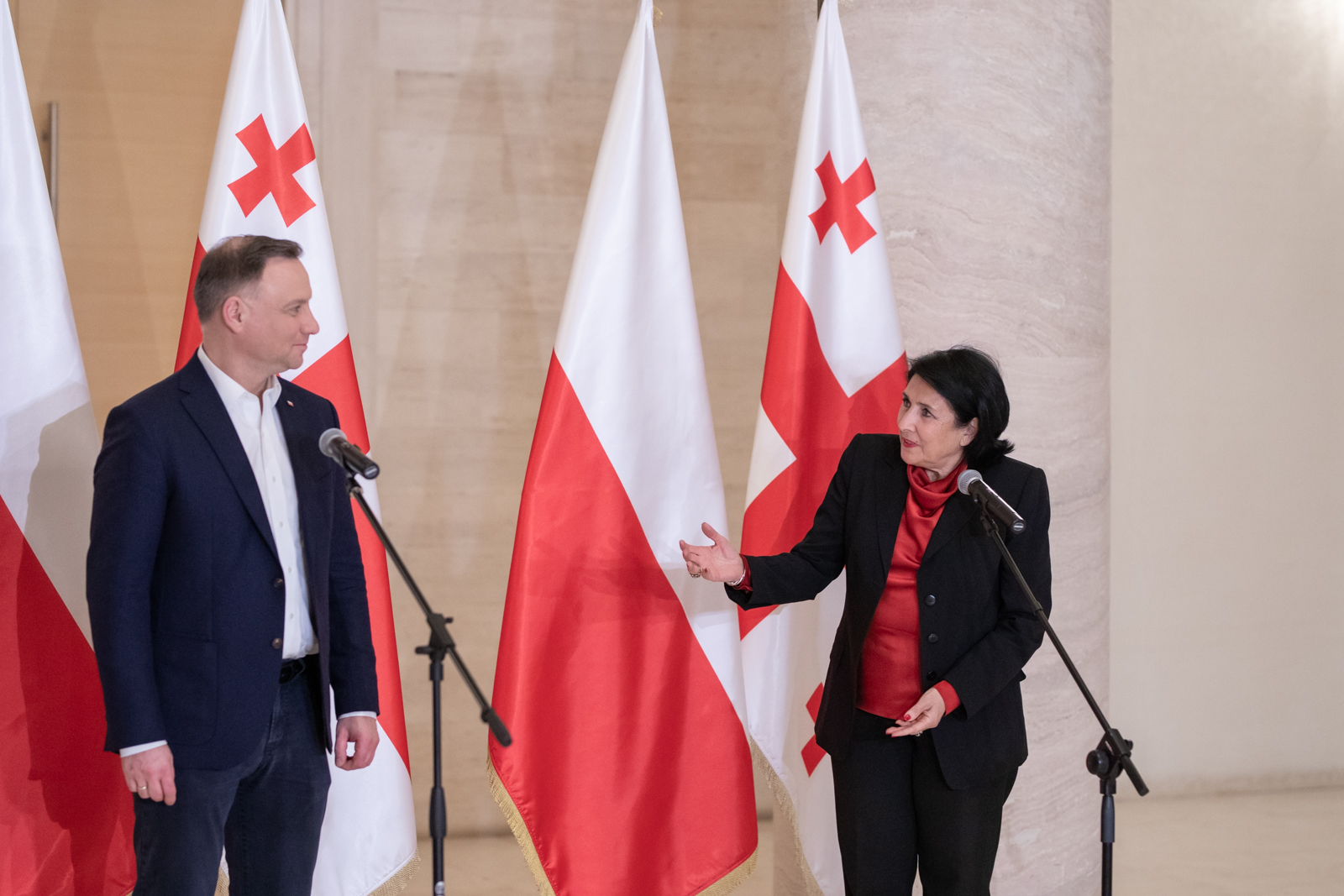
Duda et Zourabichvili à Tbilissi le 3 février 2022.

Devant des tensions croissantes entre la Russie et l'Ukraine au début de 2022, Zourabichvili a pris très tôt position en faveur de l'Ukraine et contre la Russie. Le 3 février, elle reçoit le président polonais Andrzej Duda à Tbilissi où elle a accusé Moscou de menacer la sécurité européenne par des actions agressives, des menaces, des cyberattaques et l'activation des forces militaires russes à la frontière ukrainienne et sur la mer Noire. Duda demandera plus tard à l'OTAN d'inviter Zourabichvili et le président ukrainien Volodymyr Zelenskyy au sommet de Madrid de juin 2022. Sa rhétorique anti-russe s'intensifie lorsque Moscou reconnaît l'indépendance des régions séparatistes ukrainiennes de Donetsk et Louhansk, appelant l'Occident à renforcer ses sanctions contre la Russie. Elle a également profité de ces semaines pour faire pression sur les capitales occidentales afin qu'elles incluent les conflits séparatistes de la Géorgie sur la table des négociations avec la Russie.
Après le lancement de l'invasion le 24 février, elle est devenue la première figure publique de Géorgie à condamner l'attaque et à être solidaire avec l'Ukraine. Le même jour, elle convoque une session parlementaire extraordinaire et demande une session étendue du Conseil de sécurité nationale, tous deux rejetés par le parti au pouvoir. Elle effectue également une série d'appels téléphoniques avec des dirigeants occidentaux, dont Emmanuel Macron, Charles Michel, Frank-Walter Steinmeier et Mark Rutte, ainsi que Zelenskyy lui-même. Le 28 février, elle se rend à Paris et à Bruxelles, rencontrant Macron, Michel et Ursula von der Leyen, pour manifester la solidarité de la Géorgie envers l'Ukraine et faire pression sur les dirigeants européens pour qu'ils avancent sur la voie de l'intégration des trois pays du Trio associé. Lors d'une tournée de presse, elle qualifie la Russie de « régime totalitaire et dictatorial » et appelle l'Occident à faire plus, accusant l'Europe d'une longue inaction au fil des ans.
Son activisme, en contraste frappant avec l'« approche pragmatique » envers la Russie souvent critiquée par Kyiv du gouvernement de Gharibachvili, a été salué par le département d'État américain et divers responsables américains. Elle se rend aux Etats-Unis et en Allemagne en avril pour demander plus d'unité européenne face à la crise. Soulignant sa conviction que l'Ukraine gagnerait la guerre, elle a fait appel à Zelenskyy de s'abstenir de rappeler son ambassadeur en Géorgie. Zourabichvili est la seule femme politique à assister aux funérailles des volontaires géorgiens morts au combat en Ukraine, tout en soutenant la reconnaissance de l'autocéphalie de l'Église orthodoxe ukrainienne. Un sondage de mars fait par le Caucasus Research Resources Center a fait d'elle la politicienne la plus populaire dans le contexte de la guerre russo-ukrainienne, étant soutenue par 64 % de la population, contre 41 % pour le Premier ministre.

#### Situation régionale
Zourabichvili visite l'Azerbaïdjan le 27 février 2019 lors de sa première visite régionale, une visite durant laquelle elle rencontre son homologue Ilham Aliyev pour discuter des relations énergétiques et dans le secteur de transportation avant de visiter les villages géorgiens au nord-ouest de l'Azerbaïdjan. C'est lors de cette visite qu'elle mentionne une première fois le problème de la frontière bilatérale qui reste sans délimitation officielle : tandis que Bakou et Tbilissi se sont accordés sur plus de 65 % de la frontière, il reste plusieurs points de tensions, notamment le complexe du monastère de David Garedja qui est divisé entre les deux pays. Le 21 avril 2019, des gardes-frontières azerbaïdjanais bloquent temporairement l'accès à une partie du complexe un jour après une visite locale par Zourabichvili qui réitère alors le besoin de délimiter les frontières, un incident qui voit la première présence armée azérie sur place depuis un accord bilatéral de 2012. L'incident est réfuté par la présidente, qui confirme avoir été accompagnée de trois dignitaires azerbaïdjanais lors de sa visite, mais Salomé Zourabichvili utilise les tensions pour demander le rétablissement de la commission bilatérale sur la délimitation des frontières. Le 10 mai 2019, Tbilissi et Bakou remettent en fonction la commission, qui est présidée du côté géorgien par le ministre-adjoint des Affaires étrangères Lacha Darsalia.
Zourabichvili visite l'Arménie en mars 2019 et approche là aussi la question de la délimitation des frontières avec le président arménien Armen Sarkissian. Celui-ci visite la Géorgie en avril 2021 et la présidente géorgienne lui offre de faciliter le rapprochement d'Erevan vers l'Union européenne.
Lors des tensions entre l'Arménie et l'Azerbaïdjan de juillet 2020, Zourabichvili fait appel à la paix, à la suite de quoi elle développe un programme pour créer une plateforme pour la paix transcaucasienne, une idée qu'elle propose au gouvernement azerbaïdjanais le 24 septembre 2020. Quand la guerre éclate au Nagorno-Karabakh le 27 septembre, la présidente déclare la neutralité de la Géorgie, réitère son offre d'organiser des négociations pour résoudre le conflit à Tbilissi et propose de renforcer le groupe de Minsk et de transférer ses activités en Géorgie, tout en critiquant les pouvoirs étrangers facilitant la propagation de fausses nouvelles insinuant une position pro-arménienne ou pro-azerbaïdjanaise de Tbilissi. Le 3 octobre, Zourabichvili prend part à la rencontre du Conseil de Sécurité nationale et soutient l'interdiction du transport militaire via le territoire géorgien. Dans une conférence de presse qui s'ensuit, elle souligne que la Géorgie ne laisserait pas la Russie utiliser le territoire géorgien dans ce cadre. Plus tard, elle propose une rencontre entre étudiants arméniens et azerbaïdjanais à l'Université internationale de Koutaïssi.
Avec la signature d'un accord pour la paix entre Erevan et Bakou, elle déclare le début d'une « nouvelle ère » pour le Caucase et le commencement d'un nouveau chapitre de coopération au sein de la Transcaucasie. En décembre 2020, elle propose l'établissement d'une Plateforme pour le Caucase afin de mettre la Géorgie au premier plan dans les questions de développement régional et positionne la Géorgie comme le représentant de Bruxelles dans la région. En juin 2021, le gouvernement géorgien se pose comme médiateur pour la libération de prisonniers de guerre arméniens par Bakou et la remise des coordonnées des mines antipersonnel par Erevan, un fait que la présidente caractérise comme le « retour de l'UE dans le Caucase ».
Face à la proposition par la Turquie de créer un format « 3+3 » (Géorgie, Arménie, Azerbaïdjan et Turquie, Russie, Iran) pour le développement économique du Caucase, Zourabichvili rejette tout format n'incluant pas directement l'Union européenne.

#### Avec l'Asie

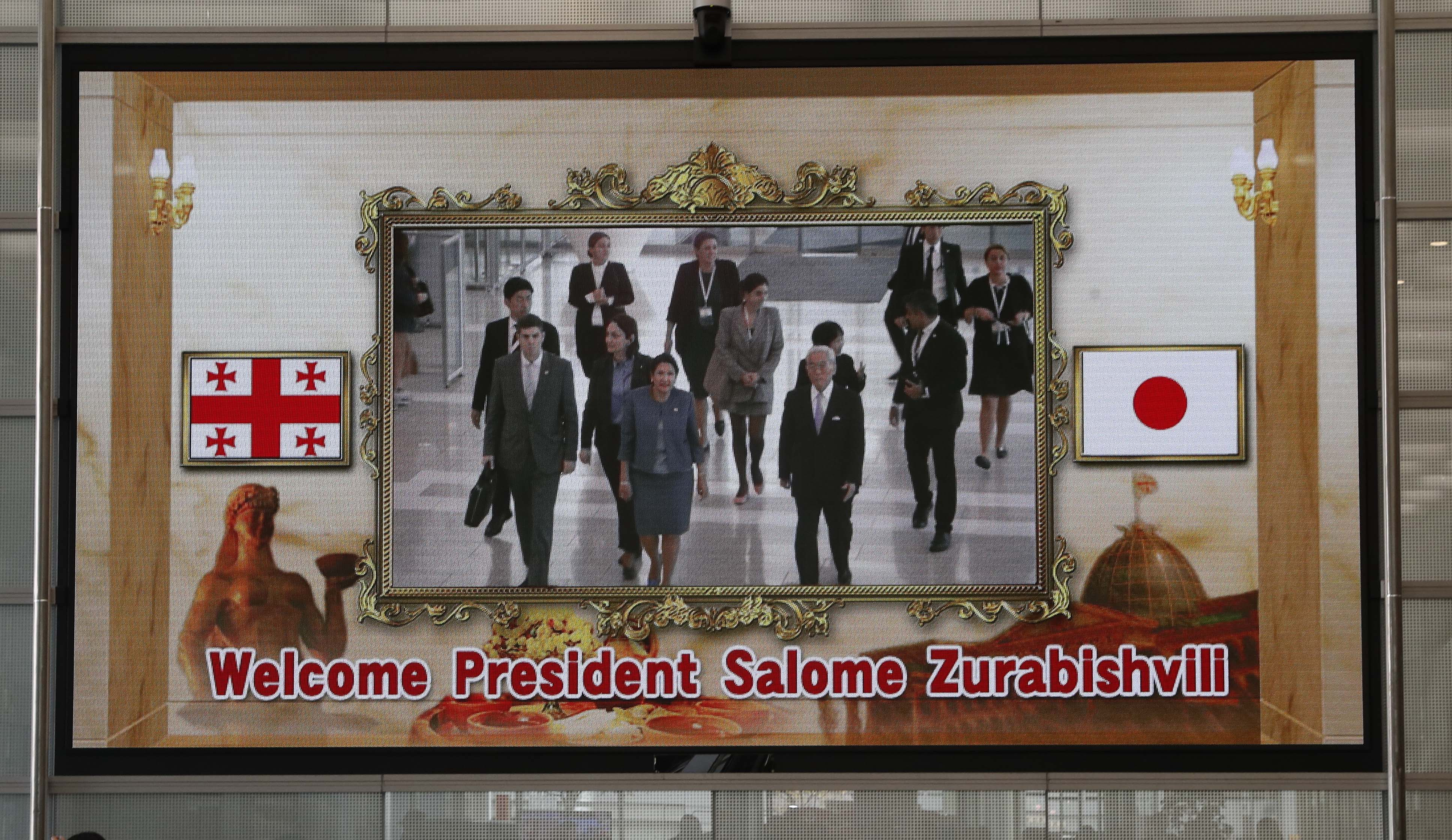
Zourabichvili au Japon.

Les relations de l'administration de Zourabichvili avec l'Asie sont principalement basées sur le commerce et la vision de la Géorgie comme un corridor du commerce entre l'Europe et le continent asiatique par la présidente. Elle entame ainsi des négociations pour des accords de libre-échange avec le Japon et l'Inde, pousse vers une plus grande implication de la Géorgie au sein de TRACECA (dont via le projet de construction du port d'Anaklia), supporte une plus grande coopération de la Géorgie avec l'Association des nations de l'Asie du Sud-Est via l'aide de la Malaisie et accueille le ministre chinois des Affaires étrangères Wang Yi dans la première visite de haut niveau d'un dignitaire de la RPC en Géorgie afin de négocier des détails des liens commerciaux.
La présidente visite le Japon en octobre 2019 afin de participer à la cérémonie d'intronisation de l'empereur Naruhito. Durant cette visite, elle rencontre le Premier ministre Shinzō Abe, la présidente de la Chambre des conseillers Akiko Santō et la gouverneure de Tokyo Yuriko Koike dans le but d'établir de proches liens politiques, culturels et économiques avec le pays.

#### En quête d'une alliance des petits pays

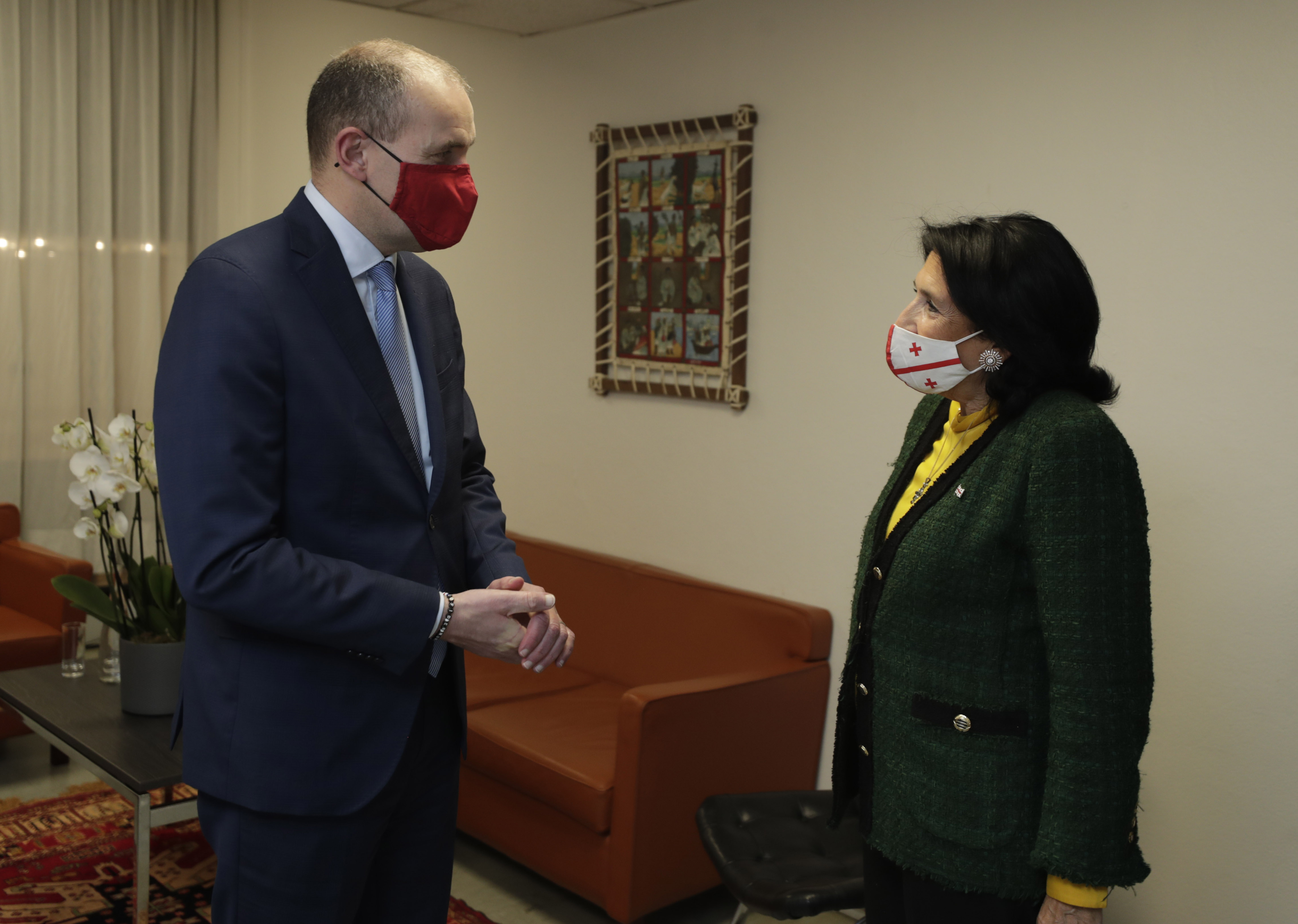
Zourabichvili rencontre le président Jóhannesson.

Durant la pandémie de Covid-19, Salomé Zourabichvili commence à développer les bases d'un réseau pour rassembler les petits pays et trouver des positions communes entre eux face aux défis mondiaux. En septembre 2020, lors d'une adresse devant l'Assemblée générale des Nations unies, elle propose l'utilisation des petites nations telle que la Géorgie pour trouver des solutions globales au changement climatique.
Dans ce cadre, elle discute d'une alliance entre petits pays avec Philippe, le roi des Belges, en janvier 2021. Elle renforce de même les relations de la Géorgie avec d'autres petites nations à partir de 2021 : elle visite la Macédoine du Nord en mai 2021 pour signer un accord de libéralisation des visas avec son homologue Stevo Pendarovski, Monaco en juin 2021 pour approfondir les liens commerciaux avec la principauté, puis le Vatican où elle signe les premiers accords bilatéraux entre le Saint-Siège et Tbilissi. Milo Đukanović, président du Monténégro, visite la Géorgie en octobre 2021 et s'accorde avec Zourabichvili de partager bilatéralement les expériences géorgienne et monténégrine sur l'intégration euro-atlantique.

### Popularité
Les sondages politiques sont rares en Géorgie et traditionnellement organisés par deux organisations publiques américaines, la National Democratic Institute (NDI) et l'International Republican Institute (IRI).
| Organisation                       | Dates          | Positive | Moyenne | Négative |
| ---------------------------------- | -------------- | -------- | ------- | -------- |
| National Democratic Institute      | avril 2019     | 28 %     | 27 %    | 40 %     |
| National Democratic Institute      | juillet 2019   | 12 %     | 40 %    | 36 %     |
| International Republican Institute | septembre 2019 | 23 %     | -       | 70 %     |
| National Democratic Institute      | décembre 2019  | 13 %     | 33 %    | 49 %     |
| International Republican Institute | juin 2020      | 36 %     | -       | 61 %     |
| National Democratic Institute      | décembre 2021  | 14 %     | 29 %    | 46 %     |
| National Democratic Institute      | février 2022   | 24 %     | 42 %    | 24 %     |
| International Republican Institute | mars 2022      | 52 %     | -       | 45 %     |

## Décorations
- Chevalier de la Légion d'honneur (2003)
- Officier de l'ordre national du Mérite
- Chevalier de l'ordre de l'Étoile de la solidarité italienne (1978)
- Grand-croix de l'ordre des porteurs de croix du Saint-Sépulcre (2020)
- Ordre de Makarios III (2021)
- Chevalier grand-croix au grand cordon de l'ordre du Mérite de la République italienne‎ (2022)[581]

## Publications
- Une femme pour deux pays, Edition Grasset, Paris, 2006.
- საქართველოსკენ, Litera, Tbilisi, 2006.
- Les cicatrices des nations, Edition Francois Bourin, Paris, 2008.
- La tragédie géorgienne, Edition Grasset, Paris, 2009.
- L’exigence démocratique, Edition Francois Bourin, Paris, 2010.
- Cahiers CERI Sciences Po N°4: La démocratisation en Géorgie à l’épreuve des élections, Paris, 2007
- Penser l’Europe : What borders for Europe ?, Paris, 2007.
- Cahier de Chaillot, Institute for security studies of the European Union (N° 102), Paris, 2007.